# Histoire de la Roumanie

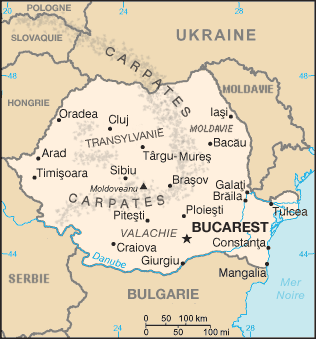
Roumanie actuelle (2024)

L’histoire de la Roumanie en tant qu'État moderne, commence par la création des principautés unies de Moldavie et de Valachie en 1859. Cependant, l'histoire des pays où évoluent les roumanophones remonte à l'Antiquité et comprend des territoires plus vastes que les 262 248 km2 des actuelles Roumanie (238 397 km2) et Moldavie (23 851 km2), États modernes à majorité roumanophone (respectivement 85% et 78% en 2014).
Les historiens distinguent quatre périodes dans l'histoire des régions habitées par les Roumains :
- l'Antiquité, dominée par la confrontation, puis la fusion, entre les civilisations gète/dace et latine, et par l'influence grecque sur le littoral ;
- l'âge pastoral parfois aussi appelé « âge obscur » (obscur pour les historiens et objet de controverses entre eux, à cause de la pénurie de sources fiables), du IIIe au XIIIe siècle, marqué par la christianisation, les grandes invasions et l'installation des slaves, puis des magyars, parmi les proto-roumains ; cet « âge pastoral » où la population romanophone, alors appelée « valaque » vivait dispersée en romanies populaires, correspond à l'Antiquité tardive et au haut Moyen Âge ;
- la période voïvodale, du XIVe siècle au milieu du XIXe siècle, qui correspond en gros à l'histoire des voïvodats de Transylvanie, de Moldavie et de Valachie ;
- la période moderne, qui correspond à la renaissance culturelle roumaine et à la formation de la principauté devenue royaume de Roumanie, puis du régime communiste devenu, à la chute du rideau de fer, une démocratie parlementaire.

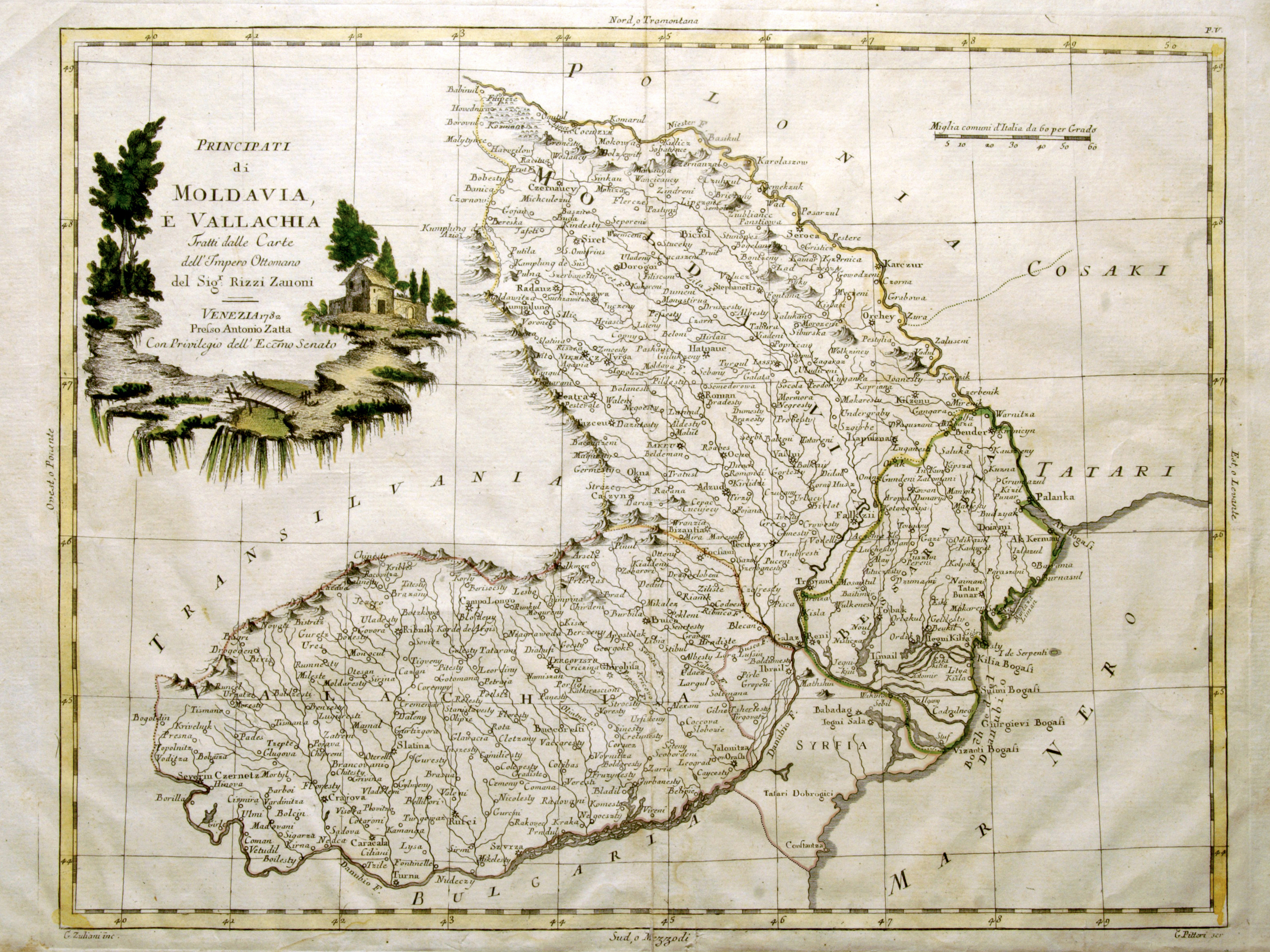
Les principautés de Moldavie et Valachie en 1786, carte italienne de G. Pittori, d'après le géographe Giovanni Antonio Rizzi Zannoni.

## Chronologie
- Ier siècle avant notre ère : Les Romains latinisent les Illyriens, les Celtes, les Daces et les Thraces vivant dans le bassin du bas-Danube et des Balkans.
- Du IIe siècle au VIe siècle : Résistance de l'Empire gréco-romain d'orient contre les Goths, les Huns et divers peuples germaniques et turcs. Christianisation des Latins et des Grecs.
- VIe siècle : Installation des Slaves parmi les latins et arrivée des cavaliers proto-Bulgares qui fondent un royaume s'étendant sur les actuelles Serbie, Roumanie, Moldavie, Macédoine et Bulgarie. Ce royaume adopte la langue slavonne et le christianisme : c'est la première Bulgarie, mais la moitié de sa population est latinophone (Valaques). En Europe, Byzance ne garde que la Grèce et les côtes de la presqu'île des Balkans.
- Fin IXe siècle : Fondation de la Grande Principauté de Hongrie dans le bassin des Carpates. Le royaume chrétien de Hongrie a été créé en 1000 sous le roi Saint-Étienne de Hongrie.
- Xe siècle : Byzance détruit la Bulgarie avec l'aide des Russes et des cavaliers turcophones de la steppe. Schisme entre Rome et l'Orient. Apparition du bogomilisme, ancêtre du catharisme. Les Valaques locuteurs de divers dialectes romans vivent désormais au sein de petits duchés, les « canesats », éparpillés depuis les pays tchèques jusqu'à la Thessalie et de l'Adriatique à la mer Noire, connus comme romanies ou valachies, et vassaux de Byzance, des Turcs, ou du royaume sleve de Grande-Moravie.
- XIIe siècle : Au sud du Danube, les Valaques fondent en 1187 un royaume bulgaro-valaque reconnu sous ce nom par la papauté et les puissances de l'époque.
- XIIIe siècle : Constantinople est prise par la quatrième croisade et les Croisés attaquent le royaume bulgaro-valaque, mais leur chef Baudouin des Flandres est tué dans cette guerre. En 1223 se produit l'invasion mongole de l'Europe : la péninsule des Balkans est ravagée. À partir de 1247, les Slavons supplantent les roumanophones en Bulgarie tandis que les Grecs reprennent Byzance en 1261 mais déjà les Turcs s'installent en Anatolie. Les peuples de confession orthodoxe sont pris entre les catholiques au nord-ouest et les musulmans au sud-est. Au nord du Danube les « canesats » sont vassaux de la Hongrie, de la principauté ruthène de Galicie-Volhynie ou des Tatars. Entre les canesats vivent des populations slavonnes et iranophones (Iasses).
- XIVe siècle : Pendant que les Turcs ottomans occupent les Balkans, les roumanophones fondent au nord du Danube les principautés dites « danubiennes » de Moldavie et Valachie, qui seront vassales des Turcs mais garderont leur autonomie jusqu'en 1878. Les Génoisfondent des comptoirs sur la mer Noire et le Danube. La Transylvanie est aussi une principauté, vassale de la Hongrie et gouvernée par des comtes magyars.

- XVIe siècle : La vassalité turque remplace la hongroise en Transylvanie. Apparition du servage. Développement du protestantisme aux dépens du catholicisme (mais les Roumains restent orthodoxes à 80 %).
- XVIIe siècle : La vassalité autrichienne remplace la turque en Transylvanie. Une partie des orthodoxes de Transylvanie accepte l'autorité de Rome : ce sont les uniates ou gréco-catholiques.
- XVIIIe siècle : Grêce à l'influence humaniste, le servage est aboli en 1749 en Moldavie et Valachie, la renaissance culturelle roumaine se développe et la révolution transylvaine de 1784 vise à émanciper les roumains transylvains.
- XIXe siècle : Ayant échoué dans son « projet grec » d'émanciper l'ensemble des Balkans, l'Empire russe se contente d'annexer la moitié orientale de la Moldavie (Bessarabie, actuelle république de Moldavie). La moitié occidentale reste une principauté autonome tributaire de l'Empire ottoman. Révolutions républicaines : 1821 en Moldavie et Valachie et 1848 en Transylvanie, Moldavie et Valachie.
- Après la guerre de Crimée, grâce au soutien français, en 1859 les deux principautés danubiennes de Moldavie occidentale et Valachie élisent aux deux trônes le prince moldave Alexandre Jean Cuza et, le 5 février 1862, s'unissent officiellement, tout en restant tributaires de l'Empire ottoman.
- En 1866, le prince Cuza est déposé par un coup d'état et remplacé par un prince d'origine allemande, Karl von Hohenzollern-Sigmaringen, ce qui met l'autonomie de la Roumanie sous « garantie » des puissances européennes.
- 1867 : inquiets de l'irrédentisme roumain, les Habsbourg procèdent au rattachement de l'archiduché de Transylvanie au royaume de Hongrie dans le cadre de l'empire d'Autriche-Hongrie. Simultanément, pour que les arrivées des Slaves et des Magyars dans la région du bas-Danube apparaissent comme « antérieures à la présence des Roumains », l'historiographie austro-hongroise développe la thèse dite du « désert des Avars » (toujours en vogue dans les pays germaniques, slaves et en Hongrie) selon laquelle les locuteurs des langues romanes orientales auraient « disparu pendant mille ans » entre le IIIe siècle au XIIIe siècle, pour réapparaître inexplicablement ensuite.
- 1878 : Avec le soutien de la Russie, la Roumanie gagne la reconnaissance internationale de son indépendance et aide la Bulgarie à s'émanciper de l'Empire ottoman : Roumanie, Vieux Royaume (1878-1913).
- 1907 : Insurrection paysanne de la faim.
- XXe siècle : En 1918, les territoires austro-hongrois et russes peuplés de roumanophones transylvains, bucoviniens et moldaves-bessarabiens élisent des députés et proclament leur indépendance puis leur union à la Roumanie, qui avait combattu aux côtés des Alliés : Grande Roumanie historique.
- 1921-1923 : Réformes constitutionnelle et agraire (période de démocratie parlementaire et de partage des grandes propriétés).
- 1938 : Dictature antifasciste du roi Carol II, qui réprime la Garde de fer fasciste et le Parti communiste de Roumanie. La Garde de fer organise des attentats, tue plusieurs ministres et intellectuels démocrates, et s'en prend aux Juifs et aux Roms.
- Juin 1940 : la France, protectrice de la Roumanie par l'accord du 13 mai 1939, s'effondre : Joseph Staline en profite pour occuper la Bucovine du nord et la Bessarabie (Moldavie orientale) conformément au protocole secret du pacte Hitler-Staline.
- Août 1940 : par le diktat de Vienne, c'est Adolf Hitler cette fois qui oblige la Roumanie à céder la moitié nord de la Transylvanie à la Hongrie horthyste et à rendre la Dobroudja du Sud à la Bulgarie. En trois mois la Roumanie perd plus d'un tiers de son territoire et de ses habitants sans combattre, mais évite le sort de la Pologne voisine, anéantie par l'Allemagne nazie et URSS stalinienne.
- Octobre 1940 : Carol II est renversé, la junte fasciste d'Ion Antonescu et de la Garde de Fer s'allie au Troisième Reich hitlérien contre l'URSS stalinienne : État national-légionnaire.
- Juin 1941 : la Roumanie déclare la guerre à l'URSS et participe à l'invasion nazie de l'URSS mais deux divisions roumaines combattent du côté soviétique contre les nazis : Histoire de la Roumanie pendant la Seconde Guerre mondiale.
- Août 1944 : alors que l'Armée rouge a pénétré en Roumanie, le roi Michel Ier, fils de Carol II, renverse Antonescu et déclare la guerre à l'Allemagne. Grâce à cela, le traité de paix de Paris rend à la Roumanie le nord de la Transylvanie, alors que Staline reprend à nouveau la Moldavie orientale.
- Mars 1945-Décembre 1989 : conformément à l'accord de Moscou du 9 octobre 1944 sur les zones d'influence en Europe, et alors que les communistes ne représentaient qu'une minorité dans le pays, Staline fait mettre en place un régime totalitaire en Roumanie mais abandonne à leur sort les communistes hellènes, majoritaires dans la résistance grecque, qui perdent la guerre civile en Grèce en 1949. La Roumanie est intégrée au bloc de l'Est : Régime communiste de Roumanie.
- Décembre 1989 : lors de la dislocation du bloc de l'Est, le pouvoir communiste est renversé : le Parti communiste roumain (PCR) se transforme en un Front de salut national (FSN), qui se convertit à la social-démocratie.
- Janvier 1990 : rétablissement de la démocratie parlementaire, après plus d'un demi-siècle de dictatures : le FSN garde le pouvoir et la nomenklatura ses privilèges, mais la population échappe enfin à la terreur politique et aux privations systématiques : Politique en Roumanie, Économie de la Roumanie.
- Août 1991 : la Roumanie dirigée par Ion Iliescu est le premier état à reconnaître l'existence de la république de Moldavie, acceptant ainsi implicitement la limite occidentale de la zone d'influence russe sur la rivière Prut et refusant de soutenir les unionistes moldaves lors de la guerre du Dniestr de 1992.
- Janvier 2007 : Intégration de la Roumanie dans l'Union européenne.
- À partir de 2009 : la crise financière internationale frappe sévèrement l'économie roumaine, contraignant les présidents Traian Băsescu et Klaus Iohannis à une politique d'austérité qui les met en opposition quasi permanente avec le parlement (dominé par les descendants de la nomenklatura, devenus populistes et nationalistes). Les Roumains perdent confiance tant dans les instances supra-nationales que dans leurs instances politiques, réagissant, pour les plus âgés, comme à l'époque communiste en développant l'économie informelle, et pour les plus jeunes (générations nées depuis la Libération) en manifestant toutes les semaines contre la corruption.

## Préhistoire

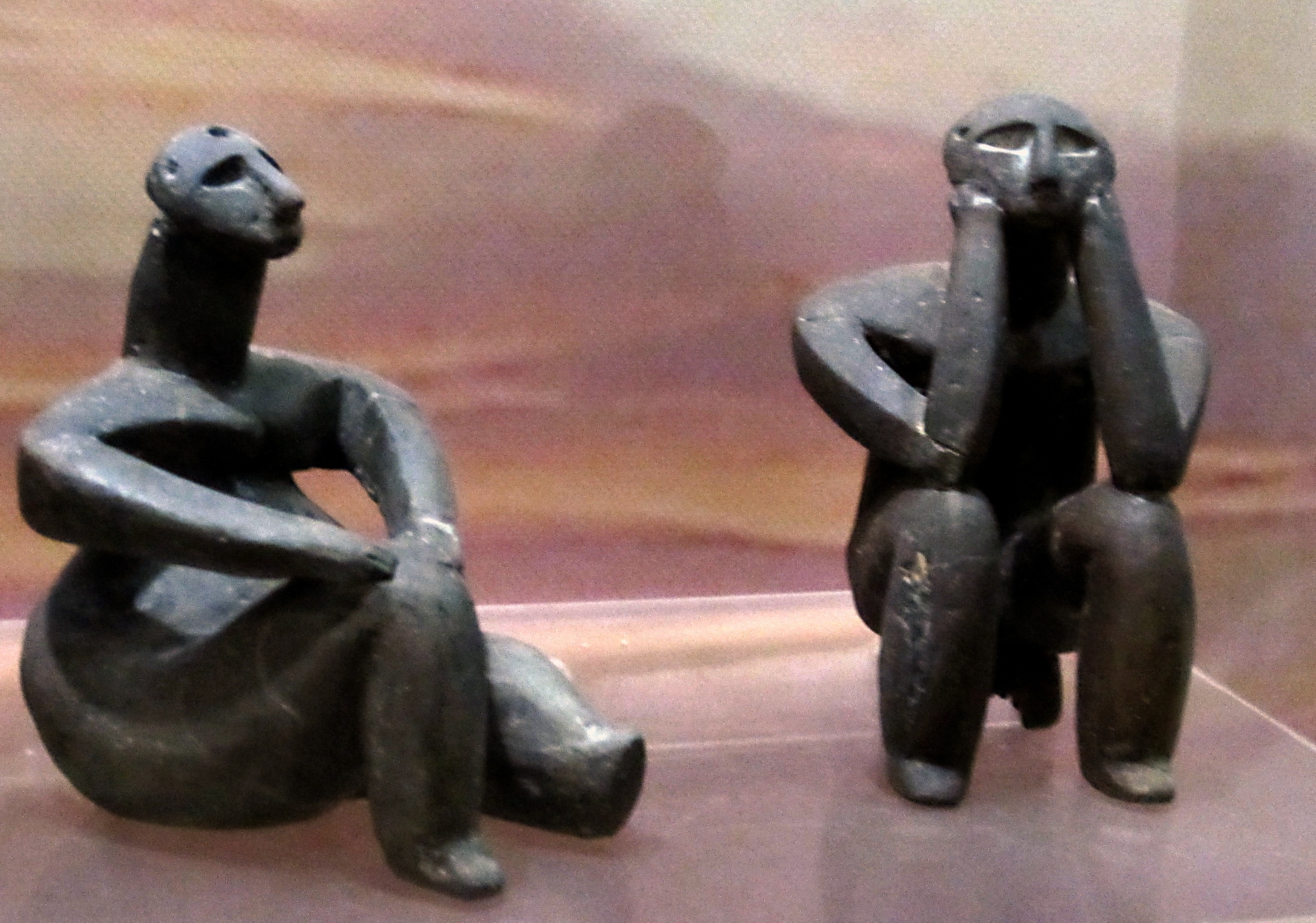
Les « penseurs » de Hamangia.

Située dans l'Europe du Sud-Est, la Roumanie se trouve dans la zone où l'agriculture a pénétré en premier sur ce continent, dès le VIIIe millénaire avant notre ère. Il semble avoir eu lieu des interactions complexes entre les chasseurs-cueilleurs locaux et les nouveaux agriculteurs d'ascendance anatolienne dans le bassin inférieur du Danube, différentes d'un simple remplacement des chasseurs-cueilleurs par les agriculteurs.
Plusieurs civilisations préhistoriques différentes, reconnaissables au style de leurs sépultures, poteries, sculptures, bijoux et outils, s'y sont succédé : aux IVe et IIIe millénaires avant notre ère, celles de Sălcuța, Hamangia, Gumelnița, Cucuteni-Tripolia ; au début du IIe millénaire celles de Delul Melcilor-Glina et de Cucuteni II…
Faute de connaître les noms qu'elles se donnaient et leurs langues, ces populations sont appelées d'après Hérodote et Homère, mais un peu abusivement (car ces deux auteurs se réfèrent à la Grèce seulement) : Pélasges. Au XIIe siècle av. J.-C., une crise climatique se manifeste (comme ailleurs en Europe) par l'abandon d'un certain nombre de sites : à ce moment, cela faisait plusieurs siècles déjà que de nouvelles populations du nord de la mer Noire, étaient en train de s'installer à leur tour dans la région : des peuples indo-européens, auxquels on doit la civilisation de Tei-Monteoru et celle des « tombes à ocre rouge ».

## Antiquité

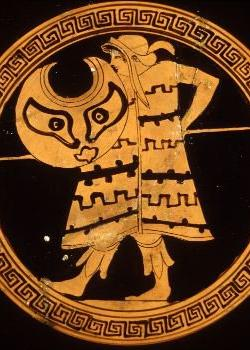
Kylix (vase) à figures rouges représentant un peltaste thrace avec l’ensemble de son équipement.

Les populations indo-européennes de la région : Illyres et Thraces, parlaient des langues illyriennes et daco-thraces. Les Thraces étaient présents dans la partie orientale de la péninsule des Balkans ainsi que dans le bassin du bas-Danube au nord du fleuve, jusqu'au Boug méridional ; à l'est des Carpates, ils s'entremêlaient de Scythes. Les tribus vivant au nord du Danube étaient appelés Gètes par les auteurs grecs et Daces par les auteurs romains ; toutefois Hérodote cite les Gètes de la Scythie Mineure, présents dans ces lieux en -514, comme branche distincte du peuple thrace. Au IVe siècle avant notre ère s'ajoutèrent les Celtes, représentés ici par des Scordisques (ou Scordices) et des Bastarnes (ces derniers, mêlés de Germains), et appelés par les auteurs grecs : Galates. Enfin, à partir du Ier siècle avant notre ère au sud du Danube, et du IIe siècle de notre ère au nord, l'Empire romain étend sa domination sur la région et, procédant à de nombreux transferts de populations et de colons, romanisa les populations au nord de la « Ligne Jireček » longeant en gros au Grand Balkan actuel (au sud, elles furent hellénisées).

### Thraces
Les Thraces décrits par les historiens antiques, locuteurs des langues paléo-balkaniques et pratiquant des cultes à mystères, étaient organisés en sociétés théocratiques comportant des prêtres (polistes), des cavaliers aristocrates (tarabostes) et des paysans guerriers libres (comates c'est-à-dire chevelus). Les nombreuses résidences fortifiées (dava) correspondent à des capitales temporaires, quand le roi de chaque tribu y réside. Les Thraces sont refoulés vers l'est et coupés de l'Adriatique par les Illyriens puis par les Macédoniens. À partir du VIe siècle av. J.-C. l'aristocratie thrace, surtout les Besses, les Daces et les Odryses ont des échanges avec les Grecs, utilisent l'alphabet grec pour leur langue et constituent des royaumes. La monarchie n'y est pas héréditaire et ces royaumes se fragmentent souvent à la mort de leur souverain. Les côtes (mer Égée au sud, mer Noire à l'est) sont colonisées par les Grecs au VIe siècle avant notre ère, conquises par les Perses de Darius Ier en -515 et reprises par Philippe II de Macédoine en -342.
Selon Hérodote (livre V), « la nation des Thraces est, après celle des Indiens, la plus importante du monde. S'ils avaient un seul roi et s'ils pouvaient s'entendre entre eux, ils seraient invincibles et, d'après moi, beaucoup plus puissants que toutes les nations ». En se basant sur la similitude entre l'ethnonyme des Daces et celui des Dahes (Grec Δάσαι Δάοι, Δάαι, Δαι, Δάσαι Dáoi, Dáai, Dai, Dasai; Latin Dahae, Daci), localisés à l'est de la mer Caspienne, des historiens comme le Roumain Cicerone Poghirc ou l'Américain David Gordon White, ancien assistant de Mircea Eliade pensent qu'Hérodote englobe, dans cette définition, non seulement les Thraces des Balkans au sens strict, mais un grand nombre de peuples indo-européens de souche principalement iranienne. Selon Poghirc et White, les Daces et Dahes, aussi connus comme Dahas ou Dahéens (latin: Dahae; perse: داه‍ان Dahan; grec ancien: Δάοι, Δάαι, Δαι, Δάσαι Dáoi, Dáai, Dai, Dasai; sanskrit: Dasa; chinois Dayi 大益) étaient une confédération de trois tribus iraniennes d'Asie centrale : les Parnes, les Xanthes et les Pissures vivant sur un vaste territoire connu comme le Dahestan, Dahistan et Dihistan.
Dans les Balkans, le Ier siècle av. J.-C. est considéré comme l'âge d'or de la civilisation thrace, avec les deux royaumes des Odryses (au sud du Danube) et de Burebista (au nord du Danube). Sitalcès, l'un des rois des Odryses s'allie aux Athéniens dans la guerre du Péloponnèse. Après sa mort commence une période de déclin malgré les essais d'unification des Thraces sous Cotys Ier, Kersobleptès et Burebista.

### Géto-Daces
Hérodote décrit les Géto-Daces comme des Thraces septentrionaux en -513 : au sud du Danube, une confédération tribale des Gètes a été défaite par l'empereur perse Darius le Grand pendant sa campagne contre les Scythes.
Selon Hérodote, « Parmi les Thraces, les plus vaillants sont sans conteste les Gètes. »
Premier roi de la confédération dace, Burebista accède au trône vers -82 et règne jusqu'en -44. Son royaume fédéra tous les Thraces du nord, à cheval sur le bas-Danube, jusqu'aux monts Haemos. La capitale politique et religieuse du nouvel État, Sarmizégétuse, se trouvait dans les monts d'Orăștie, en Transylvanie, à Grădiștea de Munte. Les Géto-Daces croyaient en deux mondes et en l'immortalité de l'âme, sous forme d'une continuation du « soi » après la mort dans un autre monde où Zalmoxis les attend (Zalmoxis étant apparemment un Poliste pythagoricien, prophète du dieu créateur Gabeleisos). De grands calendriers circulaires et parfois des sacrifices humains ont été les marques de cette religion.
La seconde moitié de ce siècle a vu naître un État dace centralisé grâce à plusieurs rois, dont le plus connu est aussi le dernier : Décébale (87-106 apr. J.-C.).
Dans l'historiographie roumaine moderne, la Dacie joue le même rôle que la Gaule dans l'historiographie française, et la plupart des Roumains considèrent les Daces comme leurs ancêtres directs. Les Aroumains, eux, considèrent descendre des Thraces vivant au sud du Danube,,,,,.

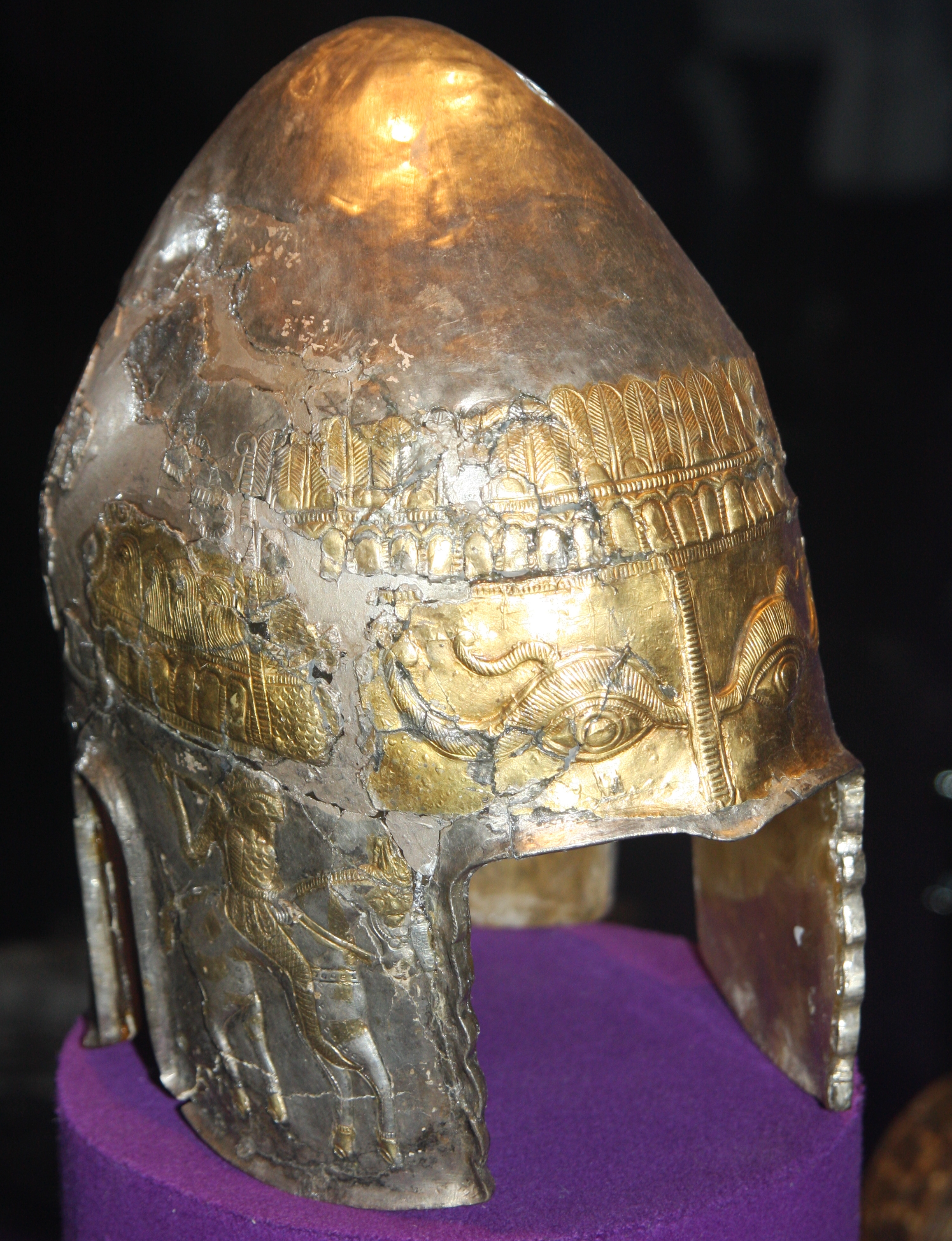
Casque daco-gète d'Agighiol
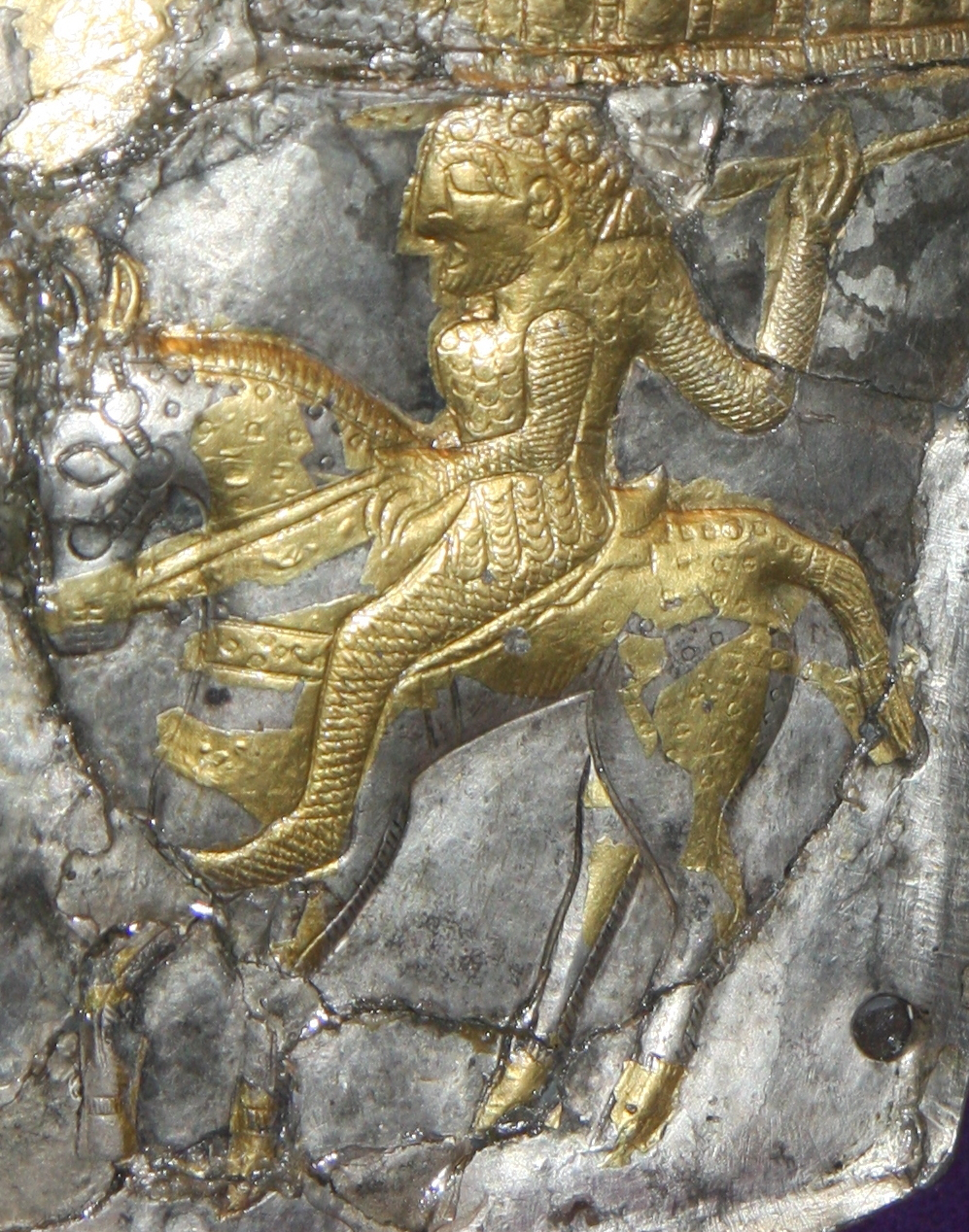
Détail du casque d'Agighiol
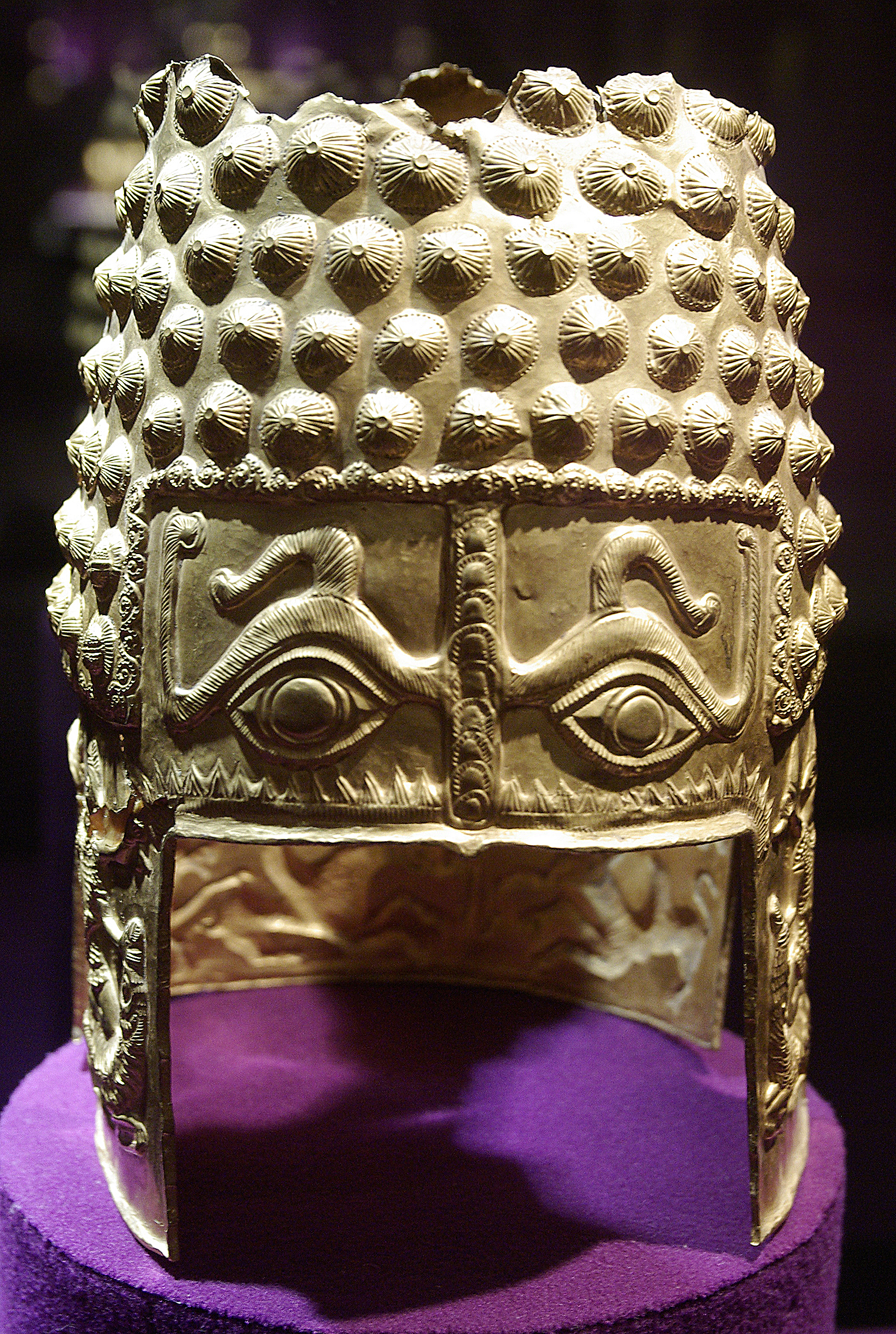
Casque de Coțofenești
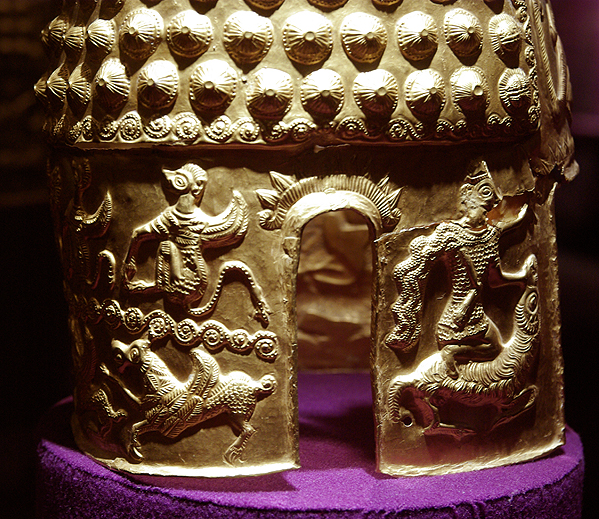
Détail

### Conquête romaine
En 29 av. J.-C., la Thrace septentrionale le long du Danube passe sous domination romaine, et forme la province de Mésie de l'Empire romain. Le royaume des Odryses reste fidèle à Rome, mais d'autres s'y opposent et sont soumis par la force. De nombreux Thraces sont pris comme esclaves : leur caractère rebelle et combatif les destine fréquemment à la carrière de gladiateurs (le plus connu d'entre eux est Spartacus). Le royaume odryse est intégré à son tour en 45. La puissance militaire des rois daces et leurs campagnes hivernales de pillage en Mésie (en passant le Danube sur la glace) exaspèrent Rome et décident le nouvel empereur Trajan (98-117) à attaquer Décébale et à le soumettre. Il y parvient au bout de deux guerres sanglantes, relatées sur les bas-reliefs de la colonne Trajane. Ce monument d'art romain, qui s'élève dans le Forum de Trajan à Rome, décrit les guerres daciques de Trajan.
Pendant la première guerre dacique (101-102), Trajan engage près de la moitié de l'armée romaine. Après deux ans de combats, il occupe le territoire. Les Daces s'engagent à fournir des hommes à l'armée romaine et à raser leurs fortifications, mais ne s'y tiennent pas. La seconde guerre dace (105-106 de notre ère) commence par une attaque des Romains durant l'été de l'an 105, et s'achève par le suicide de Décébale et la mise en place du contrôle de Rome sur les deux tiers du territoire actuel de la Roumanie (Dacia Felix), en laissant le nord aux Daces libres (Costoboces et Carpiens : ces derniers ont laissé leur nom aux monts Carpates).
Au sud du Danube, l'occupation romaine a duré six siècles ; au nord, 165 ans. En 271 apr. J.-C. l'empereur Aurélien décide de retirer l'armée et les provinciaux (en latin provinciales chez les historiens Eutrope et Flavius Vopiscus) pour les répartir au sud du Danube, du fait de la pression des Germains migrants venus du Nord, les Goths. La province de Dacia est transférée au sud du Danube (Dacia ripensis et Dacia mediterranea). Les deux Dacies, Trajane et Aurélienne, sont considérées par les historiens roumains comme le « foyer d'origine » du peuple roumain mais les historiens hongrois et russes nient leur persistance au nord du Danube, tandis que les historiens serbes et bulgares nient leur persistance au sud du Danube. Le résultat est que la romanité orientale paraît disparaître pendant un millénaire, les Thraco-Romains et le Proto-roumain étant censés n'avoir jamais existé et n'être qu'une pure invention de l'historiographie roumaine.

### Romanisation

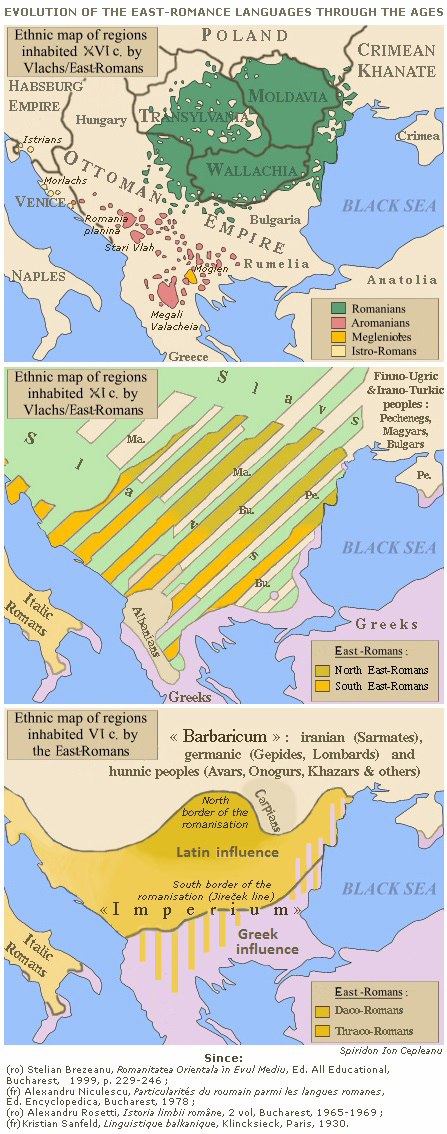
Évolution des langues romanes orientales avec les trois phases de formation, de dispersion et de différenciation.

En 332, l'empereur Constantin Ier prend le parti d'établir une nouvelle capitale aux confins de l'Europe et de l'Asie, sur l'emplacement d'une ancienne colonie grecque nommée Byzance, que l'on l'appellera Constantinople. Au cours des siècles suivants, Constantinople et l'Empire romain d'Orient (surnommé « byzantin » à partir du XVIe siècle) maintiennent l'Empire et l'influence romaine dans la moitié orientale des possessions de Rome, tandis que la moitié occidentale est remplacée par des royaumes barbares (Suèves, Vandales, Wisigoths, Francs, Burgondes, Ostrogoths et Lombards).
L'Empire, dont le nom officiel est Romania, est désormais chrétien et demeure un État de droit régi par le code justinien. Les empereurs, ou basileus, non héréditaires même s'il y eut des dynasties, règnent « par la volonté du Sénat et du Peuple romain »: ils ne sont pas les « représentants » de Dieu sur terre mais ses « esclaves ». Autour des Carpates se succèdent divers peuples migrateurs poussés par les changements climatiques des Ve siècle, VIe siècle et VIIe siècles. Au VIIIe siècle, un nouvel état se met en place sur le bas-Danube, tant au nord qu'au sud du fleuve. C'est la Bulgarie danubienne (il y en a une autre sur la Volga). À l'origine, les Bulgares sont des cavaliers turcophones, comme les Avars avant eux ; les populations de leur royaume sont des Albanais, des Serbes, des Slavons et des Romans. Les Bulgares adoptent le slavon comme langue usuelle et officielle, bientôt écrite à l'aide de l'alphabet cyrillique ; et la Bulgarie danubienne devient un tzarat chrétien. Dans ce royaume, les Romans, mentionnés dès 586 dans les chroniques byzantines de Théophane le Confesseur et de Théophylacte Simocatta, habitent plutôt le pourtour des montagnes, alors que les plaines sont à majorité slave et les côtes globalement grecques.

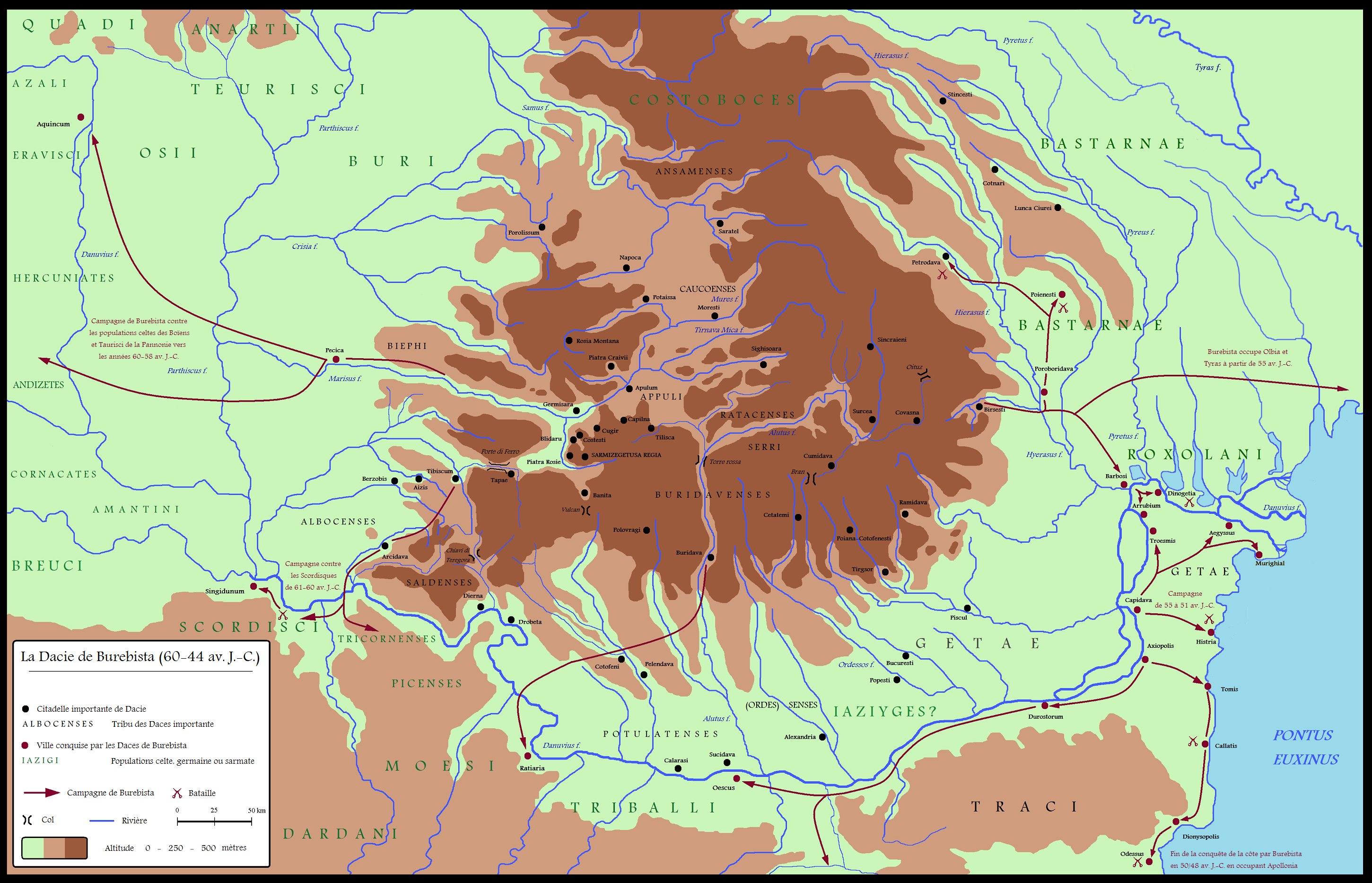
Campagnes militaires daces de Burebista
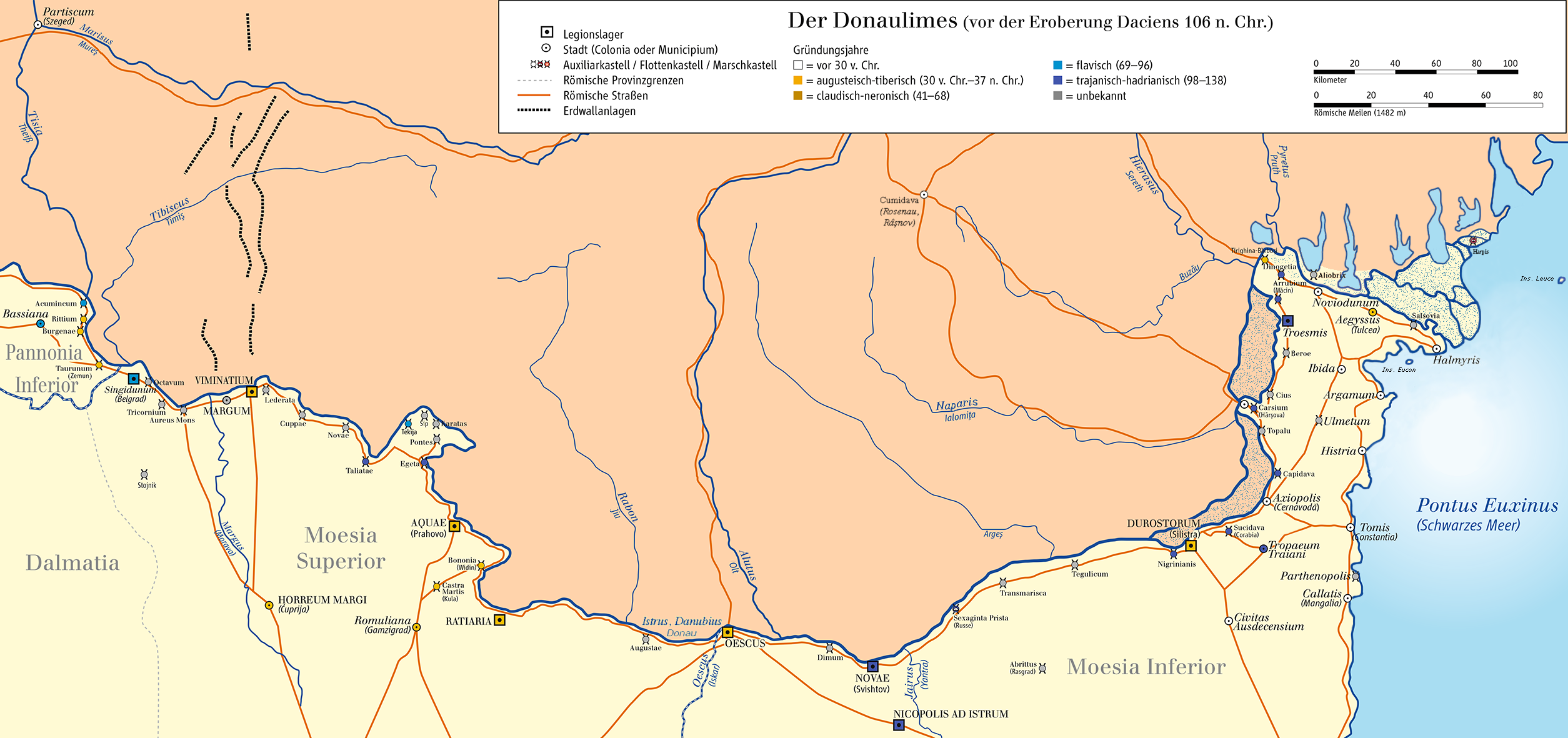
Limes de Mésie (en)
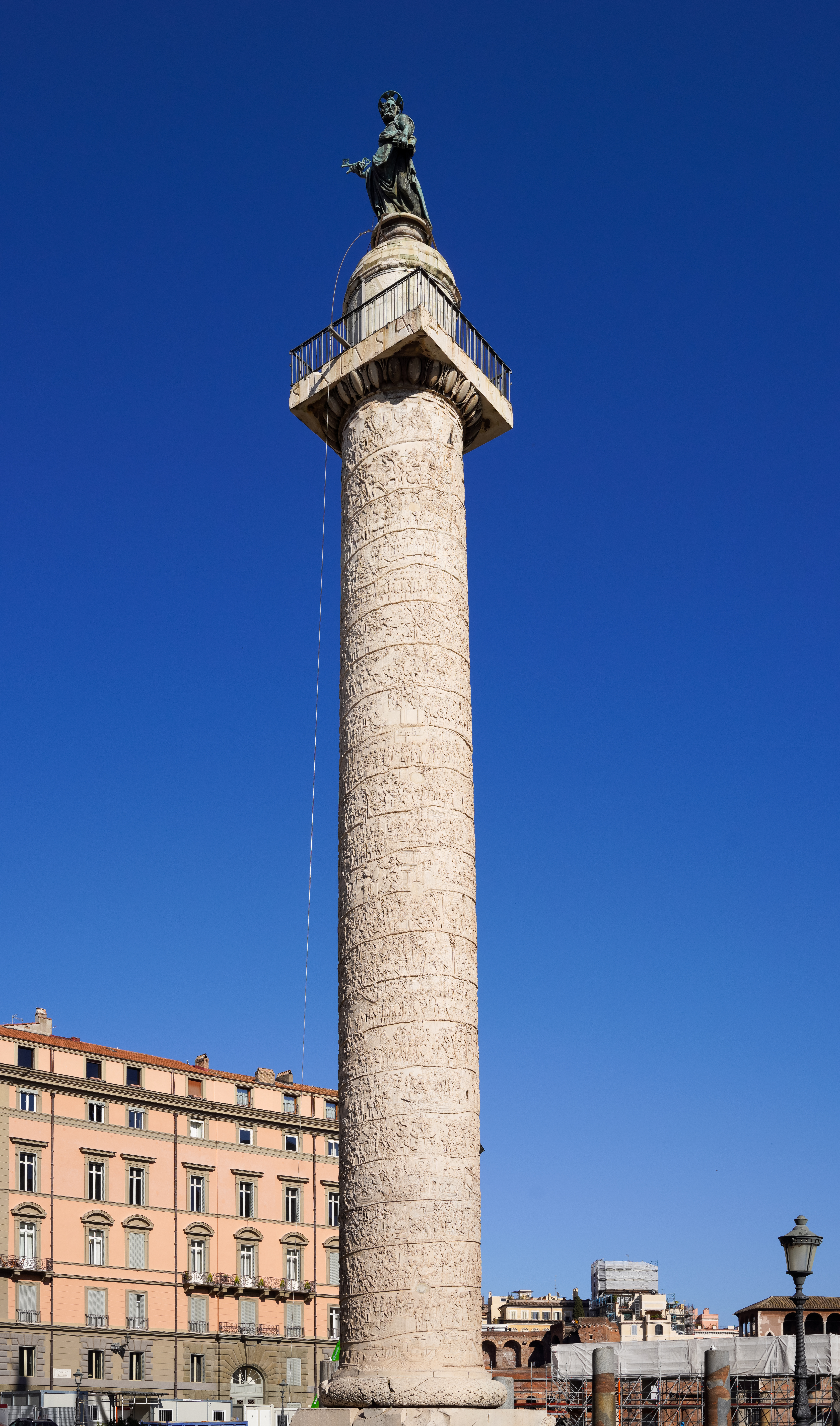
La colonne Trajane à Rome.
La Dacie trajane
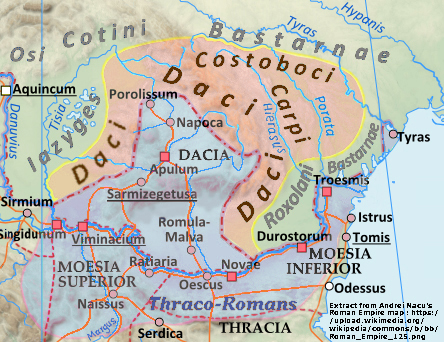
Influence romaine en bleu, influence des Daces libres en rouge.
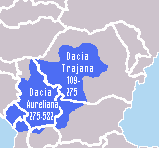
La Dacie romaine antique, « Trajane » et « Aurélienne ».
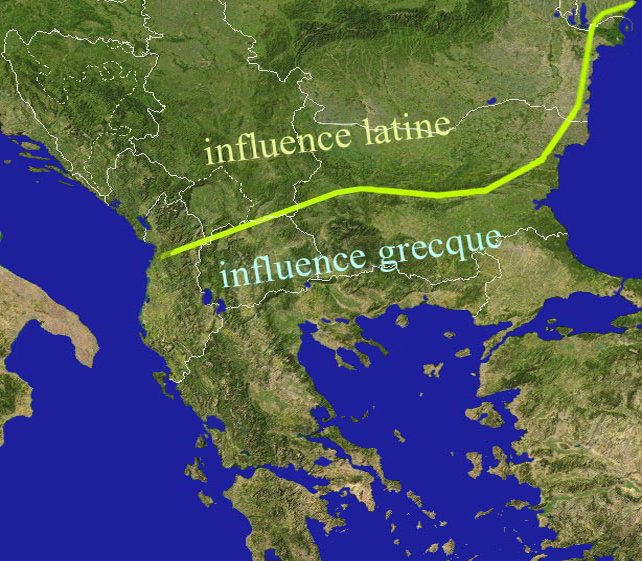
La « ligne Jireček ».
Système défensif de l'Antiquité tardive.
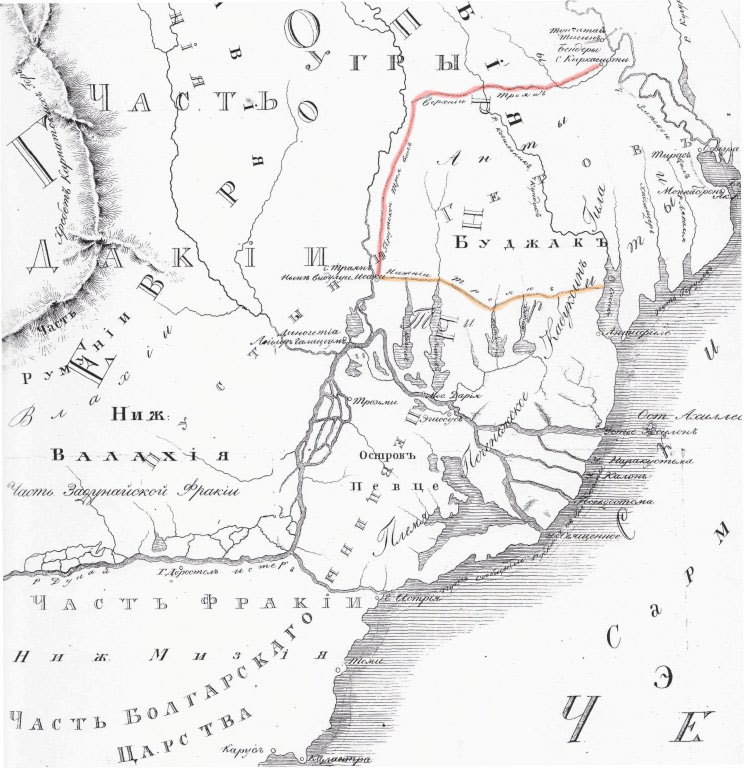
Les levées de terre gothiques dites « Mur de Trajan », en Bessarabie.
La Dacie aurélienne.
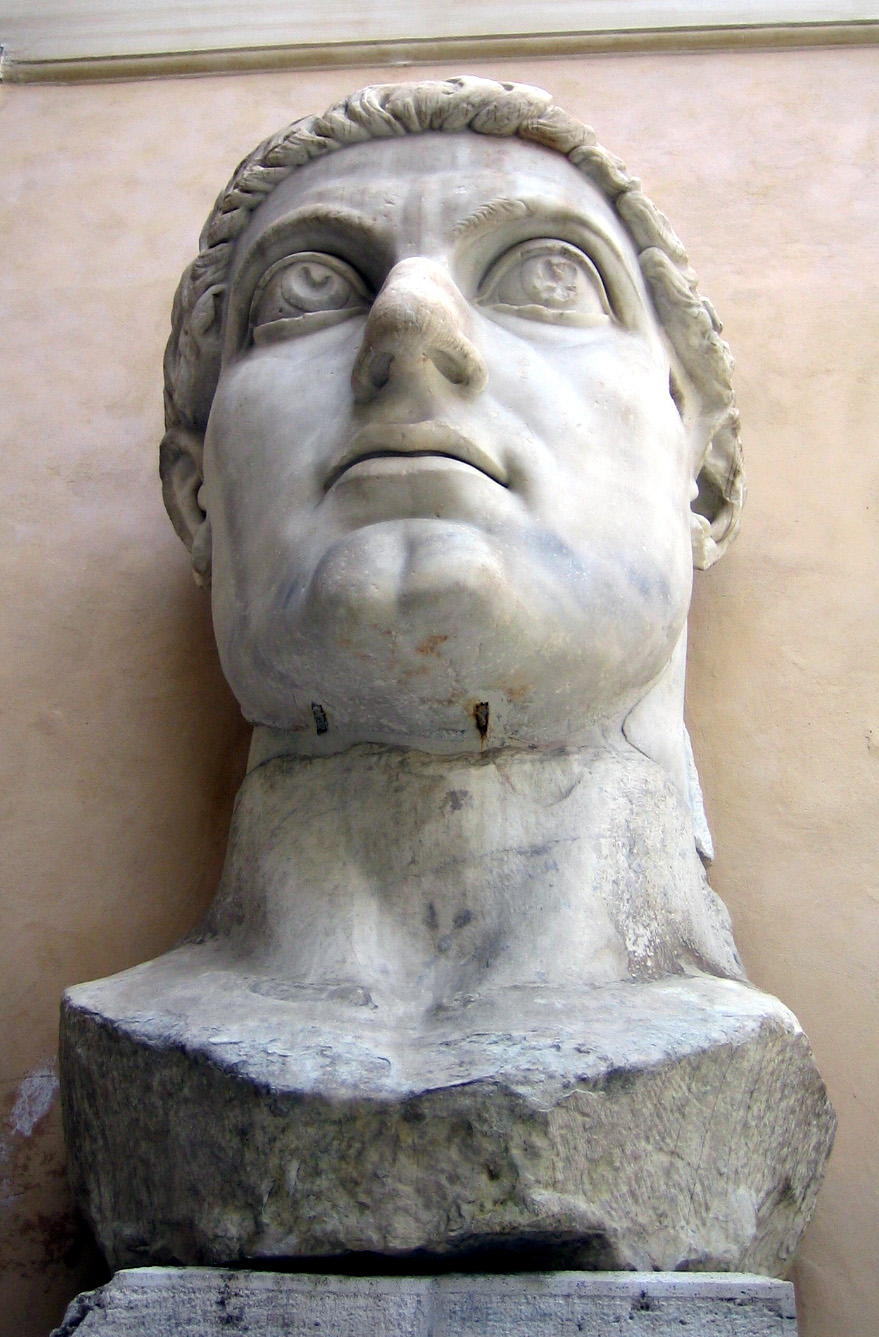
L'empereur Constantin Ier.

## Moyen Âge
Après la romanisation des Thraces, le nom des Besses sert aux chroniqueurs byzantins à distinguer les populations romanophones des Balkans parmi les Ῥωμαίοι - Rhômaíoi ou Romées, les « Romains » en grec (soit les citoyens de la Βασιλεία των Ῥωμαίων - Basileía tôn Rhômaíôn : « empire des Romains » en grec). Au IXe siècle le nom de « Valaques » commence à supplanter celui de « Besses » : dans son Strategikon, Cécaumène précise au XIe siècle que les romanophones de Thessalie « descendent des anciens Thraces et Daces » et qu'« on les appelle Besses ou Valaques ».

Animation montrant l'évolution territoriale des principautés danubiennes jusqu'en 1859 et de la Roumanie (1859-2013) :
Territoires n'ayant jamais appartenu à l'État roumain
Territoires mentionnés, supposés gouvernés par des élites roumaines
Territoires gouvernés par des élites ou des représentants roumains
Territoires ayant appartenu à un moment ou un autre à l'État roumain
Territoires ayant été occupés et administrés par l'armée roumaine

Concernant l'histoire des Roumains pendant l'Antiquité tardive et le haut Moyen Âge, il existe trois thèses divergentes, qui ont, toutes trois, des arguments et sont présentées par des sources secondaires universitaires :
1. une première, soutenue par l'istoriographie austro-hongroise et germanique[20], affirme que les populations romanes ont disparu au nord du Danube au IIIe siècle et n'ont pas reparu avant le XIIIe siècle au plus tôt, en provenance des Balkans[21] : c'est la thèse du « Désert des Avars » (Avar sivatag) selon laquelle les Magyars sont arrivés les premiers dans le bassin du moyen-Danube et en Transylvanie[22],[23],[24] ;
2. une deuxième, soutenue par l'historiographie bulgare et serbe, affirme que les populations romanes ont disparu au sud du Danube au Ve siècle et n'ont pas reparu avant le XIIIe siècle au plus tôt, en provenance de Transylvanie : c'est la thèse de la « non-romanisation des Thraces » selon laquelle les Slaves méridionaux et les Proto-Bulgares sont arrivés les premiers dans les Balkans[25],[26] ;
3. une troisième, soutenue par l'historiographie roumaine et moldave, affirme que les populations romanes orientales n'ont jamais cessé leurs transhumances pastorales entre le nord et le sud du Danube de la fin du IIIe siècle au XIIIe siècle, et objecte aux deux autres thèses qu'il est peu réaliste d'imaginer les locuteurs des langues romanes orientales disparaissant mystérieusement pendant mille ans pour réapparaître inexplicablement ensuite[27], et formant le seul peuple incapable de traverser le Danube, les Balkans et les Carpates, alors que les Goths, les Slaves, les Avars, les Proto-Bulgares, les Magyars, les Pétchénègues, les Coumans, les Alains, les Mongols et les Ottomans l'ont fait[28],[29],[30],[31],[32],[33].

Ces controverses, ainsi que le dénigrement réciproque des historiens impliqués selon la méthode hypercritique, ont fait dire à Winston Churchill : « La région des Balkans a tendance à produire plus d’histoire qu'elle ne peut en consommer ».

### Période byzantine
À partir du VIIe siècle les Romans apparaissent dans les documents sous l'exonyme germanique de « Valaques ». Le slavon bulgare reste leur langue officielle, liturgique et diplomatique jusqu'au XVIIe siècle.
Au Ve siècle, les chroniques de Procope mentionnent au sud de Danube des lieux nommés Sceptecasas (sept maisons), Purgulatu (cours large), Loupofontana (fontaine ou source du loup) et Gemellomountes (montagnes jumelles). S'y ajoutent les innombrables toponymes, encore visibles sur toutes les cartes d'état-major des XIXe siècle et XXe siècles qui outre la Roumanie et la Moldavie actuelles, parsèment aussi la Bosnie, la Dalmatie, la Serbie, la Macédoine, la Grèce du nord et la Bulgarie actuelles.
Ce que les historiens roumains appellent Vatra străromână (le foyer ancestral roumain) est une zone à cheval sur le bas-Danube, les Carpates et les Balkans, qui dépasse les frontières des états-nations actuels et où les Romans vivaient mêlés à d'autres peuples, dont des Slaves. Les locuteurs des langues romanes orientales dits « Valaques » sont présents au nord et au sud du bas-Danube, par groupes épars (que les historiens nomment « Romanies populaires », et que les chroniques nomment « Valachies », en grec Valacheia, en allemand Walchengaue, en magyar Vlachföldek, en slave Vlashiny ou Volokhiny). au nord du Danube durant l'antiquité tardive et le Haut Moyen Âge, et les valachies, équivalent romanophone des Sklavinies slaves. Mais pour les historiens des Empires austro-hongrois et russe et de leurs États-successeurs, les « Romanies populaires » n'ont jamais existé, étant de « pures inventions nationalistes roumaines modernes », et le Jus valachicum ne désigne rien de plus que « des exemptions de taxes accordées au XIVe siècle par les rois de Hongrie ou de Galicie-Volhynie à leurs nobles pour défricher des terres royales avec des ouvriers agricoles valaques importés des Balkans ». Dans cette perspective, les territoires où l'on parlait ces langues apparaissent comme de simples parties des États voisins, et les cartes historiques ne figurent, même en pointillé, ni les romanophones, ni les principautés autonomes de Moldavie, Transylvanie et Valachie. Des historiens roumains comme Gheorghe I. Brătianu ont rebondi sur ce paradoxe pour qualifier les Roumains d'« énigme et miracle historique ».
De 971 à 1020, le basileus Basile II le Voulgarochtone (tueur de Bulgares) détruit le royaume de Bulgarie au sud du Danube : de nombreux Slavons et Valaques se réfugient alors auprès de leurs compatriotes vivant au nord du Danube, et se placent sous la protection du royaume de Hongrie. Mais il en reste assez au sud du Danube, pour qu'en 1186, les Valaques de Bulgarie fondent, avec les dynasties Deleanu, Caloianu et Asen, un royaume des Bulgares et des Valaques selon les documents d'époque, mais que les historiens bulgares le nomment « Second Empire bulgare »). Ce royaume s'étend de l'Albanie à la mer Noire et du Pinde aux Carpates méridionales. Il dure 60 ans et est remplacé, au sud du Danube, par les tzarats bulgares d'Ohrid, Vidin et Trnovo, et au nord du Danube par des banats valaques vassaux de la Hongrie : Severin, Litovoi, Argeș, Muscel.
À partir de 1256, le destin politique des Valaques se joue au nord du Danube, tandis qu'au sud, ce sont les Slaves et les Turcs qui dominent,,.

### Domination hongroise et catholique (dès 862/895)
Les Magyars forment une confédération de sept tribus, originaires de l'Oural. Au VIIIe siècle ils sont en Ukraine qu'ils appellent Ételköz. En 895, ils s'installent sur le moyen-Danube, dans l'ancienne province romaine de Pannonie. Ils ne font d'abord que piller l'Occident : leurs campagnes les amènent en Italie, en Allemagne et en France, mais après la défaite de Lechfeld en Bavière (coalition du roi Otton II du Saint-Empire}, en 955, ils se sédentarisent en Pannonie et assimilent les populations locales roumaines, germaniques et slaves (Slovaques au nord, Voïvodats slovènes de Pribina et Kozel à l'ouest, Slavons de l'est).
Lors du schisme de 1054, le royaume de Hongrie choisit l'obédience politique de Rome, d'où la papauté tente d'étendre sa zone d'influence vers l'est. Cela a une incidence importante sur l'histoire des Roumains soumis à la couronne hongroise : orthodoxes, leurs aristocrates sont forcés de s'exiler au-delà des Carpates ou de se convertir au catholicisme, et de se magyariser pour intégrer la noblesse hongroise), et les Roumains transylvains doivent attendre 1918 pour accéder à l'égalité de droits avec les Magyars et les Allemands.
Pour désigner les populations latinophones qu'ils rencontrent à l'ouest (italiques) et à l'est (valaques), les Hongrois adoptent le terme germanique de walah, qui en magyar donne olasz pour les Italiques, et olah pour les Valaques.
Les Magyars prennent possession du bassin des Carpates de manière planifiée, avec une longue période d'emménagement entre 862 et 895,,,,.
Selon la tradition du XIe siècle, la route empruntée par les Hongrois sous le prince Álmos les conduisit d'abord en Transylvanie en 895.
Le prince Álmos, chef sacré de la Grande Principauté hongroise mourut avant de pouvoir atteindre la Pannonie, il fut sacrifié en Transylvanie. Les premiers objets hongrois découverts en Transylvanie datent de la première moitié du Xe siècle. Gyula II était un chef de tribu hongrois du milieu du Xe siècle. Sa capitale était Gyulafehérvár (aujourd'hui Alba Iulia en Roumanie). Sarolt, fille de Gyula II, fut mariée à Géza, grand prince des Hongrois vers 970. Leur fils Vajk est né vers 975, qui devint le premier roi de Hongrie en 1000 sous le nom de roi Étienne Ier de Hongrie. La Grande Principauté de Hongrie existait c. De 862 à 1000, puis il fut réorganisé en royaume chrétien par le roi Saint-Étienne qui était le 5e descendant du Grand Prince Álmos. Le roi Étienne Ier de Hongrie affirma sa prétention à gouverner toutes les terres dominées par les seigneurs hongrois et il mena personnellement son armée contre son oncle maternel Gyula III. La Transylvanie est devenue partie intégrante du royaume de Hongrie en 1002. Les Sicules de Transylvanie ont historiquement revendiqué une descendance des Huns d'Attila. Aux XIIe et XIIIe siècles, les régions du sud et du nord-est furent colonisées par des colons allemands appelés Saxons.
Ravagée par les Mongols et les Tatars en 1241, la Transylvanie voit alors les Valaques et les Saxons confirmés dans leurs droits de désigner leurs juges, les Saxons pouvant en outre élire aussi leur comte (chef régional militaire et civil, dépendant directement du roi). En allemand, Transylvanie se dit Siebenbürgen (« Sept citadelles ») : il s'agit des sept fiefs saxons représentés par sept tours sur les armoiries de la Transylvanie.
Seule une minorité de nobles Roumains s'intègrent dans la noblesse des ispans magyars. Le plus célèbre cas est celui de la famille Corvin, qui donnera un voïvode à la Transylvanie et un roi à la Hongrie, respectivement Iancu de Hunedoara et son fils Matthias Corvin. Cependant, leur attribuer une appartenance ethnique est historiquement impossible, en l'absence de statistiques ethniques à l'époque.
Le pacte Unio Trium nationum de 1437 admet comme nations catholiques, les Magyars, les Saxons et les Sicules ; les orthodoxes roumains, bien que majoritaires dans le pays, sont déclarés « nation tolérée ».
Afin de s'émanciper et soutenue par l'Autriche, une partie des Roumains transylvains se rallient au catholicisme en 1698 : c'est la naissance de l'Église grecque-catholique roumaine. Mais il faut attendre l'influence des Lumières pour voir une vraie émancipation et affirmation de la conscience nationale roumaine.

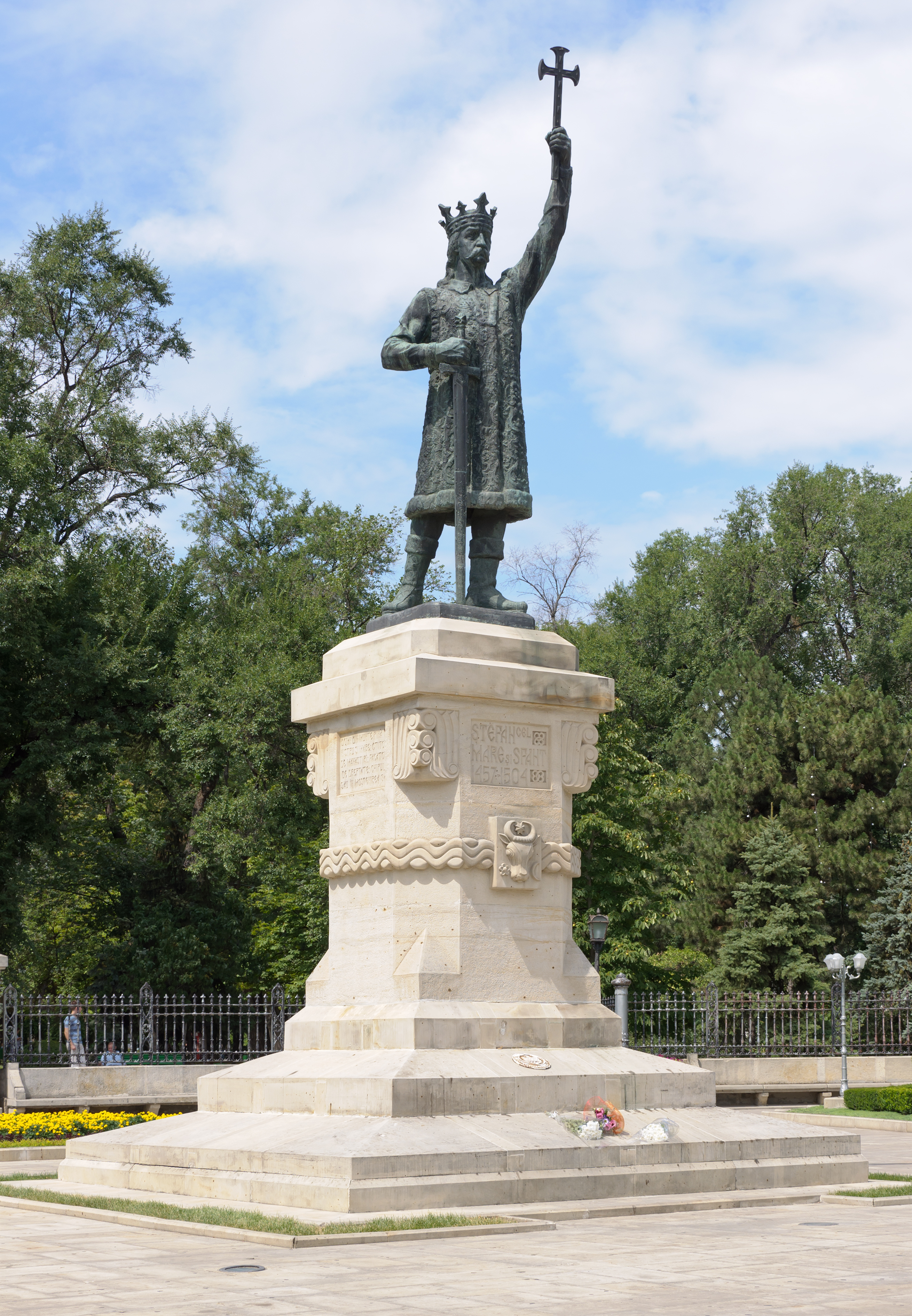
Statue du XXe siècle d'Étienne le Grand, voïvode de Moldavie au XVe siècle.

### Époque des voïvodes

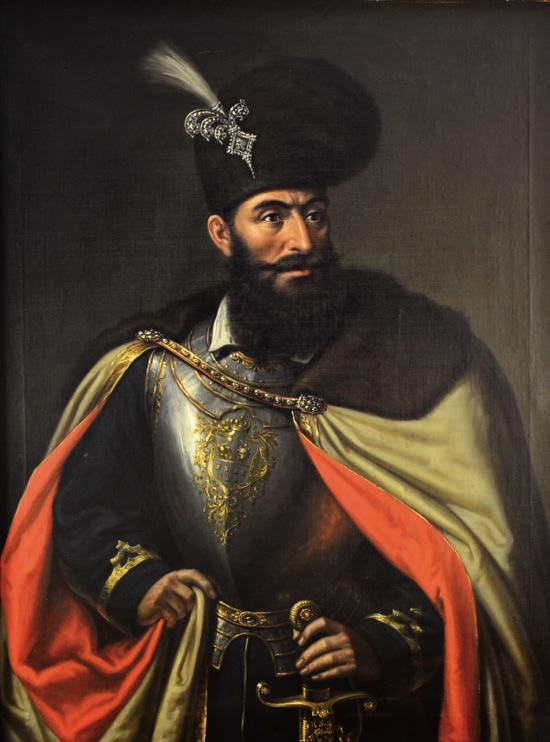
Michel Ier le Brave régna brièvement en 1600 sur la Moldavie, la Transylvanie et la Valachie. Peinture à l'huile du XIXe siècle par Mișu Popp d'après une gravure d'Egidius Sadeler (Prague, 1601).

Il ne faut pas confondre les Woïwodies polonaises et leurs woïwodes, qui sont des provinces et leurs gouverneurs, avec les Voévodats ou Voïvodats roumains et leurs Voïvodes, qui sont des principautés et leurs princes. Le terme est cependant d'origine slave dans les deux cas (voir voïvode).
L'aristocratie roumaine orthodoxe sortie de Transylvanie (descălecarea : la « descente de cheval » en revenant de la montagne où ils se sont retirés pendant les invasions) a formé les voïvodats de Moldavie à l'est des Carpates, et de Valachie au sud des Carpates (dites « Principautés danubiennes »). Les campagnes des voïvodes valaques et moldaves contre les Tatars les ont menés jusqu'à la mer Noire, où le commerce avec la république de Gênes du XIVe siècle leur permet de s'émanciper de la tutelle hongroise, qui pesait sur les canesats antérieurs. Parmi ces canesats (cnezats), Curtea de Argeș est figuré dans un diplôme des Chevaliers de Saint-Jean de 1247. D'autres sources historiques mentionnent une Ungro-Valachie nord-danubienne encore vassale des Hongrois, et le nom de son prince, grand voévode et seigneur Besserem-Bem, nommé par la suite Basarab I le Fondateur (Basarab Întemeietorul), qui est à l'origine aussi du terme de Bessarabie. Selon Petre Năsturel, Besserem-Bem pourrait être une déformation turque de Bessarion-Ban, Ban signifiant duc en magyar. Mais selon la plupart des historiens roumains, ce nom viendrait de Besar-Ata (père sévère) en langue turque et serait d'origine coumane comme une partie de l'aristocratie valaque et moldave, les Coumans ayant dominé ces deux pays de 1176 à 1223.
En 1223, les Tatars s'y imposent à leur tour, mais dans la seconde moitié du XIIIe siècle, les canesats se dégagent progressivement de leur tutelle en devenant vassaux de la principauté Galicie ou de la Hongrie. La Valachie s'émancipe en 1330 à la bataille de Posada, la Moldavie en 1359 à la bataille de Baia, tandis qu'aux bouches du Danube, la Dobrogée (Scythie mineure) sera indépendante de 1341 à 1402 avant de faire partie de la Valachie.

## Période moderne

### Influence ottomane (dès 1421)
À peine la Valachie et la Moldavie se sont-elles émancipées au XIVe siècle, que les Ottomans arrivent par le sud, où ils ont encerclé Constantinople et conquis les derniers tzarats bulgares (1396). La Moldavie et la Valachie doivent accepter de payer un tribut aux sultans auxquels ils cèdent la Dobrogée en 1421 et le littoral moldave en 1484 : les Ottomans font de la mer Noire un lac turc et en expulsent les Génois. Moyennant le payement de ce tribut, les deux principautés roumaines sauvegardent leur autonomie et évitent de devenir des provinces de l'Empire ottoman (contrairement à ce que figurent beaucoup de cartes historiques des sources secondaires). Les deux principautés restent des États chrétiens pourvus de leurs propres lois, leurs propres assemblées (Sfat), leurs voïvodes, ambassadeurs, armées, politiques.
En payant tribut au sultan ottoman, les principautés roumaines se placent dans le Dar el Ahd : « maison du pacte » (en arabe : دار العهد), même si parfois elles mènent une politique contraire à l’Empire ottoman notamment au XVe siècle lorsque les voïvodes Étienne III le Grand (Ștefan cel Mare) en Moldavie et Vlad III l'Empaleur (Vlad Țepeș ) en Valachie combattront à plusieurs reprises l'Empire ottoman. Impressionné par ces réussites, le Vatican proclame Étienne le Grand « athlète du Christ ».
Mais la chute de Constantinople en 1453 isole encore davantage les deux voïvodats, qui dès lors cherchent des appuis du côté de la Pologne et de la Russie. En 1526, la Transylvanie devient à son tour vassale de la « Sublime Porte », qui vient de conquérir la Hongrie à la suite de sa victoire dans la bataille de Mohács. Entre le XVIe  et le  XIXe siècle, les principautés de Transylvanie, Moldavie et Valachie louvoient entre l'Empire ottoman et les puissances rivales de celui-ci. Vers 1600, le voïvode de Valachie Michel Ier le Brave (Mihai Viteazul) envahit avec une armée hétéroclite de paysans et de mercenaires les voïvodats de Transylvanie et Moldavie, réalisé la première règle sur les trois principes. Toutefois, aucun sentiment unitaire n'anime encore les masses rurales que Michel a liées à la glèbe pour se concilier les boyards : sa politique échoue et il finit assassiné par ses propres alliés, dont le général Basta. L'absence de sentiment unitaire au Moyen Âge ne signifie pas pour autant que la conscience d'être « Roumains » soit un artifice lié à l'émergence de la Roumanie moderne, comme l'affirment des historiens occidentaux, soviétiques et « moldavistes » : en effet, elle est attestée dès le XVIe siècle.
En 1683, l'échec du siège de Vienne par les Turcs marque le début du reflux de l'Empire ottoman. Entre 1685 et 1690, les Habsbourg conquièrent la Hongrie et la Transylvanie. En 1718, les Autrichiens conquièrent le Banat, peuplé de Roumains et de Serbes. En 1775, ils annexent la Bucovine partie nord de la Moldavie. Pour assurer leur pouvoir, les Habsbourg catholiques entament dans ces nouvelles régions de leur empire une politique de colonisation systématique : Slaves, Allemands et Ruthènes gréco-catholiques en Bucovine, Italiens, Souabes, Alsaciens, Lorrains dans le Banat… À la fin du XVIIe siècle s'ajoute la colonisation germanophone et une importante immigration juive en provenance des territoires anciennement polonais. Ces bouleversements démographiques s'accompagnent d'un développement économique et intellectuel qui profite aux nouveaux-venus.

### Entre tsar et sultan
Transformée en grande puissance européenne par Pierre le Grand, la Russie entre aussi dans le jeu géostratégique dont la mer Noire et le delta du Danube sont l'enjeu. Le voïvode de Moldavie, Dimitrie Cantemir, joue la carte russe et perd : les Ottomans, échaudés par la politique fluctuante des principautés roumaines, imposent à la place des familles princières autochtones des aristocrates byzantins (parfois descendants de familles impériales), qui résident dans le quartier grec de Constantinople, le Phanar. Ces voïvodes, appelés aussi Hospodars, sont les Phanariotes.
Au XVIIIe siècle la paysannerie roumaine serve était exploitée à l'extrême, et de nombreuses jacqueries éclatent.
Certains des Phanariotes, pétris de l'esprit des Lumières, vont tenter d'y remédier : Constantin Mavrocordato abolit le servage en 1749. D'autres ouvrent écoles et hôpitaux ou modernisent la législation.
En Transylvanie autrichienne, c'est seulement après la révolution transylvaine de 1784 que l'empereur Joseph II (empereur des Romains) abolit le servage.
À la fin du XVIIIe siècle, l'impératrice Catherine II fait de l'Empire russe orthodoxe un pouvoir dominant au Moyen-Orient après la première guerre contre l'empire ottoman.
Elle essaie de faire subir à ce dernier le même sort qu'à la Pologne démembrée, mais avec moins de succès : son projet vise in fine à reconstruire l'Empire byzantin et de le donner à son petit-fils Constantin.
Cet empire, qui aurait pour capitale Constantinople, est destiné à englober la Grèce, la Thrace, la Macédoine et la Bulgarie, tandis que les Principautés roumaines auraient formé un « royaume de Dacie », promis à Grigori Potemkine.
Le reste des Balkans, c'est-à-dire la Bosnie, la Serbie et l'Albanie, serait donné en compensation à l'Autriche.
Venise obtiendrait la Morée, la Crète et Chypre.
Ce projet n'aboutit pas, mais a un écho considérable dans la noblesse roumaine ainsi que chez les chrétiens de l'Empire turc (les orthodoxes sujets du Sultan ottoman formant alors une seule « nation » : le « millet de Rum », nom désignant l'ensemble des populations « héritées » par les Turcs de l'Empire romain d'Orient).

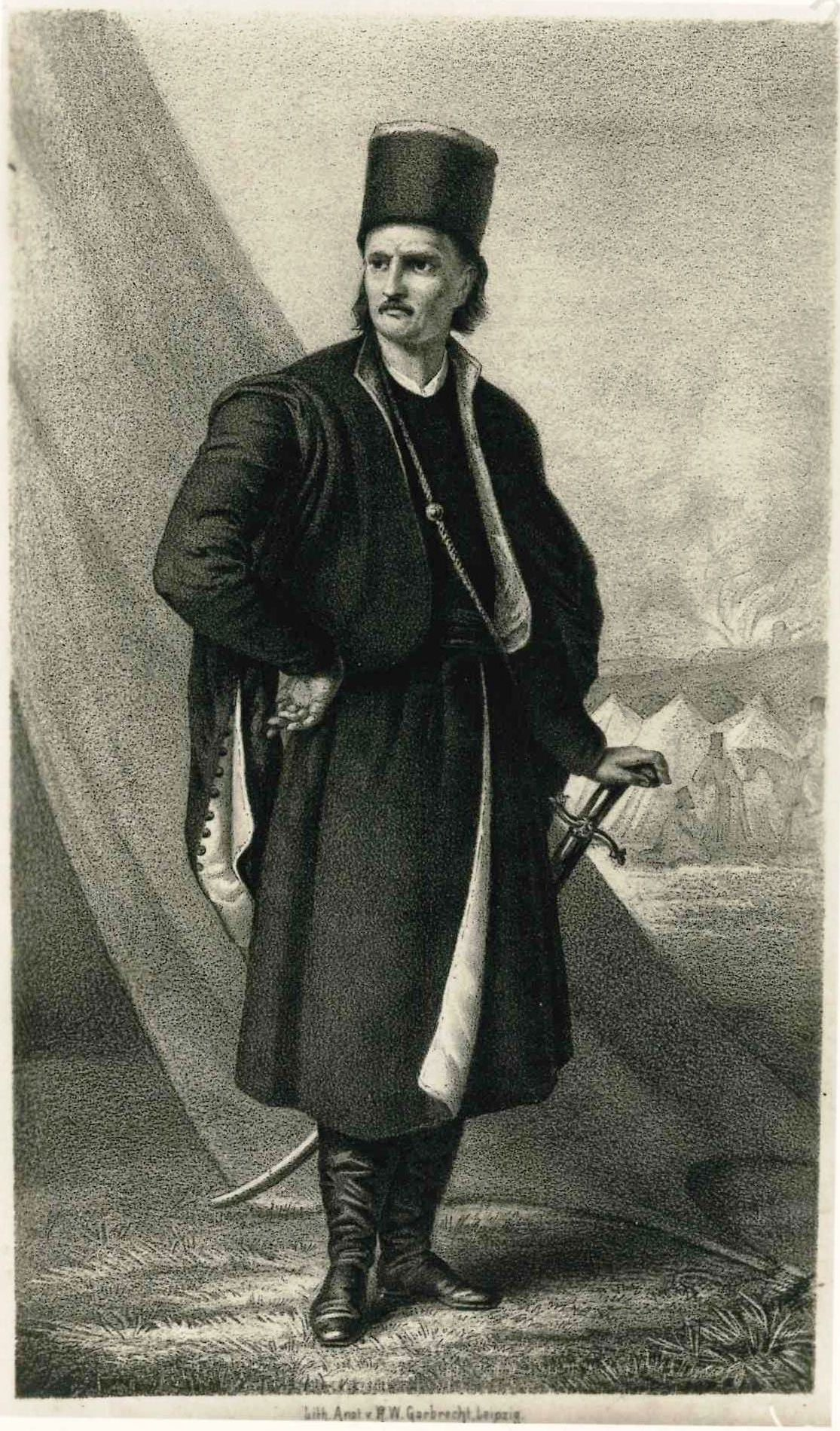
Tudor Vladimirescu, portrait de Theodor Aman

Après une nouvelle guerre en 1806, la Russie obtient de l'Empire ottoman, par le traité de Bucarest de 1812, la partie de la Moldavie située entre le Dniestr et le Prut, nommée depuis lors Bessarabie (auparavant, la Bessarabie n'était que le littoral moldave, appelé par les Turcs Boudjak).
L'influence russe va, dès lors, contrer celle des Turcs dans les Balkans. Une société secrète, l'Hétairie, se constitue à Odessa autour du prince Alexandre Ypsilántis : elle groupe de nombreux révolutionnaires de toute origine sociale et religieuse, et son but est de substituer à l'Empire ottoman autocratique, une « République hétairique » multinationale et multiconfessionnelle.
Lors de la révolution de 1821 en Moldavie et Valachie, le voïvode est brièvement chassé de son trône par Tudor Vladimirescu, qui finit exécuté par ses « frères hétairistes ». Une nouvelle convention entre Russes et Turcs est établie en 1826. La révolution échoue en Roumanie, et débouchera au bout de huit ans de guerre sanglante sur l'indépendance d'une Grèce diminuée et monarchique, et sur l'établissement d'un protectorat russe en Moldavie et Valachie (régime Paul Kisseleff, « Règlement organique »).
L'idée hétairique a vécu : les révolutionnaires se divisent en mouvements nationalistes rivaux (turc, grec, bulgare, serbe, albanais, roumain) qui luttent séparément, chacun pour ses propres réformes, sa propre indépendance.
Durant la révolution roumaine de 1848, les révolutionnaires (Nicolae Bălcescu, Avram Iancu) tentent à nouveau de proclamer la république en Valachie, Moldavie et Transylvanie (en même temps que dans la plupart des capitales européennes), mais l'insurrection est durement réprimée par les Ottomans et les Russes, leur mouvement échoue à nouveau.
En 1853, la Russie envahit une nouvelle fois la Moldavie et la Valachie. Soutenu cette fois par la France et le Royaume-Uni, l'Empire ottoman entre en guerre contre la Russie. Commence alors la guerre de Crimée : les forces franco-britanniques prennent Sébastopol en 1855.
Le traité de Paris de 1856 oblige les Russes à rendre la Bessarabie méridionale (Boudjak) à la Moldavie, et le delta du Danube à l'Empire ottoman, mais avec une forte autonomie.

## Histoire de l'État roumain (depuis 1859)
Après l'échec des révolutions et devant des invasions à répétition, les réformateurs de Valachie et de Moldavie, instruits en France auprès des mêmes cercles humanistes qu'Émile Ollivier, Jules Michelet et Edgar Quinet, décident de former une union politique durable. Napoléon III, en partie par conviction (soutien aux nationalités), en partie pour déstabiliser l'Autriche soutient les deux assemblées qui choisissent en 1859 le même candidat pour conduire leur pays, un militaire et humaniste connu, le prince moldave Alexandru Ioan Cuza qui réalise l'union des deux principautés, sous le nom de principautés unies de Moldavie et de Valachie, libère les Roms du servage, sécularise les biens ecclésiastiques et rend obligatoire l'enseignement primaire. Sa politique est contestée par les conservateurs et par les libéraux, les uns la trouvant trop réformiste, les autres pas assez ambitieuse. Il est renversé par leur coalition conservatrice en 1866.

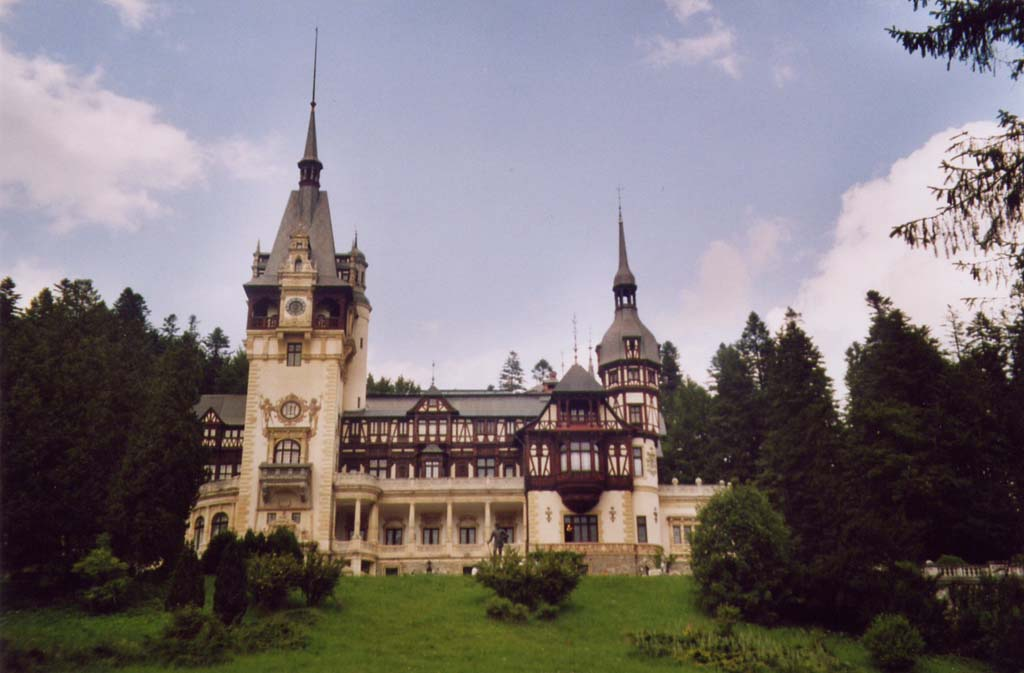
Le château de Peleș, résidence de Carol Ier à Sinaia.

Cherchant un soutien international suffisant pour faire entendre la voix de leur petit pays au carrefour des empires des Habsbourg, des tsars et des Ottomans, la classe politique roumaine cherche alors un candidat lié aux grandes maisons régnantes en Europe. Leur choix initial se porte sur Philippe de Belgique, comte de Flandre, frère de Léopold II, roi des Belges. Le parlement élit, sans avoir averti le principal intéressé, ce prince belge à l'unanimité des voix en qualité de prince de Moldavie et de Valachie le 23 février 1866. Après le refus de ce dernier, ce sera Karl, prince allemand de la branche cadette de Hohenzollern-Sigmaringen, qui, en mai 1866, proclamé prince-régnant sous le nom de Carol Ier de Roumanie (1866-1881). Un régime de monarchie constitutionnelle est instauré. Un tel soutien constitue un pas vers la reconnaissance par les puissances d'une indépendance complète.
En 1867, craignant l'irrédentisme roumain, l'empereur François-Joseph qui institue la monarchie austro-hongroise, soumet les Roumains transylvains à la Hongrie : l'autonomie de la Transylvanie, où les Roumains avaient commencé à s'émanciper, est supprimée. Une politique de magyarisation forcée s'ensuit, dressant contre la monarchie des Habsbourg les non-allemands et les non-magyars, dont les Roumains.
De son côté, la Roumanie vise toujours à s'émanciper totalement de l'Empire ottoman. Lorsque l'empire de Russie entre à nouveau en guerre contre les Ottomans, à la suite de massacres en Bulgarie, la Roumanie se range aux côtés des Russes. La campagne militaire est victorieuse. La Russie impose à l'Empire ottoman la signature du traité de San Stefano. L'indépendance du pays est reconnue, en même temps que celle de la Principauté de Bulgarie. Ce traité n'est pas accepté par le Royaume-Uni et l'Autriche-Hongrie qui le jugent trop favorable à la Russie. Il est modifié par le traité de Berlin en 1878. Le nouvel État perd cependant à nouveau le Boudjak au profit de la Russie, mais acquiert les deux tiers de la Dobrogée, la Bulgarie recevant l'autre tiers. Carol est couronné roi du nouveau royaume de Roumanie en mai 1881.

### Royaume de Roumanie

#### Royaume de Roumanie de 1881 à 1918
Au début du XXe siècle, les paysans sont maintenus dans la misère par un système d’usure et des contrats d'affermage abusifs.
En mars 1907, alors que sécheresse et disette sévissent, une révolte éclate dans les campagnes de Moldavie, touche les villes, et s’étend en Valachie. Des fermiers et des propriétaires sont tués, des récoltes incendiées, des boutiques pillées… Le 18 mars 1907, l’état d'urgence est décrété. Les libéraux s’allient aux conservateurs alors au pouvoir et le gouvernement fait appel à l’armée qui réprime la jacquerie dans le sang. La censure ayant été instaurée pendant cette période, on ne connaît pas avec précision le nombre de paysans tués, mais les historiens parlent d'une fourchette de 421 à 11 000,. L’événement marque considérablement les consciences et la question agraire s’impose désormais comme une priorité.
Une période de paix et de modernisation s'ensuit. En 1913, la Roumanie s'engage dans la seconde guerre balkanique contre la Bulgarie aux côtés des Serbes, ce qui empêche la création d'une « grande Bulgarie » (les Serbes, en effet, s'étaient emparés de la Macédoine bulgarophone). La Roumanie obtient le troisième tiers de la Dobrogée (que les Roumains nommèrent alors « quadrilatère »), à la population majoritairement turque et bulgare. Cet épisode dresse durablement les Bulgares contre les Roumains et a de graves conséquences lors de la Première Guerre mondiale.
En août 1914, le gouvernement roumain choisit la neutralité, alors que le roi Carol penche en faveur de la Triplice. Mais ce dernier meurt peu après et son successeur, Ferdinand Ier se joint aux Alliés de la Première Guerre mondiale, qui lui promettent la Transylvanie et la Bucovine comme prix de son ralliement.
Le 27 août 1916, les troupes roumaines pénètrent en Transylvanie et parviennent à occuper brièvement une partie du territoire austro-hongrois. Mais, dès le 15 septembre, avec l'envoi sur le front de troupes allemandes entraînées et bien armées et les erreurs commises par l'armée roumaine en Dobrogée (désastre de Turtucaïa/Tutrakan) et la multiplication des fronts, l'armée roumaine doit reculer, évacuer même Bucarest (décembre 1916) avant de réussir à stabiliser le front en Moldavie (ligne du Siret) au début de 1917 : là, les tranchées roumaines résistent à Mărășești aux assauts austro-allemands.
Mais l'abandon du front de l'Est par les troupes russes après la révolution russe, oblige la Roumanie à signer le traité de Bucarest de 1918, et à accepter l'occupation d'une partie du pays par les Empires centraux.
Toutefois, malgré la défaite, la Roumanie sort agrandie de cette épreuve, car la république démocratique de Moldavie, proclamée en Bessarabie en décembre 1917, décide en avril 1918 de s'unir à la Roumanie.
À la suite de la victoire des Alliés en 1918, les Quatorze points du président américain Woodrow Wilson imposent en Europe le droit des peuples à disposer d'eux-mêmes. La Bucovine et la Transylvanie votent alors leur rattachement à la Grande Roumanie, dont la population passe subitement de 7,77 à 14,67 millions d'habitants.
L'unification du pays est reconnue (sauf par la Russie révolutionnaire) au traité de Saint-Germain-en-Laye (1919).
La nouvelle frontière entre Hongrie et Roumanie est tracée par une commission de l'Entente, présidée par le géographe français Emmanuel de Martonne.
Cette « question des frontières », considérée par la Hongrie comme une injustice, crée un contentieux durable avec ce pays et qui s’aggrave au printemps 1919 lorsque le gouvernement bolchévique hongrois de Béla Kun tente de reprendre la Transylvanie.
Ce gouvernement est vaincu par les armées serbes, tchécoslovaques, roumaines et françaises des missions Berthelot et Graziani. Les Franco-Roumains occupent Budapest le 6 août 1919.
Finalement, le traité de Trianon attribue la Transylvanie et la moitié orientale du Banat, ainsi que divers territoires de la Hongrie orientale à la Roumanie. La frontière est tracée par une commission internationale coordonnée par un géographe français, Emmanuel de Martonne.

#### Première période parlementaire

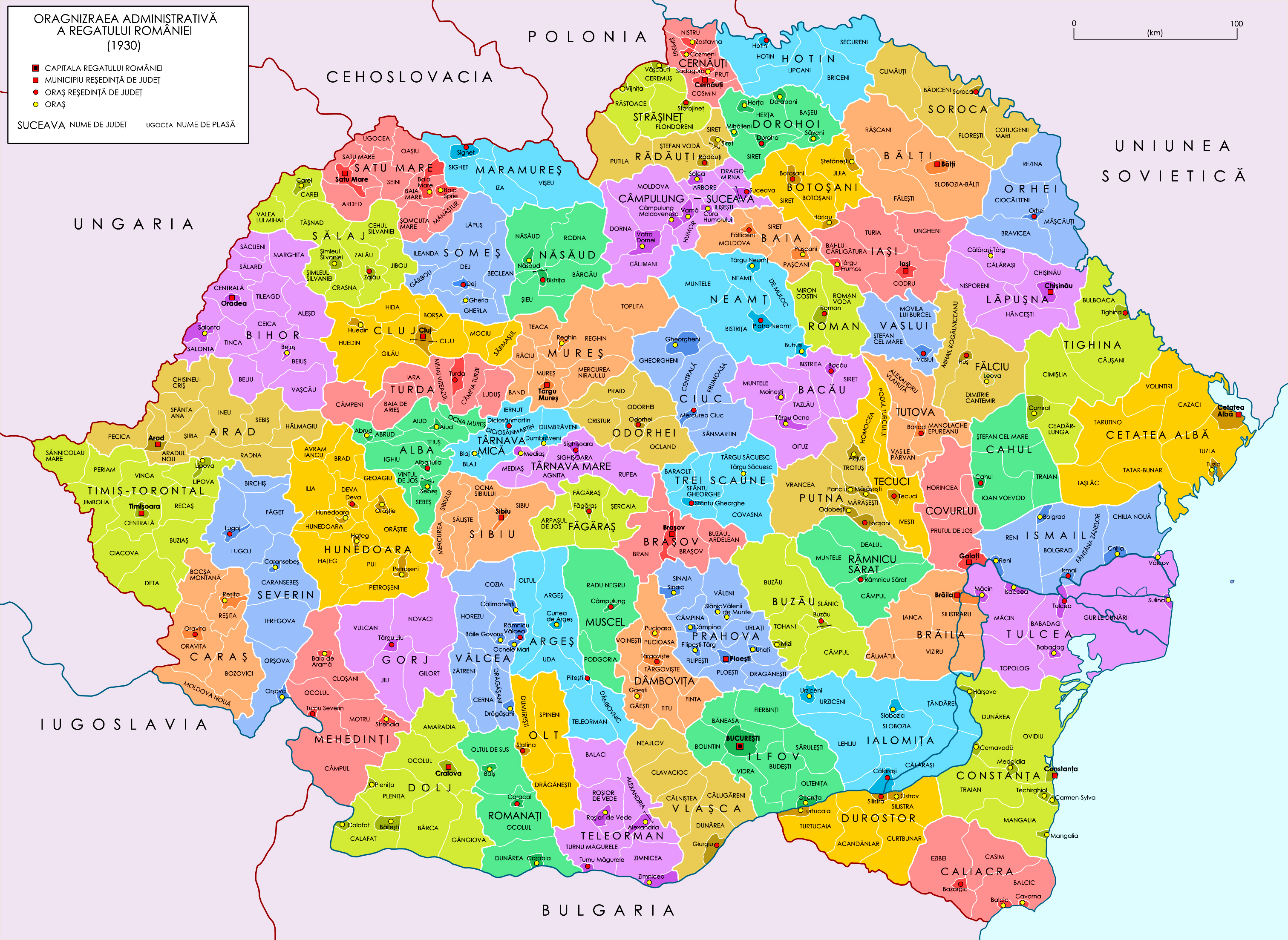
Les 70 départements du Royaume de Roumanie en 1939.

Grâce notamment à sa production de pétrole et à un début d'industrialisation, la Roumanie connaît une croissance économique importante. En 1938, le PIB était au-dessus de celui du Portugal ou de la Grèce et à peine inférieur à celui de la France, soit 270 dollars/habitant.
C'est une démocratie parlementaire dans le cadre de la monarchie constitutionnelle qui respecte les libertés fondamentales. En 1929, les Roumaines obtiennent le droit de vote aux élections locales et en 1921, la réforme agraire permet à 1,4 million de familles paysannes de recevoir quelque 6 millions d'hectares de terres agricoles, ce qui provoque la disparition des grands propriétaires terriens. L'enseignement obligatoire dès sept ans devient public et gratuit en 1924, mais pas encore laïc puis des cours de religion au choix y sont proposés. Une reconnaissance internationale s'ensuit.
Le Roumain Nicolae Titulescu devient président de la Société des Nations et quelques Roumains connaissent une renommée européenne : Constantin Brâncuși, Paul Celan, Emil Cioran, Henri Coandă, Mircea Eliade, Eugène Ionesco, Elvire Popesco, Emil Racoviță, Tristan Tzara, etc.

#### Montée de la xénophobie
Les minorités magyare, allemande, juive, ukrainienne, russe, turque, rom ou grecque (28 % de la population totale) ont désormais les mêmes droits que la majorité roumaine, inscrits dans la Constitution de 1923 et dans la loi électorale de 1926.
Cependant des années 1930, des tensions se font jour et s'aggravent à partir de la grande dépression, car l'ascenseur social profite désormais surtout aux masses rurales et urbaines roumaines ; toutes les minorités, jadis dominantes (sauf les Roms), perdent progressivement leur situation privilégiée d'avant 1918 : leurs plaintes auprès de la Société des Nations se multiplient à la fin des années 1920.
Sous l'impulsion du polonais Kornelius Zieliński, dit Corneliu Zelea Codreanu et de son « Mouvement légionnaire » surnommé « Garde de fer », un courant nationaliste et antisémite émerge sur la scène politique après les manifestations étudiantes de l'automne 1922 (les étudiants roumains pauvres, boursiers de l'état, pour la plupart venus de province, exigent alors un numerus clausus limitant le nombre d'étudiants juifs, hongrois et allemands) mais reste marginal jusque dans les années 1930.
Ce sont la crise économique de 1929 et la corruption qui discréditent la démocratie parlementaire (pas seulement en Roumanie) et profitent aux idées extrémistes.
En décembre 1937, un gouvernement xénophobe dirigé par Octavian Goga inaugure une politique de roumanisation qui prive 120 000 Roumains magyars ou juifs de leur nationalité, révoque une partie des fonctionnaires « non-roumains-de-souche » de certaines administrations (justice, police, chemins de fer), impose des quotas dans l'encadrement industriel et l'enseignement universitaire…
Le gouvernement Goga est renversé peu après, mais ses successeurs n'osent pas révoquer tous ses décrets.

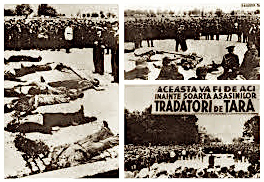
Le lendemain de l'assassinat du premier ministre Armand Călinescu par la « Garde de fer » en septembre 1939, la gendarmerie de la dictature carliste abat les « légionnaires » soupçonnés d'y avoir participé : la banderole proclame « ainsi finissent les assassins traîtres à leur pays », les fascistes étant considérés comme des « agents de l'Allemagne », tout comme les communistes étaient traités en « agents de l'URSS ».

En 1938, pour lutter contre ce mouvement, le roi anglophile Carol II se dote d'une constitution autoritaire, la « dictature royale » (ou « dictature carliste ») qui met fin à la démocratie parlementaire.
Contrairement à ce qu'affirment maints ouvrages occidentaux de vulgarisation, il ne s'agit pas d'une dictature « fasciste », mais d'une dictature anti-fasciste : la police reçoit l'ordre de tirer à vue sur les rassemblements nationalistes, et Corneliu Codreanu est arrêté, jugé et exécuté pour sédition.
Toutefois, Carol II non plus n'ose révoquer en bloc tous les décrets Goga. En politique étrangère, après avoir hésité sur la conduite à tenir face à l'Axe, il fait garantir les frontières roumaines le 13 mai 1939 par le Royaume-Uni et la France : Hitler considère alors que la Roumanie est pour l'Allemagne « un État hostile ».

#### Seconde Guerre mondiale
En 1939, la Roumanie, encore neutre, fait transiter par son territoire les restes de l'armée polonaise, le gouvernement et le trésor de la banque de Pologne, que la flotte roumaine amène à Alexandrie, en territoire alors britannique, où les divisions polonaises sont reconstituées. Le roi Carol II, encore pro-allié à ce moment, réprime violemment le fascisme à l'intérieur de ses frontières, faisant tirer à vue sur les rassemblements de la Garde de fer.

##### Fin de la Grande Roumanie

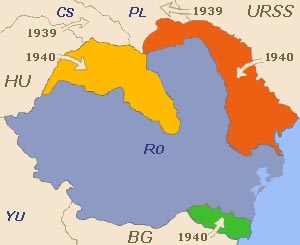
La Roumanie en août 1940 avec en rouge les territoires cédés à l'URSS, en jaune ceux cédés à la Hongrie, et en vert à la Bulgarie.

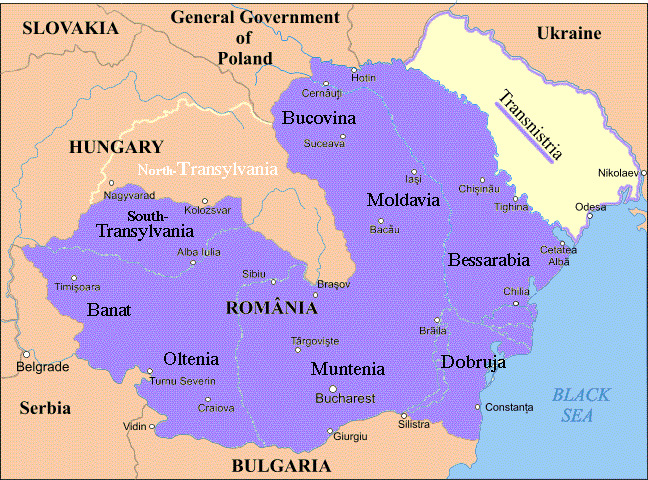
Frontières de la Roumanie entre 1941 et 1944, avec la Transnistrie à l'est.

La Grande Roumanie (România Mare) désigne le territoire du royaume de Roumanie dans les années séparant la Première Guerre mondiale et la Seconde Guerre mondiale. Au lendemain de l'effondrement de la France en juin 1940, le Royaume-Uni reste le seul pays encore en lutte contre les pays de l'Axe Rome-Berlin. Ainsi isolé, Carol II change de politique, offre des privilèges économiques à l'« Axe », fait des concessions à l'extrême droite.
Le 4 juillet 1940, Carol II nomme le nationaliste Ion Gigurtu premier ministre (deux mois avant le coup d'état d'Antonescu et de la Garde de Fer) ; lors de son investiture, Gigurtu déclare son orientation pro-nazie, pro-Axe, totalitaire et antisémite, et laisse Hitler trancher le conflit territorial entre la Roumanie et la Hongrie au sujet de la Transylvanie à son détriment. La "Grande Roumanie" a vécu : les forces de l'« Axe » et du Pacte germano-soviétique procèdent alors au démembrement du pays qui doit céder le 28 juin 1940 la Bessarabie à l'URSS, le nord de la Transylvanie à la Hongrie le 30 août 1940 (« Diktat de Vienne ») et la Dobroudja du Sud à la Bulgarie le 7 septembre 1940 (traité de Craiova). Dans les deux premiers de ces territoires, les roumanophones étaient largement majoritaires, et l'opinion tient le roi pour responsable de ce démembrement par lequel 1/3 du territoire passe sous domination étrangère.

##### Période fasciste

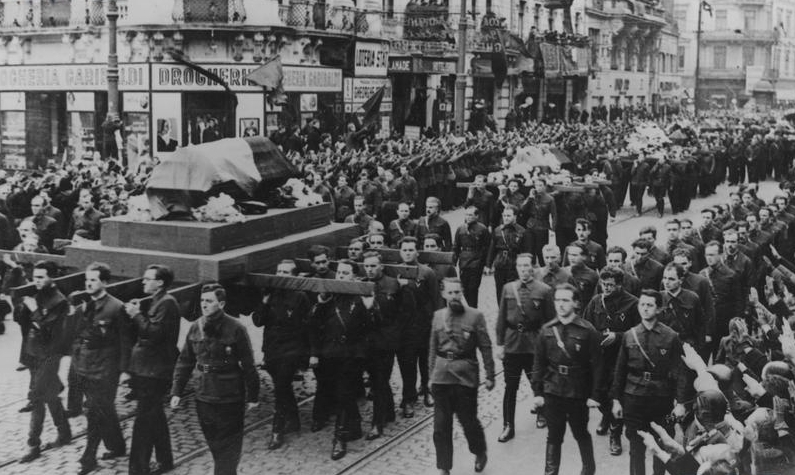
Funérailles, le 30 novembre 1940, de Corneliu Codreanu et d'autres « légionnaires » victimes du régime carliste précédent et exhumés pour l'occasion. Les uniformes sont ceux de la Garde de fer. Le salut est le salut fasciste.

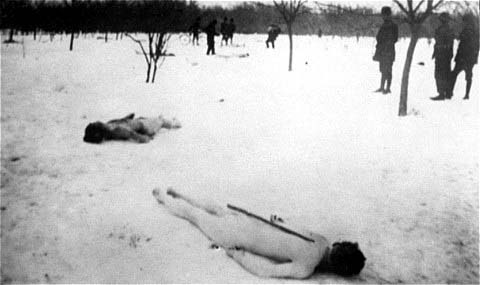
Victimes du pogrom de Bucarest du 22 janvier 1941 : 118 des 131 Juifs assassinés par les « légionnaires » à l'abattoir de Bucarest ont été identifiés, après avoir été pendus à des crocs de boucher puis jetés dans la forêt de Jilava.

Le qualificatif de « fasciste » (très généralement employé par les historiens roumains pour qualifier le régime du maréchal Ion Antonescu et sa période initiale : l'« État national-légionnaire ») est discuté par ceux des historiens qui donnent à ce terme un sens strict, limité au régime de Benito Mussolini en Italie. 
En revanche, l'historiographie de la Roumanie communiste, comme une partie de l'historiographie de la Shoah en Roumanie, n'hésitent pas à attribuer aussi ce qualificatif aux régimes conservateurs et nationalistes qui ont précédé le régime d'Antonescu, comme le régime du gouvernement Gigurtu qui, pour complaire à l'« Axe », donne le 8 août 1940, une dimension raciste aux discriminations contre les Juifs, dont ne sont exemptés que les Juifs déjà citoyens roumains au 30 décembre 1918, leurs descendants, et ceux ayant combattu pendant la Première Guerre mondiale (environ dix mille personnes),.
Quoi qu'il en soit, Ion Antonescu est un militaire conservateur, héros de la Première Guerre mondiale contre l'Allemagne, au parcours et à l'aura semblables à Philippe Pétain auquel il s'identifiait (dans ses interviews aux journaux, il se qualifie de « Pétain roumain »). 
Le 5 septembre 1940, à la suite d'un coup d'État mené avec Horia Sima et sa « Garde de Fer », Antonescu devient premier ministre, par un décret du roi Carol II (il sera arrêté et destitué par un autre décret royal, par le roi Michel Ier, lors d'un autre coup d'état, le 23 août 1944). 
Devenu un homme politique d'extrême droite, Antonescu met en place le lendemain (6 septembre 1940) un régime ultra-nationaliste et xénophobe : l'« État national-légionnaire »,. 
Antonescu s'auto-proclame Conducător (« guide », titre qui sera aussi utilisé par le dictateur communiste Nicolae Ceaușescu), maréchal, chef d'état-major des forces armées et de l'« État national-légionnaire », avec Horia Sima et Mihai Antonescu comme vice-présidents du Conseil. 
Le roi Carol II est détrôné et chassé du pays : le trône revient au fils de Carol II, Michel Ier, encore mineur et qui dispose uniquement d'un rôle purement honorifique.
En novembre 1940, le « Conducător » fait adhérer la Roumanie aux pactes tripartite et anti-Komintern et l'engage aux côtés de l'Allemagne nazie pendant la Seconde Guerre mondiale (pour ses crimes de guerre, comme son modèle Pétain, il est jugé et condamné à mort en 1945 et exécuté en 1946). 
Dans la nuit de 26 novembre 1941 les « Légionnaires » de la Garde de fer perpètrent un massacre dans la prison de Jilava, où le régime détenait des intellectuels et des leaders politiques démocrates. En 1941, la Garde de fer qui trouve Antonescu trop « modéré » tente de le renverser, mais le putsch échoue et les « Légionnaires » sont internés.
Antonescu sait que d'une part l'opinion est révulsée par les crimes des « Légionnaires » (l'idée la plus répandue à cette époque est qu'il faut emmener les Juifs en Palestine, comme on a emmené les Polonais à Alexandrie), et d'autre part que la fidélité des « Légionnaires » est douteuse : il préfère se débarrasser d'eux. 
Contrairement à Miklós Horthy en Hongrie, et peut-être sur les instances de son ami de jeunesse Wilhelm Filderman (président des communautés juives de Roumanie), Antonescu ne livre pas les juifs roumains aux nazis, mais met en place sa propre Shoah, notamment en Transnistrie (Filderman lui-même y est déporté et n'en réchappe que de justesse).
En Roumanie comme ailleurs, l'historiographie évalue ces tragédies selon trois points de vue :
1. la thèse communiste en fait le crime d'« une meute de bourreaux, laquais et marionnettes du fascisme, lui-même ultime convulsion du capitalisme représenté en Roumanie par le régime monarchique bourgeois-latifundiaire »[69] : à l’instar de l’historiographie française d’après-guerre face au régime de Vichy, elle ne reconnaît au « Pétain roumain » Antonescu ni représentativité, ni légitimité ; dans cette approche, les crimes contre les Juifs étant inclus dans les « crimes contre le peuple » sans que les différences de religion ou de culture et les discriminations qui en découlaient soient prises en compte[70] ;
2. la thèse sociologique du « hiatus historique » est explicite chez les témoins directs comme Matatias Carp, Wilhelm Filderman ou Marius Mircu, qui considèrent la Shoah en Roumanie comme une « parenthèse de bestialisation » due à la disparition de la démocratie et de l'état de droit, dans une histoire par ailleurs proche de celle des autres pays européens[71],[72] ;
3. la thèse nationaliste, selon que le nationalisme est roumain ou autre, en fait soit un « déparasitage de la nation roumaine surexploitée »[N 11], soit le « crime collectif d'un peuple intrinsèquement et quasi-unanimement intolérant et xénophobe » dont les intellectuels auraient tous été fascistes et antisémites[73],[74],[75],[76],[N 12].

L'historien Neagu Djuvara, pour sa part, a estimé que la deuxième thèse (celle du hiatus) est « cathartique, car elle suscite l'horreur chez les jeunes générations, et les incite à prendre des moyens pour que cela ne recommence pas », tandis que la troisième thèse (nationaliste, avec l'antisémitisme comme partie intégrante de l'identité) est « génératrice de nouvelles formes de xénophobie, car le jeune lecteur se trouve accusé et culpabilisé d'être antisémite par le seul fait d'être né roumain, ce qui ne l'incite pas à ressentir de l'empathie pour les victimes, et peut le pousser à adhérer aux fantasmes des bourreaux » ; il ajoute que « si l'on appliquait cette position à la France, il faudrait considérer Gobineau, Maurras, Drumont, Darnand, Doriot et le régime vichyste comme un axe essentiel de l'identité française ».

##### Guerre aux côtés de l'Axe contre l'URSS
Pendant l'opération Barbarossa, Antonescu engage l'armée roumaine aux côtés des Allemands, Hongrois, Italiens et Français de la division Charlemagne jusqu’à la Stalingrad. Il ordonne à l'Armée roumaine (le groupe d'armées « Maréchal Antonescu ») de conquérir la Crimée, et aussi Odessa « en passant ».
Le 3 août 1941, les Corps IV et V de l'Armée roumaine, commandés par le général Nicolae Ciupercă traversent le Dniestr, par Tighina et Dubăsari (« L'Ordre Opératif du Grand État-Major » nr. 31 de le 8 août 1941).
Ce plan d'attaque formulé par Antonescu personnellement s'avère désastreux : les pertes sont très importantes.
Mais Odessa est occupée par les armées roumaines et souffre d'importants dommages.
La Roumanie d'Antonescu reçoit des Allemands une zone d'occupation en Ukraine (en Podolie et au Yedisan), zone alors baptisée Transnistrie, qui devient le théâtre de crimes de guerre et contre l'humanité commis par l'armée roumaine contre les populations locales, les partisans et les juifs.
Après 1943, la Roumanie devient une cible pour les bombardiers américains de la 15th USAAF, qui visent les raffineries de pétrole de Ploiești. Alors que les Juifs déportés en Transnistrie (une partie de l'Ukraine occupée par la Roumanie) meurent de froid, de faim et d'épidémies, l'armée de son côté enregistre d'énormes pertes sur le front de l'Est, où la Convention de Genève ne s'applique pas et où règne, des deux côtés, une inhumanité totale.

##### Opposition au régime Antonescu et forces roumaines alliées

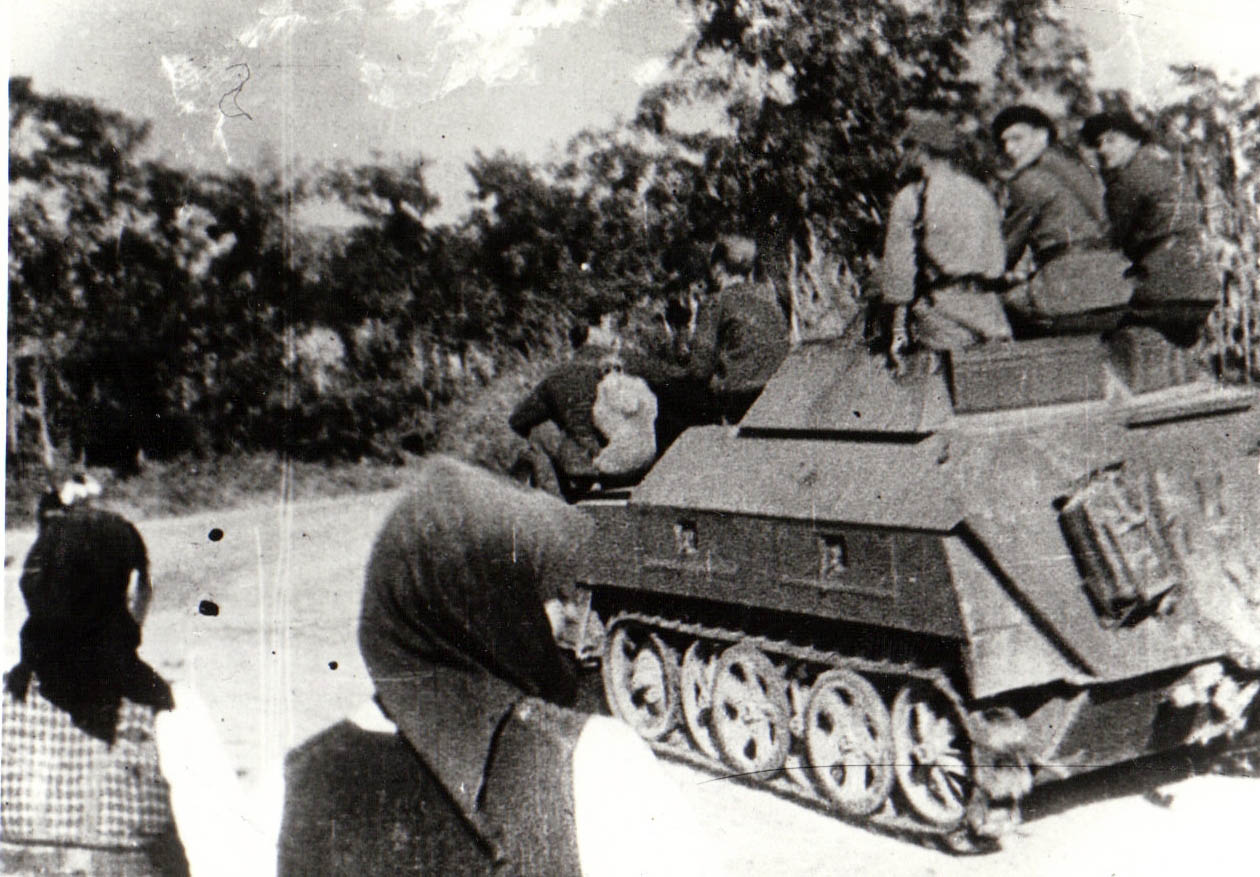
Chasseurs alpins roumains en guerre contre l'Axe en Transylvanie en 1944.

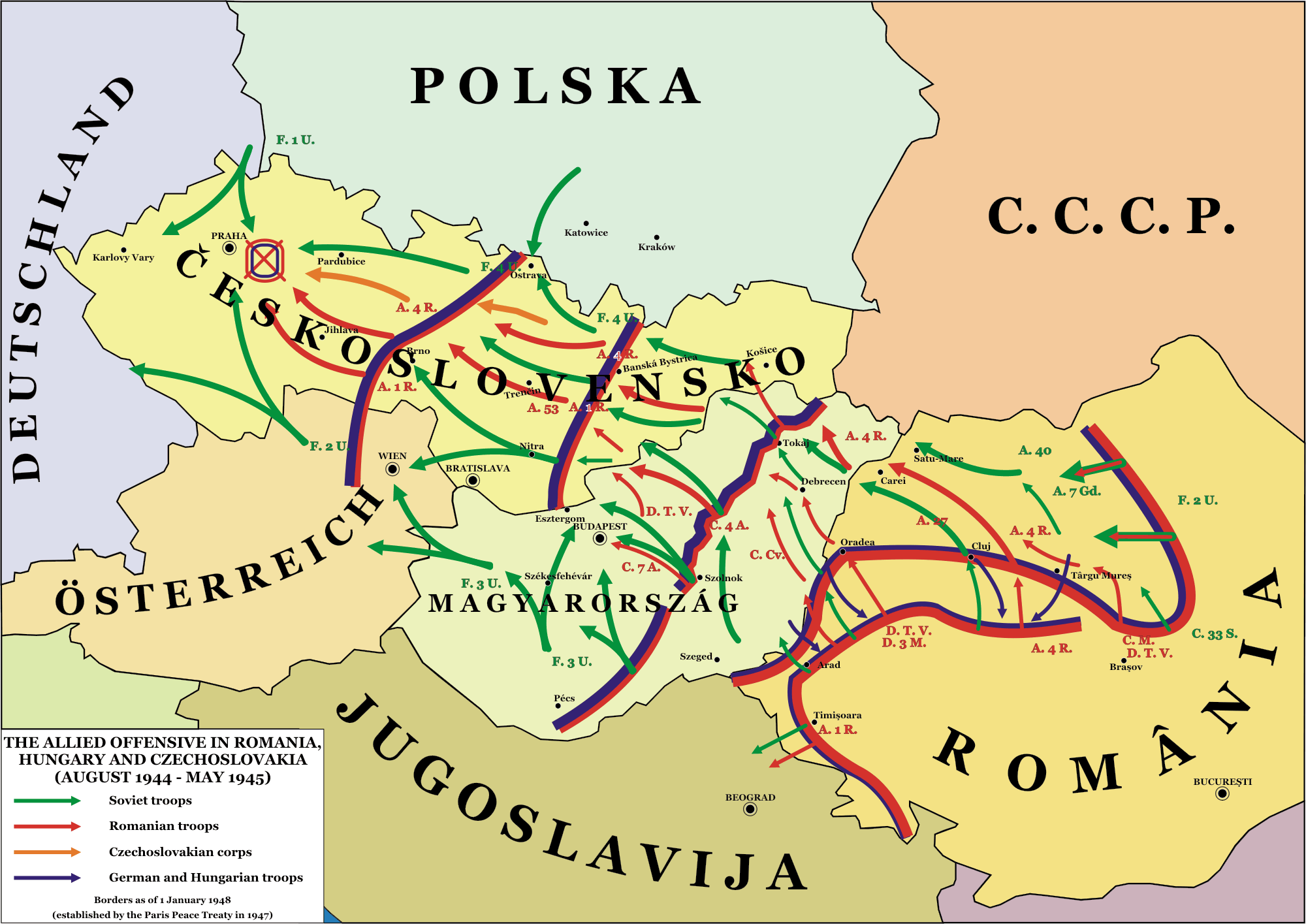
En rouge, la guerre de la Roumanie contre l'Axe du côté Allié du 24 août 1944 au 7 mai 1945 aux côtés des armées soviétiques (en vert).

Le sentiment anti-allemand est resté très vif en Roumanie, tant chez les civils que les militaires, à cause de la dureté de l'occupation allemande pendant la Première Guerre mondiale, et parce que depuis son arrivée en Roumanie en octobre 1940, la Wehrmacht s'y comporte en pays conquis, multipliant les réquisitions, bien que le régime Antonescu fût l'allié du Reich.
C'est pourquoi des citoyens roumains, civils et militaires, ont résisté à la politique d'Antonescu.
Dans l’armée roumaine, la guerre était loin de faire l’unanimité : de juin 1941 à août 1944, 86 000 condamnations en cour martiale sont prononcées pour refus d’obéissance et/ou tentative de passage aux Alliés.
Comme en France, l'attaque contre l'URSS a fait sortir le PCdR de l’expectative et lui fait rejoindre l’opposition au fascisme. Deux divisions roumaines, nommées « Tudor Vladimirescu » et « Horia-Cloșca-Crișan », se sont constituées du côté Allié : elles sont l’équivalent roumain des forces françaises libres et combattent en URSS contre les nazis. « Yad Vashem » étant inconnu dans les pays de l'Est pendant la période communiste (1946-1990), la plupart des « justes » meurent sans apprendre son existence et seuls 139 Roumains sont comptés par Israël comme « Justes » (dont 79 en Moldavie moderne et 60 en Roumanie moderne).
Joseph Goebbels rapporte dans son journal personnel : « Antonescu est au gouvernement avec l'aide des francs-maçons et des ennemis de l'Allemagne. Nos Volksdeutsche [minorités allemandes hors du Reich] ont la vie dure. Le Reich a fait un tel effort pour rien. » (19 février 1941).
Les divisions « Tudir Vladimirescu » et « Horia-Cloșca-Crișan » furent l’équivalent roumain de la division française Leclerc et grossirent pendant la campagne de l'armée roumaine contre l'URSS (juin 1941-août 1944) d'un grand nombre de déserteurs et de prisonniers roumains faits par l'Armée rouge.
Le choix, pour les prisonniers roumains faits par les Soviétiques, entre la captivité en Sibérie et l'engagement dans les divisions « Vladimirescu » ou « Horia-Cloșca-Crișan », a déterminé un grand nombre d'entre eux à choisir la seconde option, même s'ils n'avaient pas de convictions politiques arrêtées. Au sein de ces divisions, il leur était donné une éducation politique de gauche sous les auspices des commissaires politiques membres du Parti communiste de Roumanie (PCdR) : le colonel Mircea Haupt pour la division « Vladimirescu » et le colonel Walter Roman (ancien des brigades internationales en Espagne et père du premier ministre roumain Petre Roman) pour la division « Horia-Cloșca-Crișan ». Après la guerre, le 9 février 1946, 58 officiers de ces deux divisions reçurent l'ordre soviétique de la « Victoire ».
Côté civil, les humanistes du Service maritime roumain font tourner tout au long de la guerre les paquebots Transilvania, Basarabia, Medeea, Impăratul Traian et Dacia, ainsi qu'une douzaine de navires plus petits entre Constanza et Istanbul, sauvant plus de 60 000 proscrits et persécutés. Quelques centaines périssent à cause des torpilles soviétiques ou du refus des autorités turques de les laisser débarquer (tragédie du Struma).
Côté politique, le Conseil national de la Résistance, secrètement formé par le jeune roi Michel Ier de Roumanie (Mihai ) et par les leaders des anciens partis démocratiques, tente de négocier en Suède (par l'ambassadeur Frederic Nanu et son agent Neagu Djuvara, face à l'ambassadrice soviétique Alexandra Kollontaï) et en Turquie (par le prince Barbu Știrbei et la princesse Bibesco) un changement d'alliance au profit des Alliés, et demande un débarquement anglo-américain dans les Balkans.
Les Roumains ignorent que leur sort est déjà scellé, car, après la désastreuse campagne du Dodécanèse, Winston Churchill n'est plus en mesure de mettre sur pied un débarquement dans les Balkans pour prévenir leur soviétisation, débarquement auquel sont fermement opposés non seulement Joseph Staline, mais aussi Franklin Delano Roosevelt et son conseiller Harry Hopkins.
C'est pourquoi, lors de la conférence de Moscou (1944), Churchill, pour espérer garder au moins la Grèce dans l'orbite britannique, est contraint d'abandonner à Staline la Bulgarie et la Roumanie.

##### Guerre aux côtés des Alliés contre l'Axe

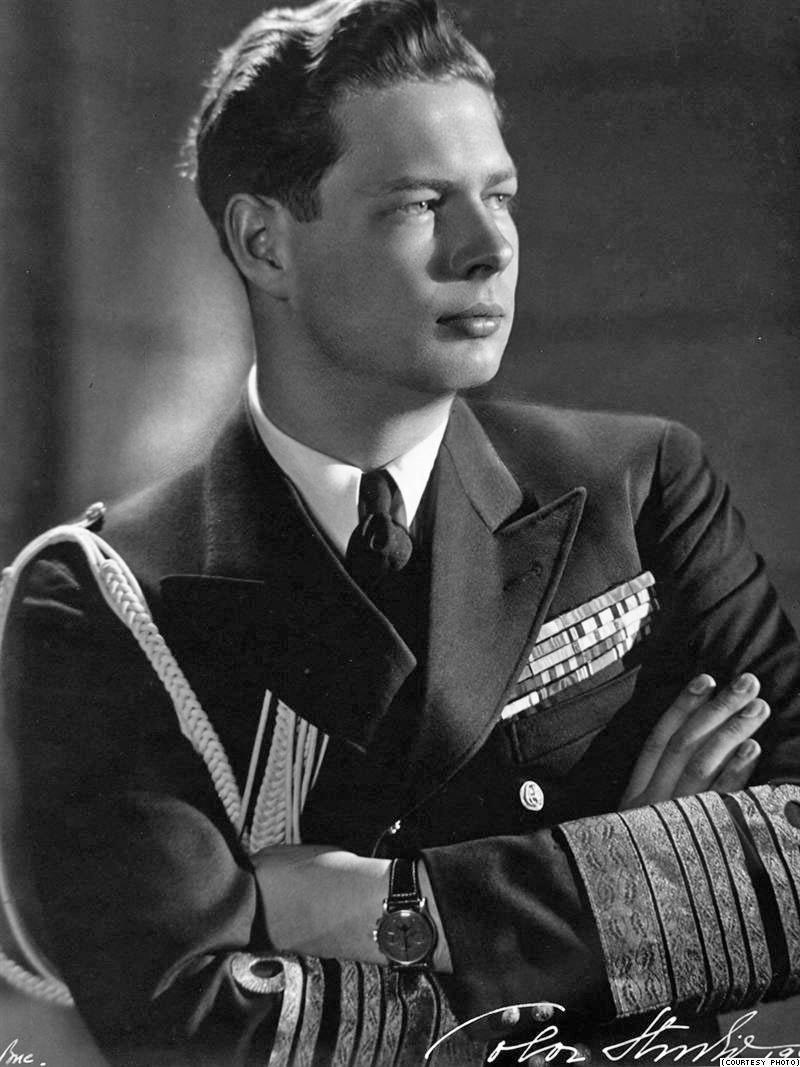
Le roi Michel Ier de Roumanie.

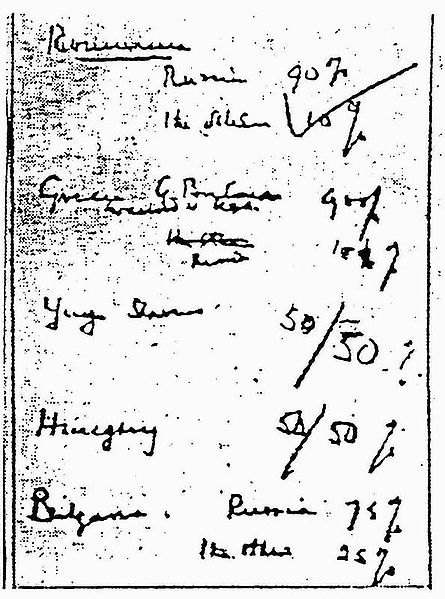
Conservé à la Bildarchiv der Österreichischen Nationalbibliothek de Vienne, l'accord des « zones d'influence », contresigné par Churchill et Staline à Moscou le 9 octobre 1944.

Nommé par décret royal du roi Carol II, le 23 août 1944 Ion Antonescu fut arrêté et destitué par un autre décret royal, celui du roi Michel Ier, qui nomme le général Constantin Sănătescu Premier ministre. Le 24 août, le gouvernement déclare la guerre à l'Axe et dirige ses 550 000 soldats contre l'Allemagne. Le front roumain se déplace de 700 km vers l'ouest et le sud en moins d'une semaine. Selon des estimations d'historiens occidentaux, l'entrée en guerre de la Roumanie aux côtés des Alliés a permis d'éviter la mort de centaines de milliers de soldats russes et a accéléré la fin de la Seconde Guerre mondiale de six mois.
Toutefois, l'URSS attend jusqu'au 12 septembre 1944 pour signer l'armistice demandé par la Roumanie.
Durant ces trois semaines, l'armée roumaine, qui subit la contre-attaque allemande, continue à être attaquée par l'Armée rouge, bien qu'elle ait reçu l'ordre de ne pas se défendre.
Les Soviétiques s'emparent de nombreux armements et continuent à faire des prisonniers, tout comme les Allemands.
Les raffineries et Bucarest sont bombardés, selon les jours, aussi bien par les bombardiers lourds américains venus de Foggia, que par les Stukas allemands basés à Băneasa, au nord de Bucarest et par les Antonov soviétiques venus de Moldavie.
Une fois l'armistice signé, l'armée roumaine est mise sous commandement soviétique, lance ses offensives contre la Hongrie et progresse jusqu'en Slovaquie. Du 24 août 1944 au 6 mars 1945, les institutions démocratiques tentent de se remettre en place sous le gouvernement Rădescu, alors que l'Armée rouge laisse deux divisions en Roumanie et s'y comporte comme en pays ennemi, vivant de réquisitions, occupant tous les services publics, les centres de production industriels et les sites militaires, et contrôlant tous les déplacements.
L'Union soviétique n'a nulle raison de ménager la Roumanie : des « zones d'influence » ont été discutées le 9 octobre 1944 à la conférence de Moscou entre Churchill et Staline, prévoyant les « taux d'influence » suivants, respectivement pour les Alliés occidentaux et pour l'URSS : Hongrie et Yougoslavie : 50 - 50 %, Roumanie : 10 % - 90 %, Bulgarie: 25 % - 75 % et Grèce : 90 % - 10 %, nonobstant le poids respectif des non-communistes et des communistes dans les mouvements de résistance et les opinions (par exemple, les communistes étaient très minoritaires en Hongrie, Roumanie et Bulgarie, mais majoritaires en Grèce à la tête de l'ELAS),,. La contribution de la Roumanie aux côtés des Alliés est généralement ignorée dans l'historiographie occidentale grand public, qui présente l'entrée des Soviétiques dans les Balkans en août 1944 comme la conséquence d'une offensive de l'armée rouge contre les Roumains et les Allemands, sans mentionner le changement préalable d'alliance à Bucarest.

#### Régime communiste (1945-1989)
En Roumanie, ce régime totalitaire, d'inspiration marxiste-léniniste, est une conséquence directe de la Seconde Guerre mondiale et il a duré 45 ans du 6 mars 1945 au 22 décembre 1989, passant par trois phases, correspondant à trois générations de communistes :
- la « revanche » (sur la société démocratique bourgeoise antérieure, mais aussi sur le fascisme), phase violente de terreur, d'arrestations massives, où les minorités du pays étaient majoritaires au Parti ;
- la « normalisation », phase de développement de la nomenklatura, où les opportunistes issus de la majorité orthodoxe rurale font carrière, marginalisent les camarades issus des minorités (dont beaucoup quittent le pays, voire sont purgés par les nouveaux dirigeants) et portent le Parti à trois millions de membres ;
- le « national-communisme », régime à la fois répressif et nationaliste d'inspiration néostalinienne et nord-coréenne qui se traduit par une accentuation de la répression et de la misère populaire, un refus de la perestroïka et une coupure entre les « conservateurs » du régime et les « réformateurs », qui aspirent à en finir avec le communisme et s'appuient sur Mikhaïl Gorbatchev et la France pour renverser Ceaușescu en 1989. Après quoi, « conservateurs » et « réformateurs » font à nouveau bloc au sein du FSN (Frontul Salvării Naționale, Front de salut national) et gardent le pouvoir, mais sans dictature, par des voies démocratiques, jusqu'en 1996.

Le régime communiste en Roumanie présente cinq caractéristiques :
1. sur le plan politique, une position constitutionnelle de jure du Parti communiste roumain comme « parti unique et organe dirigeant de l’état », interdisant de facto la constitution d’associations, syndicats ou autres structures sociales indépendantes du pouvoir ;
2. sur le plan logistique, une présence massive de la police politique « Securitatea » dans la société, active par la censure, l’écoute aléatoire et sans aucun contrôle juridique des conversations téléphoniques, l’ouverture du courrier, le quadrillage territorial, institutionnel et professionnel systématique du pays, la pratique courante d’arrestations arbitraires, de tortures en cours d’interrogatoire, d’internement psychiatrique et de déportation des citoyens arrêtés, avec ou sans « jugement », dans les camps de travail forcé du Bărăgan… ;
3. sur le plan économique, une stricte planification d’état, ne touchant pas seulement les orientations macro-économiques et au commerce international, mais aussi tous les aspects de la production, de la distribution et de la consommation, au mépris des ressources disponibles, des possibilités techniques, de l'environnement et des besoins de la population, interdisant toute forme d’autogestion et induisant des inégalités entre la bureaucratie du Parti et de l'État qui disposait d’un niveau de vie satisfaisant (comparable aux classes moyennes occidentales), et le reste de la population confronté à une pénurie permanente d’énergie, de denrées, de produits finis et de services (ce qui encourageait le développement d’une économie informelle, mais spéculative)… ;
4. sur le plan social, un strict contrôle des médias et des droits des citoyens roumains à l’opinion, à l’expression et au déplacement (nécessitant des autorisations et divers visas préalables pour changer d’emploi, de domicile, de résidence à l'intérieur du pays, et encore plus pour voyager hors du pays, et surtout dans les pays non-communistes) ;
5. sur le plan culturel, un total étouffement de toute créativité spontanée, un strict contrôle de toutes les productions artistiques et littéraires, l'exclusivité imposée du réalisme socialiste, la destruction du patrimoine historique antérieur au régime au nom du slogan « du passé faisons table rase »[92], l'édification de gigantesques bâtiments en béton et un culte de la personnalité effréné et obligatoire des dirigeants, devenu caricatural à l'époque de Nicolae et Elena Ceaușescu qualifiés de Conducători (« Guides »), de « génies des Carpates » et de « Danubes de la pensée »[93].

##### Débuts du régime communiste sous la monarchie
Le régime communiste de Roumanie débute par le coup d'État organisé le 6 mars 1945 par le ministre soviétique des affaires étrangères Andreï Vychinski en visite à Bucarest, avec la logistique de l'Armée rouge et du NKVD. La Roumanie reste une monarchie, mais le coup d'État place les communistes à l'Intérieur, aux Finances et à la Justice. Ce coup d'État renverse Rădescu et met les communistes (ultra-minoritaires) au pouvoir ; c'est alors seulement que l'URSS commence à considérer la Roumanie comme un allié. Le roi Michel reçoit même de Staline l'ordre soviétique de la Victoire. Toutefois, le Royaume-Uni et les États-Unis protestent et exigent la tenue d'élections libres. Les élections ont lieu le 19 novembre 1946 et donnent 71 % des voix aux communistes, dans un contexte de terreur où les candidats des autres partis qui ont osé se maintenir, sont au mieux rossés et pillés, parfois assassinés, tandis qu'en milieu rural ou dans les banlieues, les électeurs sont menés aux urnes sous la menace des armes. Ainsi les communistes s'emparent du Parlement, de la plupart des préfectures et des mairies, tandis que l'Armée rouge se charge de réprimer toute forme de protestation. Bien que la Roumanie fût encore une monarchie officiellement pluraliste, le régime est déjà en voie de devenir totalitaire : les membres des autres partis politiques, ainsi que ceux des syndicats indépendants et du monde associatif, sont arrêtés et emprisonnés en masse, sauf l'aile gauche des socialistes qui se rallient au PCdR pour former le « Parti ouvrier roumain ». Devenue une monarchie communiste, la Roumanie est dans une situation instable qui prend fin le 30 décembre 1947, lorsque le roi Michel Ier, menacé dans son bureau de représailles contre ses partisans par le ministre soviétique Andreï Vychinski en personne, abdique et quitte le pays.

##### République populaire roumaine (1947-1965)

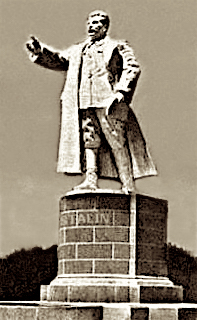
La statue de Staline à Bucarest est restée en place onze ans (1951-1962). Elle était surnommée Davaï tchas (« file ta montre ») dans l'humour populaire, en référence aux mœurs des soldats de l'Armée rouge durant l'occupation de la Roumanie par l'Union soviétique et à la direction de son bras tendu vers la grande horloge publique située de l'autre côté de la place.

Le jour même du départ du roi, le 30 décembre 1947, les communistes staliniens proclament la « République populaire roumaine », qui, malgré ses adjectifs successifs de « populaire », puis « socialiste », est en fait synonyme de terreur, de répression et de dictature : les maquis qui avaient lutté contre le fascisme reprennent le combat contre l'État totalitaire dans les montagnes et le Delta du Danube jusqu'à la mort ou la capture de tous leurs membres, au milieu des années 1950.
En 1947, le traité de Paris ne reconnaît pas à la Roumanie le statut de co-belligérant : elle y est traitée en ennemie vaincue, car seul le régime Antonescu est pris en compte, bien qu'il ait pris le pouvoir par un coup d'État et non investi par l'Assemblée nationale comme son homologue français. La Bessarabie et la Bucovine du nord sont définitivement cédées à l'URSS et sont partagées entre la République socialiste soviétique moldave et celle d'Ukraine. De plus, la Roumanie doit d'immenses dommages de guerre à l'URSS qui déménage par trains entiers usines, machines, biens publics et particuliers, confisque les automobiles, les camions, les avions et la quasi-totalité de la flotte, exploite les mines, les forêts et les ressources agricoles par le biais des Sovrom (entreprises mixtes à capital roumain et à bénéfices soviétiques).
La famine de 1946-1947 tue plusieurs milliers de personnes (elle sera ultérieurement mise sur le compte de la seule sécheresse, alors que les réquisitions visant aussi à briser la résistance de la paysannerie en sont la principale cause). La Roumanie sort de la guerre diminuée de près de 60 000 km2, de 3 millions d'habitants et de nombreux biens, équipements et ressources. Toutefois, l'engagement militaire des divisions „Vladimirescu” et „Horia-Cloșca-Crișan” et du gouvernement Sănătescu contre l'Axe, permet que la Transylvanie du Nord (cédée le 30 août 1940 à la Hongrie) soit rendue à la Roumanie, sous réserve d'y créer une Région autonome magyare dans les deux départements (Județ) où les Hongrois sont majoritaires.
En 1948, bien que la Roumanie et l'URSS soient désormais des pays frères et alliés et que leur frontière ait été fixée et ratifiée au Traité de Paris (1947), les Soviétiques annexent encore six îles au détriment de la Roumanie, le long du bras de Chilia dans le delta du Danube et en mer Noire (île des Serpents).

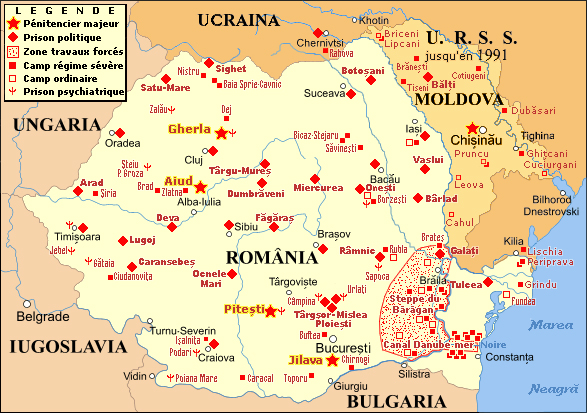
Le réseau de prisons et de camps en Roumanie (et Moldavie) sous le régime communiste.

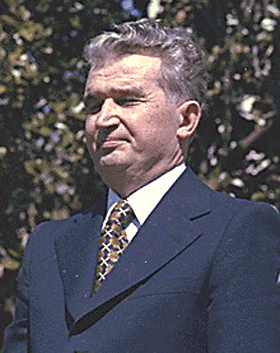
Le second « Conducător » de la Roumanie Nicolae Ceaușescu.

Sous l'égide du « Parti ouvrier roumain », c'est d'abord un « communisme d'épuration » qui, de 1945 à 1953, pratique la « terreur rouge » contre des centaines de milliers de paysans rétifs à la collectivisation des terres et aux réquisitions, contre les intellectuels et même contre les « communistes idéalistes » (c'est-à-dire partisans d'un socialisme à visage humain) tels Lucrețiu Pătrășcanu, emprisonnant la totalité de la classe dirigeante du régime pluraliste d'avant-guerre et du régime fasciste d'Ion Antonescu, ainsi que de nombreux membres du clergé. Pendant cette période très stalinienne, le Parti communiste recrute à tour de bras quiconque veut le rejoindre (du moment que le candidat n'avait pas exercé de responsabilités auparavant) et passe de 1 200 à 90 000 membres, tandis que la nouvelle Securitate remplace la Sûreté royale en « nationalisant la pègre » selon l'expression de Gheorghe Gheorghiu-Dej, le Secrétaire général du Parti. L’Académie Stefan Gheorghiu, un ensemble de centres de formation du Parti, applique les principes de « réhabilitation du lumpenprolétariat » de Friedrich Engels et forme en un an des juges, des policiers et des préfets. Bientôt, le régime ne rencontre plus aucune opposition. Ayant nationalisé la pègre, il a réduit ainsi à zéro la délinquance privée et individuelle : la violence est désormais monopole de l'État tandis que la prostitution est circonscrite dans les circuits réservés aux étrangers venus du « camp capitaliste » afin de leur soutirer des devises et des renseignements. En 1949, la République populaire roumaine adhère au Comecon. Pendant cette période, les dirigeants de la Roumanie sont successivement Constantin Parhon et Petru Groza, mais le pouvoir réel appartient d'abord à Ana Pauker, puis à Gheorghe Gheorghiu-Dej.
Après la mort de Joseph Staline, le 5 mars 1953, c'est un « communisme de consolidation » qui s'instaure de 1953 à 1965 sous l’égide de Gheorghe Gheorghiu-Dej, ami de Nikita Khrouchtchev. De 1954 à 1955, Gheorghe Gheorghiu-Dej est remplacé à la tête du Parti ouvrier roumain par Gheorghe Apostol avant de reprendre la tête du Parti communiste en 1955. Cette même année, la Roumanie adhère au pacte de Varsovie. Un an plus tard, en 1956, Khrouchtchev lance la déstalinisation lors du XXe congrès du Parti communiste de l'Union soviétique. Gheorghiu Dej suit la nouvelle ligne. À partir de 1963, la République populaire roumaine établit des relations diplomatiques et économiques avec les États-Unis et Israël, qui font de la Roumanie un « pays communiste privilégié ». Le Parti passe de 100 000 à plus de 300 000 membres et devient majoritairement un parti de roumains d'origine rurale, alors qu'auparavant, la majorité des communistes étaient des citadins, souvent issus des minorités nationales.

##### République socialiste de Roumanie (1965 - 1989)
Avec la République socialiste de Roumanie proclamée le 21 août 1965 par Nicolae Ceaușescu qui succède à Gheorghiu-Dej à la mort de ce dernier en 1965, un « socialisme à visage humain » semble pouvoir être mis en place, car le nouveau dirigeant Nicolae Ceaușescu successeur de Gheorghe Gheorghiu-Dej, se rend populaire aux yeux des Roumains et des autres pays du bloc de l'Est en refusant en 1968 de participer à l'écrasement du printemps de Prague par les troupes du pacte de Varsovie. Le régime communiste est aussi soutenu de l'extérieur par une partie des opinions occidentales, notamment par de nombreux intellectuels. Mais ce « national-communisme », officiellement indépendant de l'URSS à l'extérieur, reste strictement totalitaire à l'intérieur : dès 1966, devant la forte diminution de la natalité, le décret 770 interdisait l'avortement en Roumanie (sauf impératif médical).

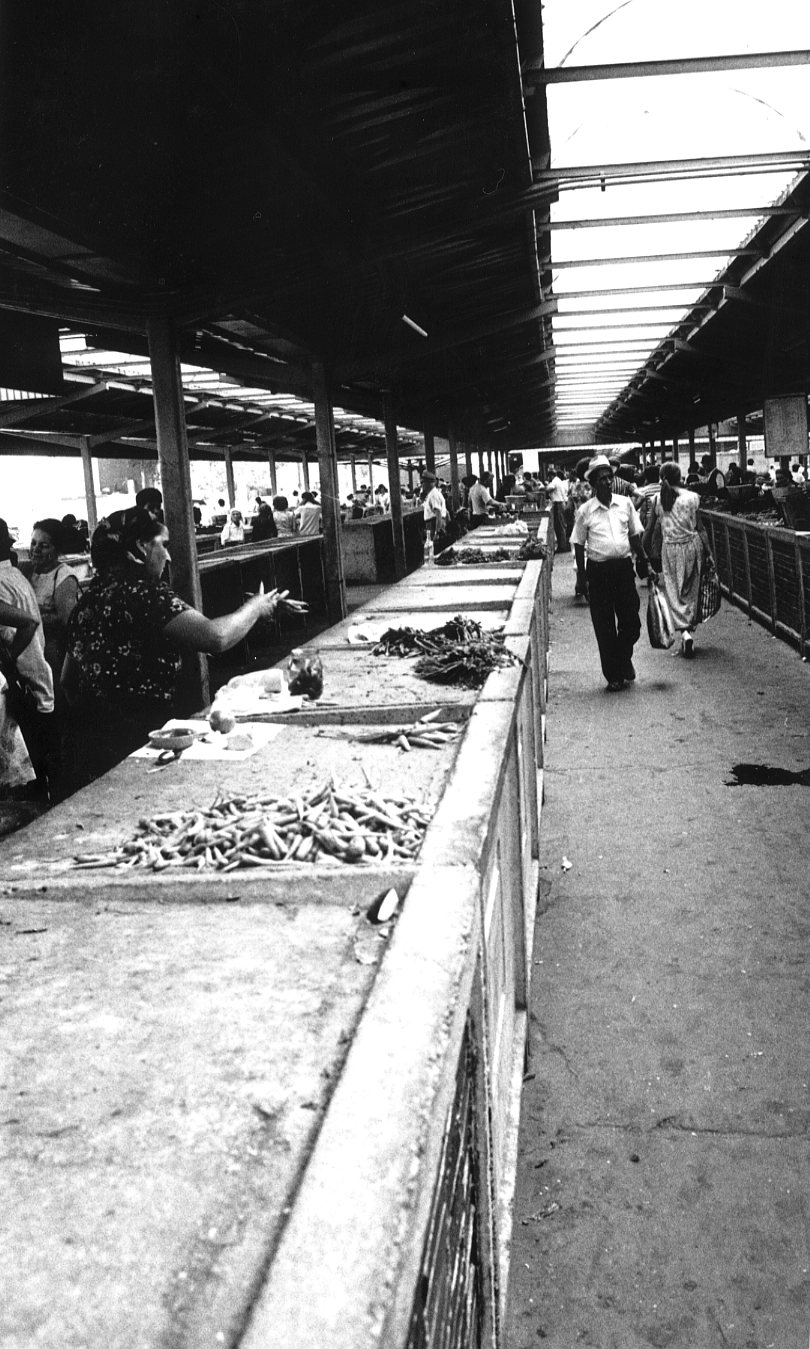
Obor, principal marché de Bucarest dans les années 1980.
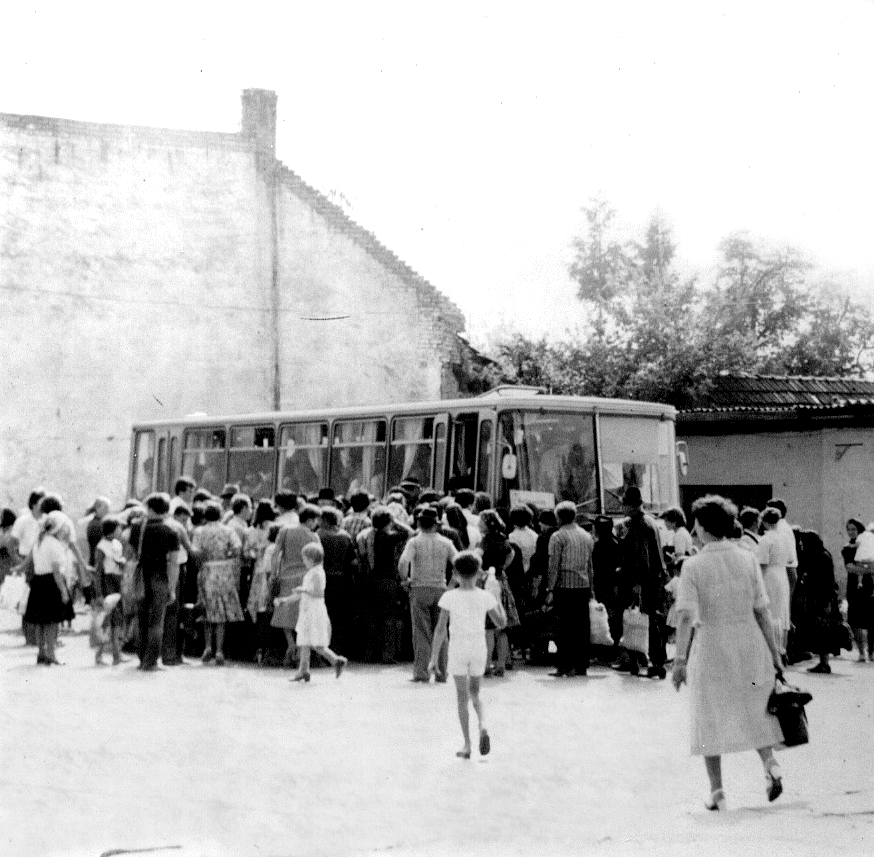
Dans les années 1980, la pénurie d'énergie et de carburant rend les transports en commun rares et difficilement accessibles.
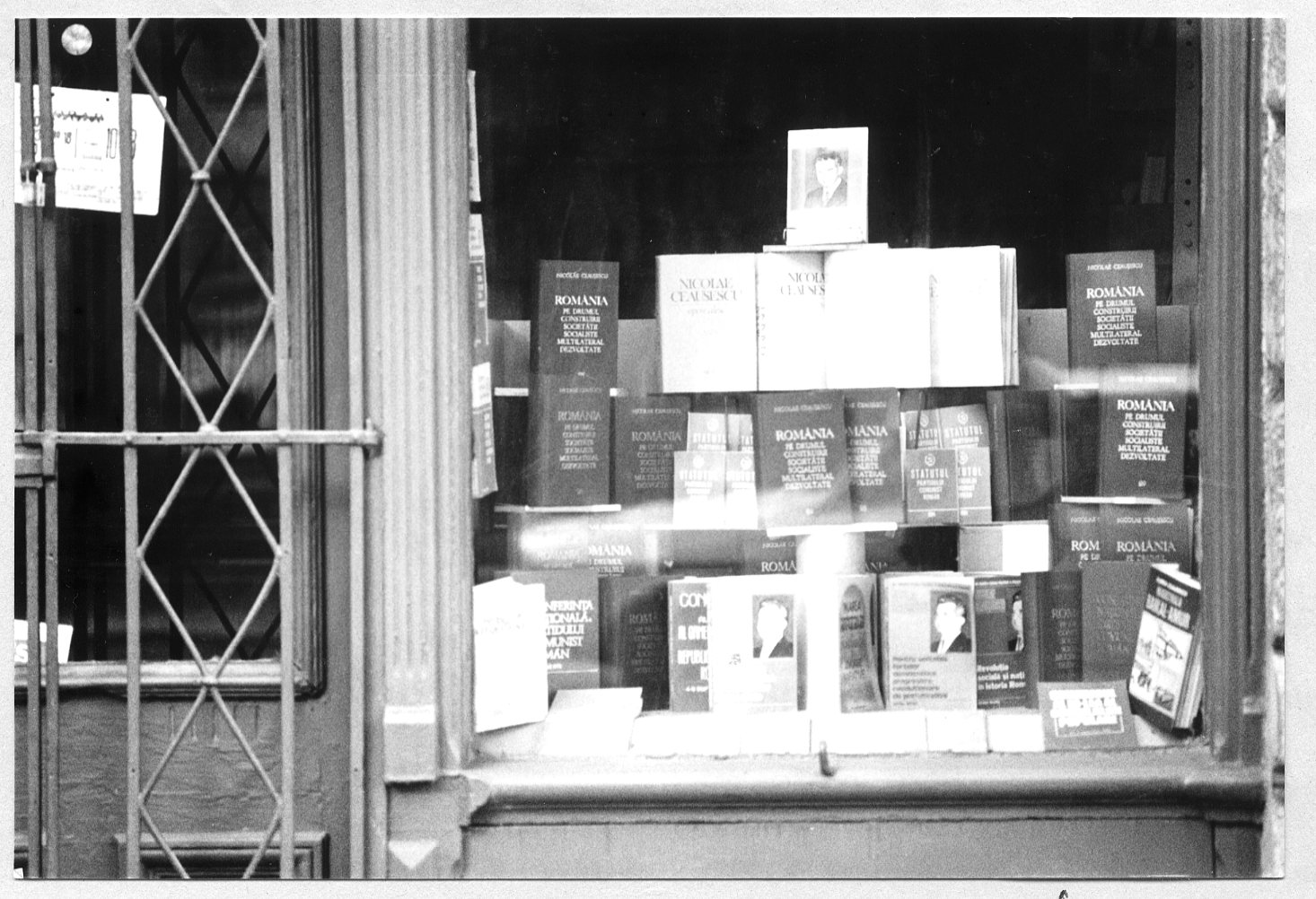
Seuls les ouvrages signés Ceaușescu remplissent les vitrines des librairies dans les années 1980.
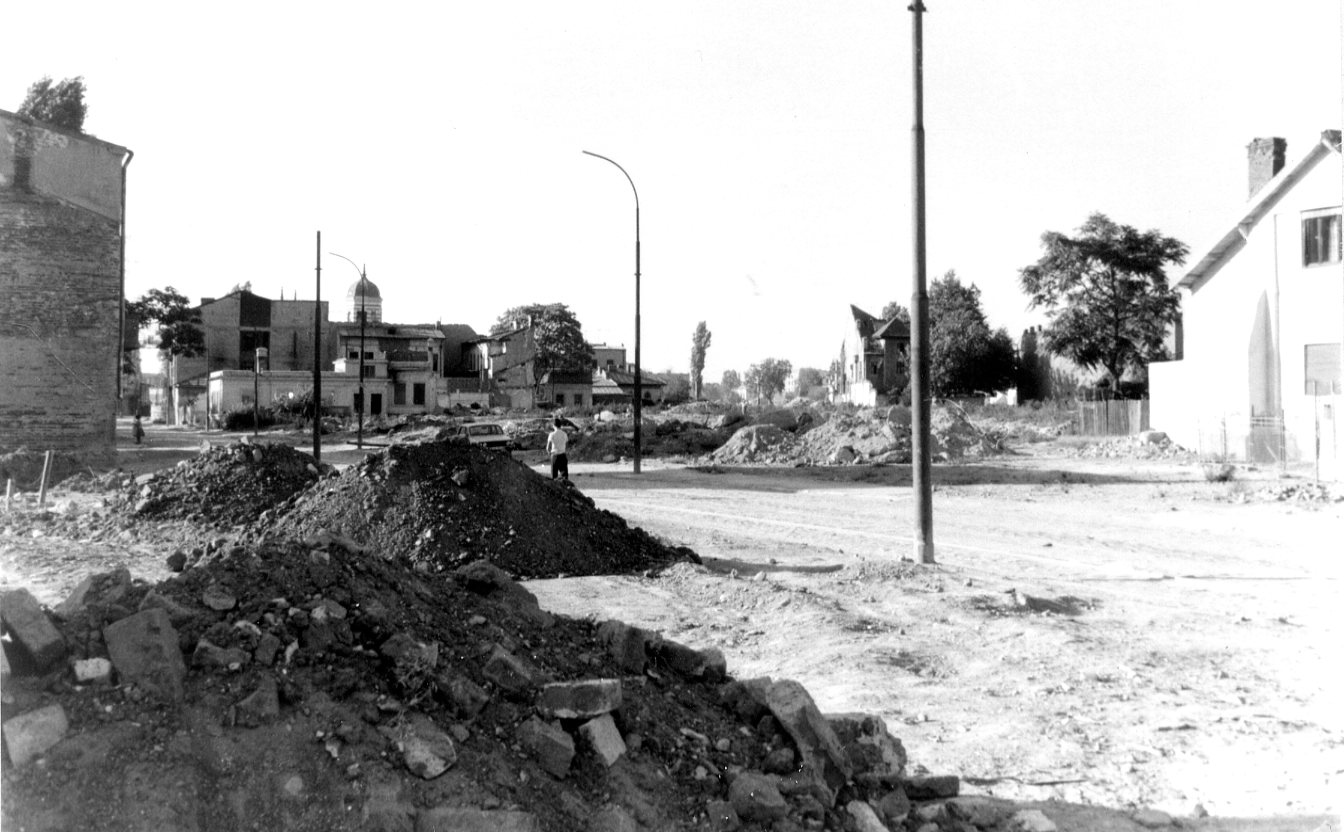
Dans les années 1980, la politique de systématisation du territoire se traduit par 320 000 expulsions, la démolition de quartiers historiques entiers, et environ 3 000 morts par froid et carences.

En 1971, au retour d'un voyage en Chine et en Corée du Nord, Ceaușescu instaure une « révolution culturelle » en Roumanie et un culte de la personnalité calqué sur celui de Mao et du dirigeant nord-coréen Kim Il-sung. Durant cette période, la Securitate fusille beaucoup moins que lors de la période stalinienne, mais la misère, la pénurie, le froid et le manque de soins tuent beaucoup de citoyens. Ceaușescu accentue l’industrialisation à marche forcée, ce qui provoque l'explosion de la dette extérieure, dont le remboursement implique des restrictions drastiques : durant cette période, que le régime qualifie d'« ère lumineuse », tout l'éclairage public est éteint et les nuits roumaines sont très noires, ce que l'humour populaire ne manque pas de sousligner.
À partir de 1985, le vaste « programme de systématisation » dans un style architectural qualifié de « mégalomaniaque » (pour créer « l'homme communiste nouveau ») conduit à la destruction des monuments historiques et des quartiers ou des villages anciens, puis à la reconstruction de la capitale Bucarest.

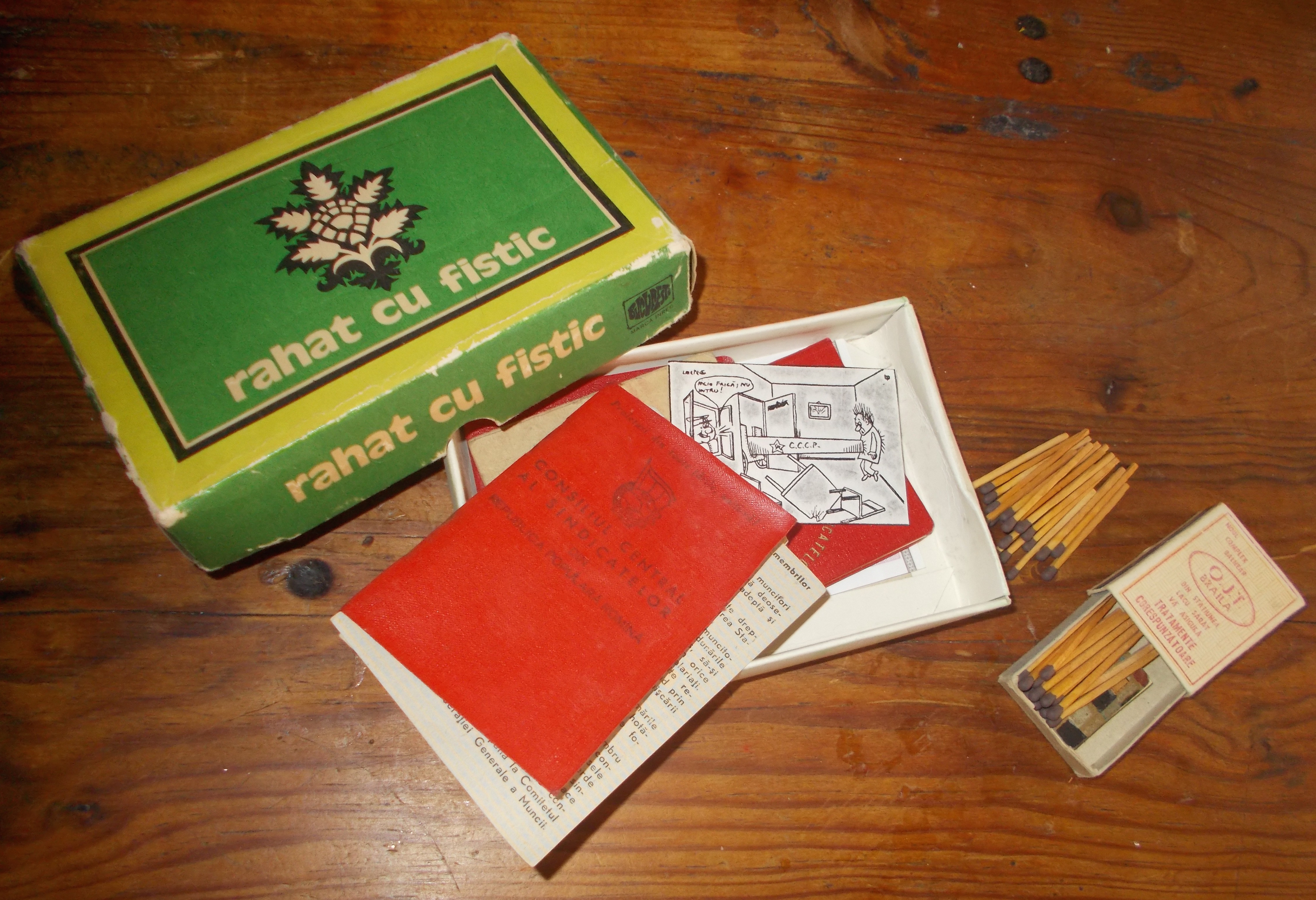
Samizdats de l'ère Ceaușescu dans des boîtes de loukoums (caricatures anonymes dans un carnet syndical) et d'allumettes (petit livre interdit sous les allumettes).

La fameuse « Maison du Peuple », aujourd'hui siège du Parlement roumain, est le plus récent palais stalinien et l'un des plus grands bâtiments au monde. La politique de regroupement des villages commença à partir de 1987. Des centaines de villages sont détruits et la population est relogée dans des immeubles collectifs à la campagne, où sanitaires, cuisines et points d'eau sont collectifs mais fonctionnent mal ou pas, le programme étant réalisé à la hâte et à l'économie. Le but de cette opération était de mieux contrôler la population et notamment l'économie parallèle (les ruraux vendaient aux citadins les produits de leurs jardins, hors des circuits de l'économie d'état). Touchant au seul revenu intéressant pour les paysans et à la seule source d'alimentation fiable pour les citadins, cette politique achève de révolter l'ensemble de la population (émeutes de la faim en 1987), et d'aliéner l'image de Ceaușescu à la fois en Occident et à Moscou, et ce d'autant plus qu'il refuse de suivre la ligne plus ouverte de Mikhaïl Gorbatchev.

##### Déclin et effondrement du régime
Alors qu'à Moscou, Mikhaïl Gorbatchev inaugure la politique de glasnost (« transparence ») et de perestroïka (« réforme »), Ceaușescu maintient une stricte orthodoxie communiste. En 1986, Gorbatchev s'était rendu à Bucarest sans parvenir à le convaincre, et le 17 mars 1989, six anciens hauts responsables du PCR publient une lettre ouverte à Ceaușescu dans le journal français Le Monde pour lui demander en vain de changer de politique. Une partie de la nomenklatura décide alors de ne plus le suivre. Un soulèvement éclate en décembre 1989 à Timișoara : les manifestants s’opposaient au déplacement arbitraire d’un pasteur protestant hongrois. Le 17 décembre, la police tire sur la foule ; le 21, Ceaușescu est conspué pour la première fois lors d’un discours à l’occasion d’un meeting à Bucarest, par ceux-là mêmes qui étaient censés contrôler la foule. Alors que les manifestations se multiplient dans plusieurs villes, Ceaușescu prend peur, évente le complot, fait fusiller le général Vasile Milea, emploie à la télévision le mot « frères » (fraților en roumain) au lieu de « camarades » (tovarăși en roumain) et le 22 décembre, décrète l’état de siège. Mais l’armée refuse de le défendre et la troupe fraternise avec la population. Prenant la fuite, il est arrêté peu après avec son épouse et fusillé le 25 décembre 1989 après un simulacre de procès dont les communistes avaient eux-mêmes fixé la procédure.
La foule manifeste dans les rues, mais le pouvoir est saisi par les conjurés de l'aile réformatrice de la nomenklatura, acquise à Gorbatchev. Au début, celle-ci pense simplement appliquer la perestroïka en Roumanie et Ion Iliescu, successeur de Ceaușescu, déclare à la télévision vouloir instaurer un « socialisme scientifique à visage humain ». Mais rapidement, la panique gagne les conjurés affolés par des rapports alarmistes faisant état de foules assoiffées de vengeance contre les communistes. Ils décident alors d'abolir le communisme, de dissoudre le PC, et pour se poser en défenseurs de la nouvelle démocratie, ils déclarent à la télévision que Ceaușescu s'est échappé, qu'il dispose des troupes fidèles, et appellent l'armée et la foule à défendre la révolution par les armes. Pendant plusieurs jours, les Roumains se tirent dessus, chaque groupe de manifestants ou unité militaire pensant défendre la liberté contre des sbires de Ceaușescu. Lorsque la ficelle est éventée, les conjurés annoncent que les sbires seraient en fait des Libyens prêtés par Mouammar Kadhafi. Mais finalement, les combats s’arrêtent et l’exécution de Ceaușescu est officiellement annoncée ; le film de son procès et de son exécution sera même passé à la télévision.
Faite de soulèvements de désespoir mais aussi de manipulations politiques qui ont gravement ébréché la crédibilité du nouveau régime tant à l’intérieur qu’à l'extérieur, mais ont préservé le pouvoir de la nomenklatura, ce qui en était le but, la révolution roumaine de 1989 a coûté aux Roumains 689 morts, que le président Traian Băsescu compte parmi les deux millions de morts officiellement recensés comme victimes du communisme roumain.

#### Deuxième période parlementaire (depuis 1990)

##### Transition démocratique

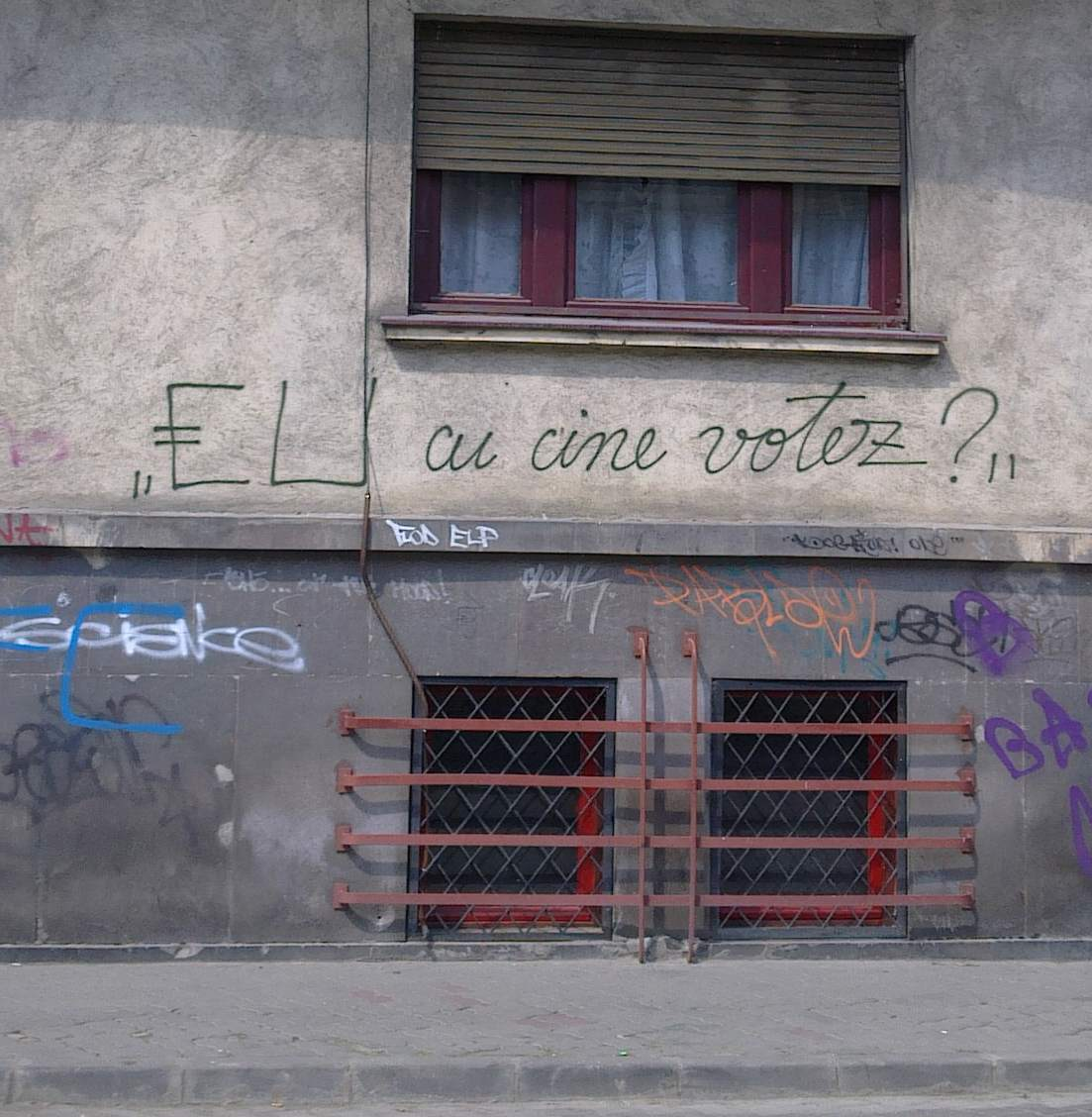
Graffiti humoristique à Bucarest : €U ("je" en roumain) dois voter pour qui ?

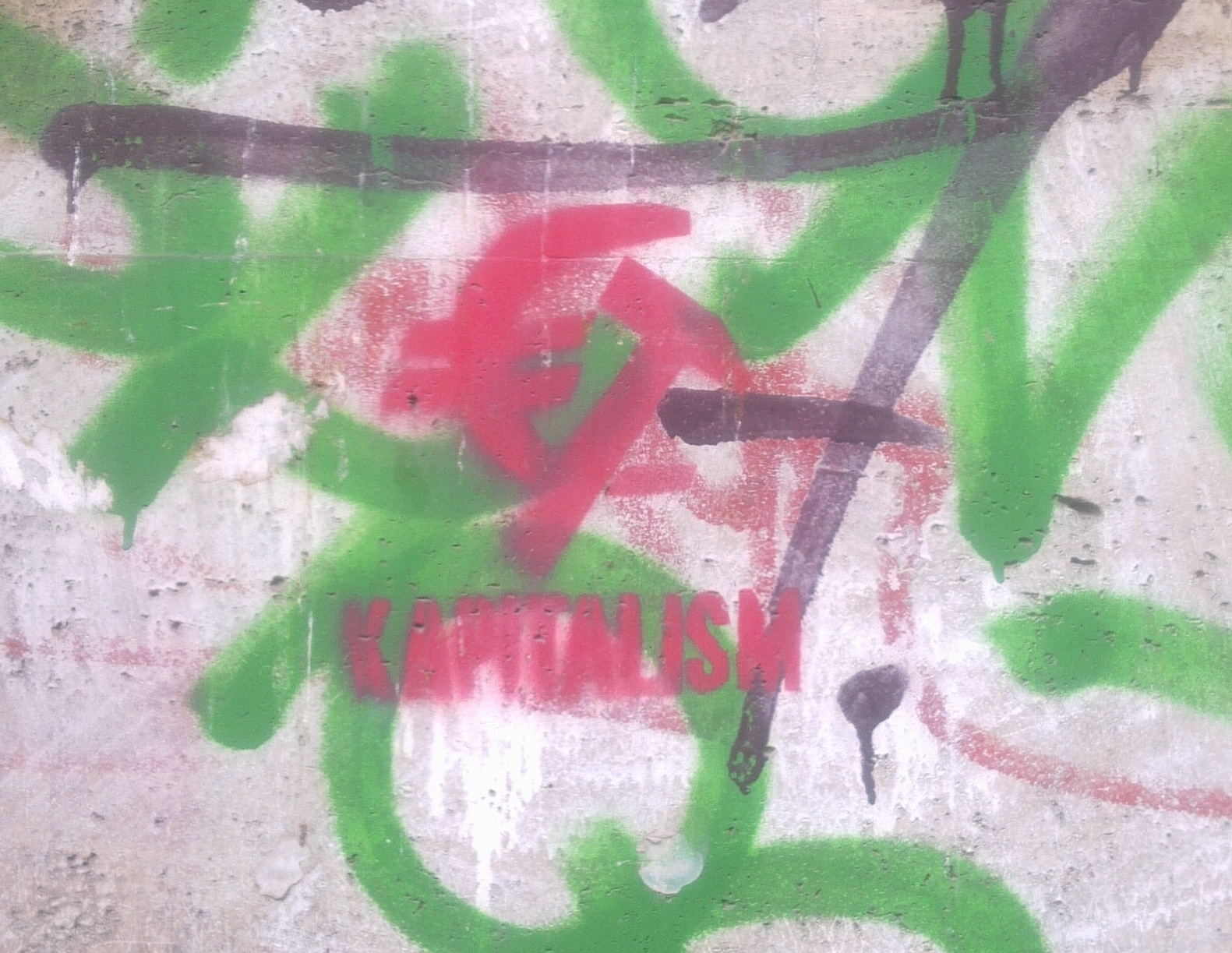
Graffiti dénonçant le monopole de la nomenklatura sur l'économie pendant la transition, sur un mur à Bucarest (2013).

La réapparition des anciens partis démocratiques (PNL libéral, PNTCD démocrate-chrétien), interdits par les communistes, et qui exigent une « lustration » (écarter des responsabilités quiconque s’est compromis avec la dictature) ne menace pas le pouvoir du Front de salut national fondé par l’ex-communiste Ion Iliescu, qui est élu président en mai 1990 avec 85 % des voix, après avoir promis que nul ne serait inquiété (Unul dintre noi, pentru linistea noastră - « l'un des nôtres, pour notre tranquillité » fut le slogan officiel de sa campagne). Son régime fut qualifié par ses adversaires politiques de « néo-communiste ». À la fin de l’époque de Ceaușescu, le PCR comptait près de 4 millions de membres et, après la chute du régime, l’essentiel de la classe politique sortit de ses rangs et de l’ancienne haute administration, dont les dirigeants bénéficiaient des faveurs du régime. Même les dirigeants du parti libéral étaient d’anciens membres de la « nomenklatura ».
Quant à la population, elle était privée depuis 1938 de toute vie démocratique et très mal informée, tandis que les personnes les plus instruites, comme les enseignants, étaient non seulement étroitement surveillées, mais aussi dénigrées en tant que « sympathisants de l’étranger » et même persécutées (mutations abusives, salaires inférieurs à la moyenne...), ce qui avait provoqué, depuis un demi-siècle, une importante « fuite des cerveaux ». Dans ce contexte, une manifestation étudiante pour la démocratie est réprimée brutalement par des milliers de mineurs venus à Bucarest à l’appel d'Iliescu (dans des cars et des trains affrétés par le gouvernement) pour soutenir le pouvoir. Iliescu traite les manifestants de « voyous » et les accuse de vouloir « brader le pays » et « céder aux injonctions du FMI ». Les images de cette « minériade », les affrontements provoqués en Transylvanie par les gros-bras du régime s’opposant au bilinguisme magyar/roumain revendiqué par les Hongrois (revendication présentée par le pouvoir comme une tentative de sécession), la guerre menée en république de Moldavie voisine par la 14e armée russe, l’éclatement de la Yougoslavie voisine (présenté par les médias roumains comme une agression étrangère venue d’Occident) et la persistance de la pénurie, inquiètent profondément une population dont la majorité ne perçoit pas que ses problèmes viennent précisément du maintien des « féodalités » héritées de la dictature. Se présentant en protectionniste sur tous les plans, Ion Iliescu sait utiliser ces craintes et est réélu en 1992 avec une large majorité sur un programme mi-nationaliste, mi-socialiste.
Mais la société civile qui se reconstitue lentement, et la liberté de la presse, qui permet la parution de média critiques envers le pouvoir, changent la donne. La lutte politique mène à une scission à l’intérieur du FSN, qui profite au jeune Premier ministre Petre Roman représentant l’aile la plus réformatrice de la nomenklatura. Suite logique, en novembre 1996, le peuple roumain finit par choisir l’alternance et permet l’arrivée au pouvoir d’Emil Constantinescu, professeur d’université, candidat d’une large et hétéroclite coalition anti-Iliescu où se côtoient d’authentiques démocrates, des libéraux qui veulent en finir avec le protectionnisme, et des néo-communistes réformateurs.
La transition difficile vers l’économie de marché, l’incapacité du nouveau président à imposer son leadership sur la coalition au pouvoir, la corruption rampante et d’incessantes rivalités à l’intérieur même du gouvernement, provoquent la colère et le désespoir des couches populaires, directement touchées par la pauvreté. Une nouvelle « minériade » échoue en 1999, mais, aux élections 2000, Ion Iliescu et son Parti Social-Démocrate(PSD) gagnent grâce à un tour de passe-passe électoral : les anciens chantres de Ceaușescu, Corneliu Vadim Tudor et Adrian Păunescu, passés du communisme à l’ultra-nationalisme, se sont présentés contre lui en épouvantails d’extrême-droite, prenant à ses adversaires la partie la plus désespérée des électeurs, et le faisant passer pour démocrate par contraste. Le PSD profite des réformes commencées par les partis démocrates et change son orientation idéologique pour devenir un parti de gauche à l’image des travaillistes britanniques ; il devient ainsi membre de droit du Parti des socialistes européens ce qui est encore un grand succès politique, car par contraste cela place ses adversaires à droite, ce qui continue d’effrayer beaucoup d’électeurs.
Entre 2000 et 2004, le PSD applique pourtant une politique économique libérale (larges privatisations, indépendance de la Banque centrale), se rapproche fortement de l’OTAN et de l’Union européenne, tandis que la composante sociale reste très limitée. Le gouvernement social-démocrate obtient des résultats incontestables (croissance économique moyenne de 5 % par an, réduction de l’inflation, réduction du déficit budgétaire, premier accord avec le FMI, négociations réussies en vue de l'adhésion à l'UE, adhésion à l'OTAN), mais son image reste plombée par les innombrables "affaires" de corruption à un haut niveau, par le non-respect de l’état de droit et par le mépris des humbles hérité de l’époque communiste. Aux élections de novembre 2004, la majorité relative gagnée par le PSD n’est pas suffisante pour former un gouvernement et c’est une coalition de quatre partis de centre-droit qui prend le pouvoir.
Le président alors élu est Traian Băsescu, ancien capitaine de la marine marchande, chef du Parti démocrate (PD) issu du FSN, mais allié du Parti national libéral. Il a moins été élu sur son programme que sur son franc-parler : il est le premier à assumer clairement son passé communiste et à admettre officiellement que le communisme et les manipulations de 1989 ont été criminels (deux millions de morts en 45 ans officiellement recensés). La coalition au pouvoir s’efforce d’achever les réformes (instauration d’un taux d'imposition très bas, à 16 %, aide à la concentration des terres agricoles, réforme d’un appareil de justice peu efficace, lutte contre la « grande » corruption, modernisation de la sécurité sociale) mais elle se heurte aux contradictions politiques internes et à une forte résistance de la part des vieux apparatchiks de la nomenklatura.

##### Transition économique
L’adhésion en janvier 2007 à l’Union européenne est considérée comme un très bon signe pour la poursuite de la transition démocratique vers un État de droit, une économie de marché moins sauvage, intégrée à celle de l’UE. Mais, le 23 juillet 2008, la Commission européenne rend public son troisième rapport sur l’évolution de la démocratie en Roumanie, dans le cadre du Mécanisme de coopération et de vérification qui vise à évaluer les progrès de nouveaux membres de l’Union européenne, et ce rapport conclut à un bilan très mitigé : parmi les points positifs on note une nette amélioration des infrastructures, la liberté des médias, les progrès des libertés publiques ; parmi les points négatifs la lourdeur et la lenteur des administrations, des choix énergétiques et de modes de transport à contre-courant (tout-hydrocarbures, tout-routier), le faible niveau de vie des retraités, la faiblesse des systèmes de solidarité, une législation qui peine à s’aligner sur les nomes européennes, une corruption endémique à tous niveaux et l’absence de mesures prises pour y remédier. La Commission appelle la Roumanie à poursuivre ses efforts dans tous ces domaines. Même si les médias occidentaux ne lui accordent pas la même attention qu’à la Grèce, la Roumanie est touchée de plein fouet par la crise financière des années 2010, et le gouvernement de Traian Băsescu prend des mesures drastiques d’austérité (réduction des salaires de 25 %, réduction de 20 % des retraites déjà très faibles, passage de la TVA de 19 % à 24 %, augmentation de toutes les taxes et impôts, licenciement sans indemnité de 200 000 fonctionnaires) ce qui mène à la chute de deux gouvernements et oblige le président à confier l’exécutif à l’opposition (une alliance entre les socialistes, les libéraux et un petit parti conservateur dirigé par Dan Voiculescu, patron d’un empire médiatique et reconnu par la justice comme un collaborateur de l’ancienne police politique, la Securitate). Tout ceci débouche, le 6 juillet 2012, sur une nouvelle tentative de destitution du président Băsescu par le parlement, via un référendum qui ne donne pas les résultats escomptés.
À l’élection présidentielle roumaine de 2014, la victoire du libéral Klaus Iohannis (issu de la minorité saxonne, pro-européen et majoritaire dans les régions anciennement austro-hongroises et sur le littoral) sur Victor Ponta, son adversaire social-démocrate et nationaliste (majoritaire dans les régions anciennement moldo-valaques vassales de l'Empire ottoman et qui, ayant la majorité au Parlement, garde néanmoins la direction du gouvernement), confirme la volonté des électeurs de ne pas confier le pouvoir à un seul camp et de mieux s'intégrer en Europe sans pour autant trop subir, comme la Grèce proche, les « diktats » des pays riches d'Occident.
À l’élection présidentielle roumaine de 2024, le second tour prévu le 8 décembre est cependant annulé par la Cour constitutionnelle du fait de l'invalidation des résultats du premier tour. Un nouveau scrutin doit avoir lieu en mai 2025. L'invalidation du premier tour a été motivée par l'usage intensif du réseau social TikTok et des influenceurs comme outils de campagne en faveur de Călin Georgescu, candidat pro-russe et nationaliste, hostile à l'union européenne et aux aides à l'Ukraine. Georgescu, bien que n'étant soutenu par aucun parti, arrive en tête devant Elena Lasconi candidate europhile de l'Union sauvez la Roumanie (USR) et élimine le premier ministre Marcel Ciolacu, favori des sondages, dirigeant du Parti social-démocrate (PSD),,,. Des élections parlementaires ont lieu la semaine suivante, avec une percée des partis nationalistes qui cumulent ensemble 33% des suffrages,.

##### Galerie de dirigeants politiques récents
Présidence de la république

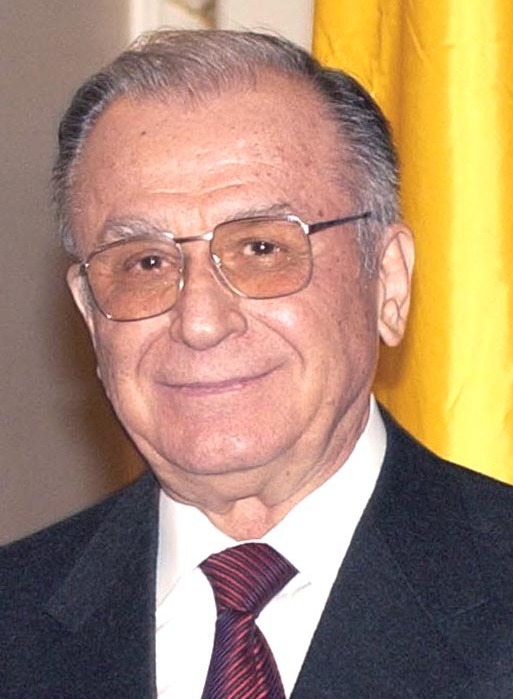
Ion Iliescu 1990-1996 2000-2004
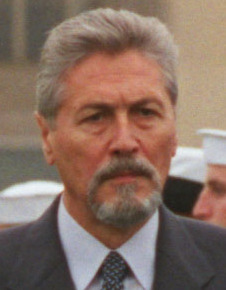
Emil Constantinescu 1996-2000
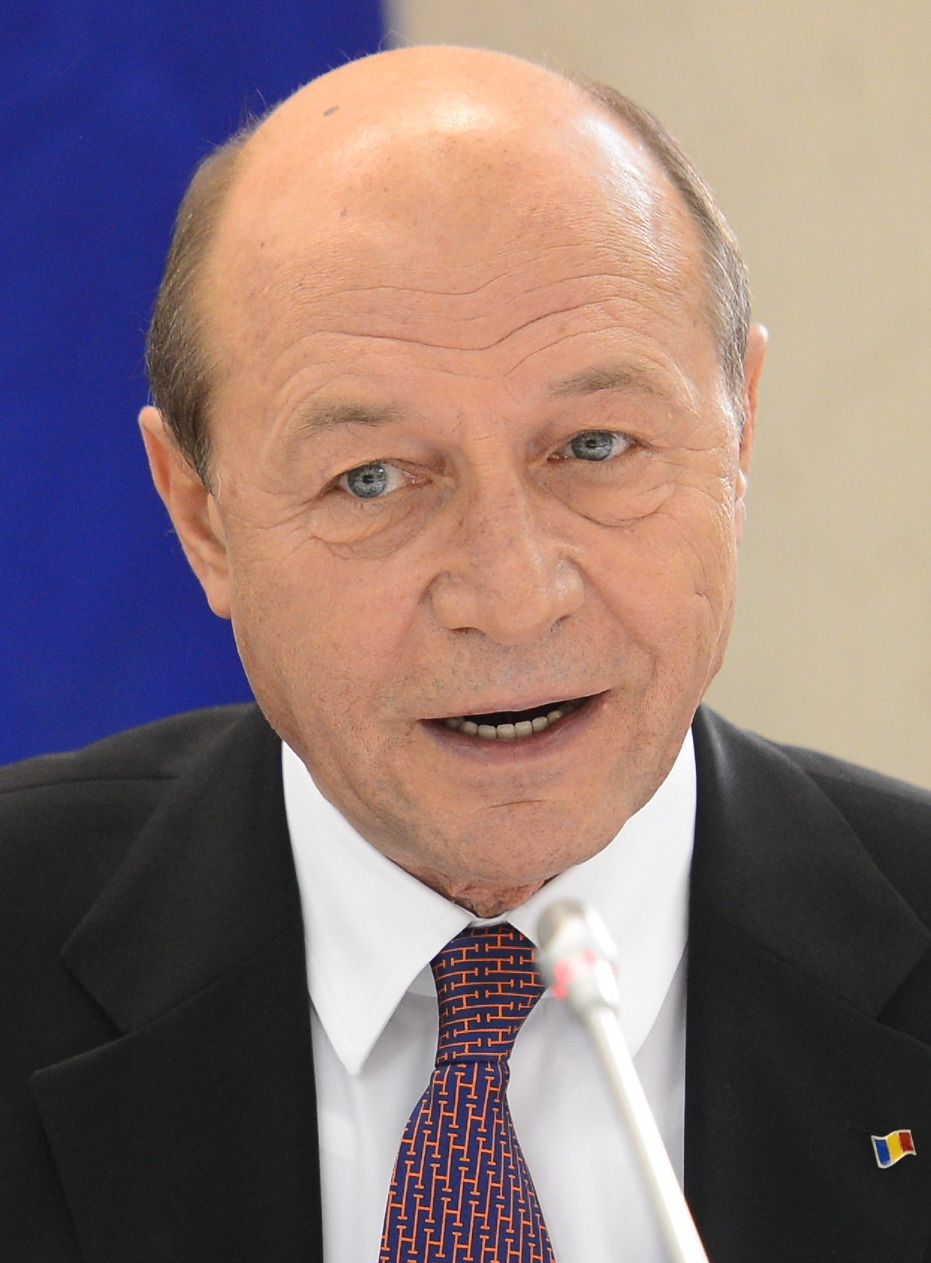
Traian Băsescu 2004-2014
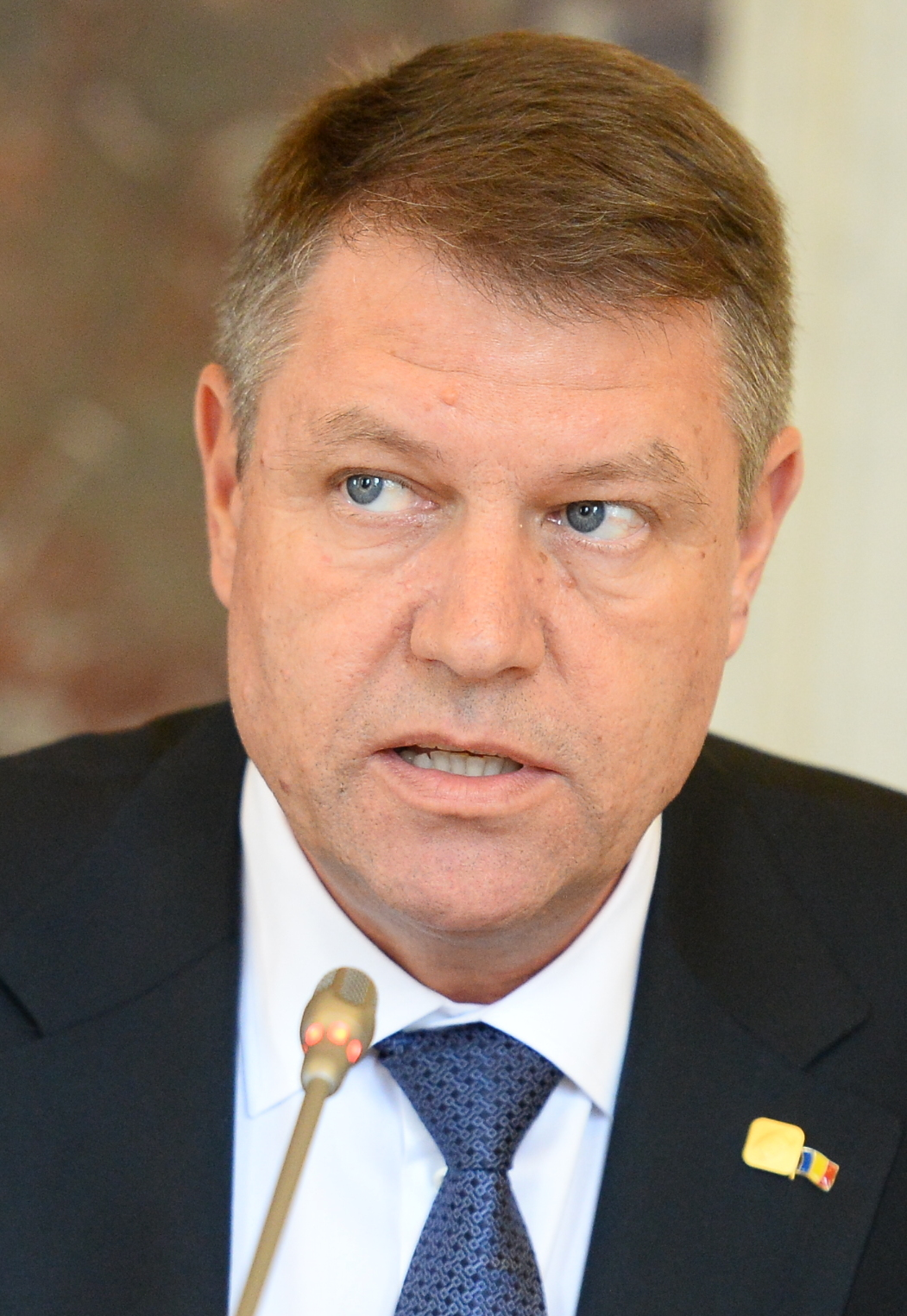
Klaus Iohannis 2014-2025

Chef(fe) de gouvernement

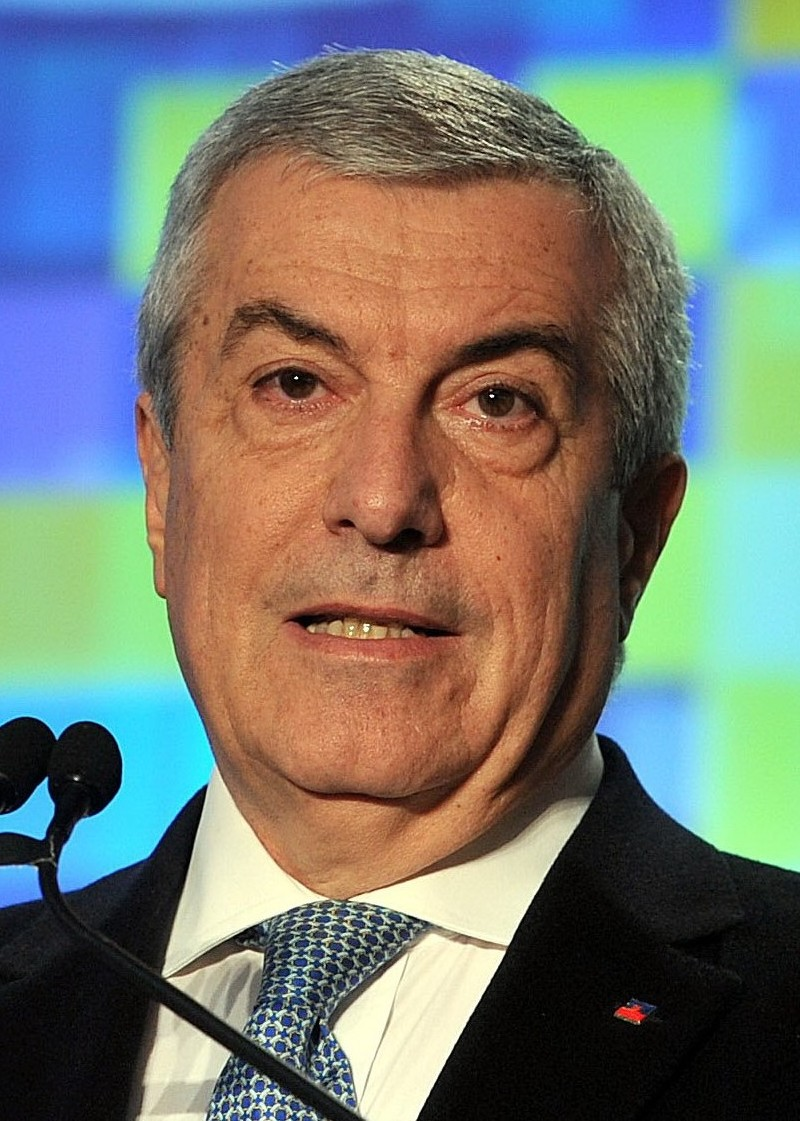
Călin Popescu-Tăriceanu 2004-2008
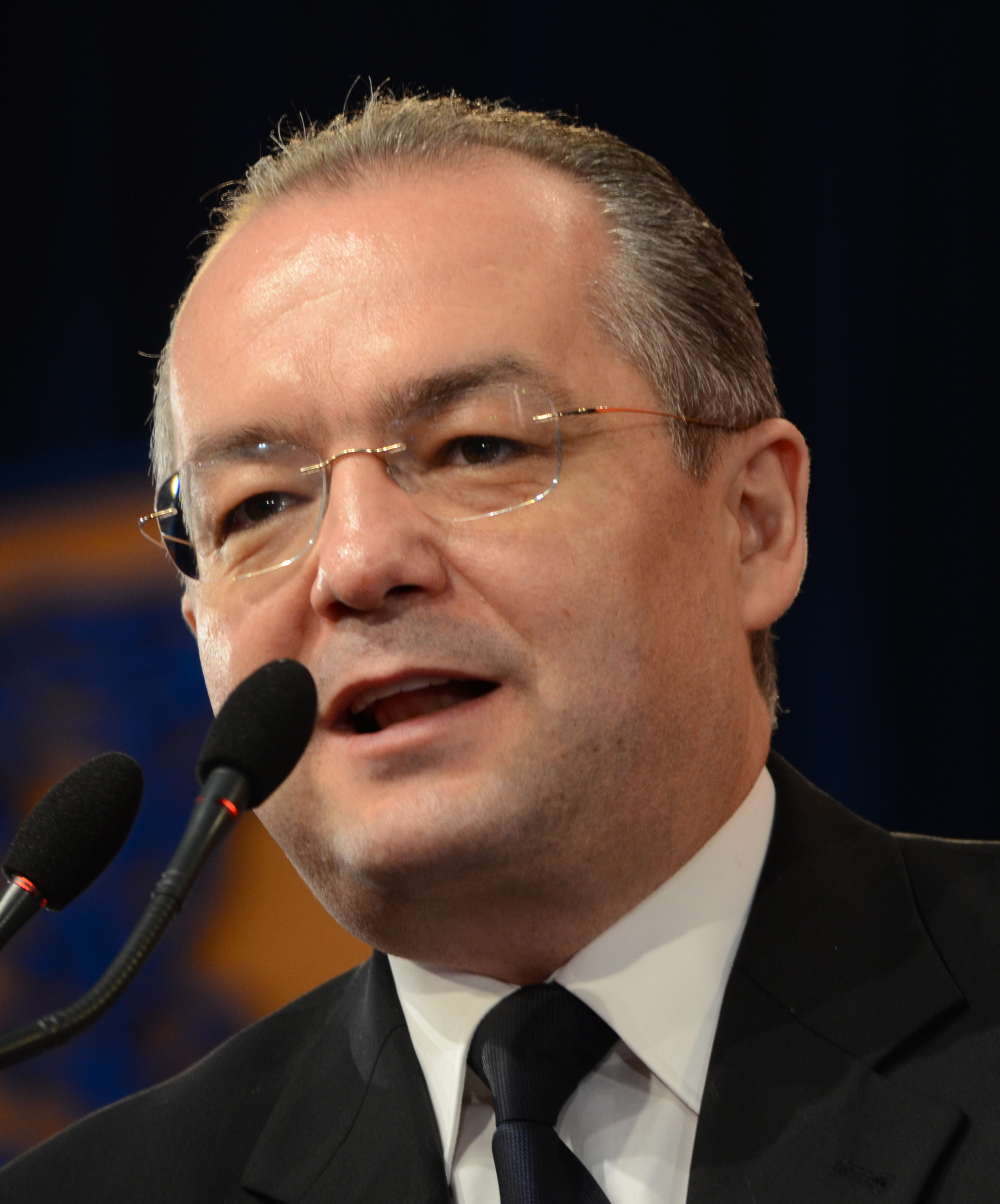
Emil Boc 2008-2012
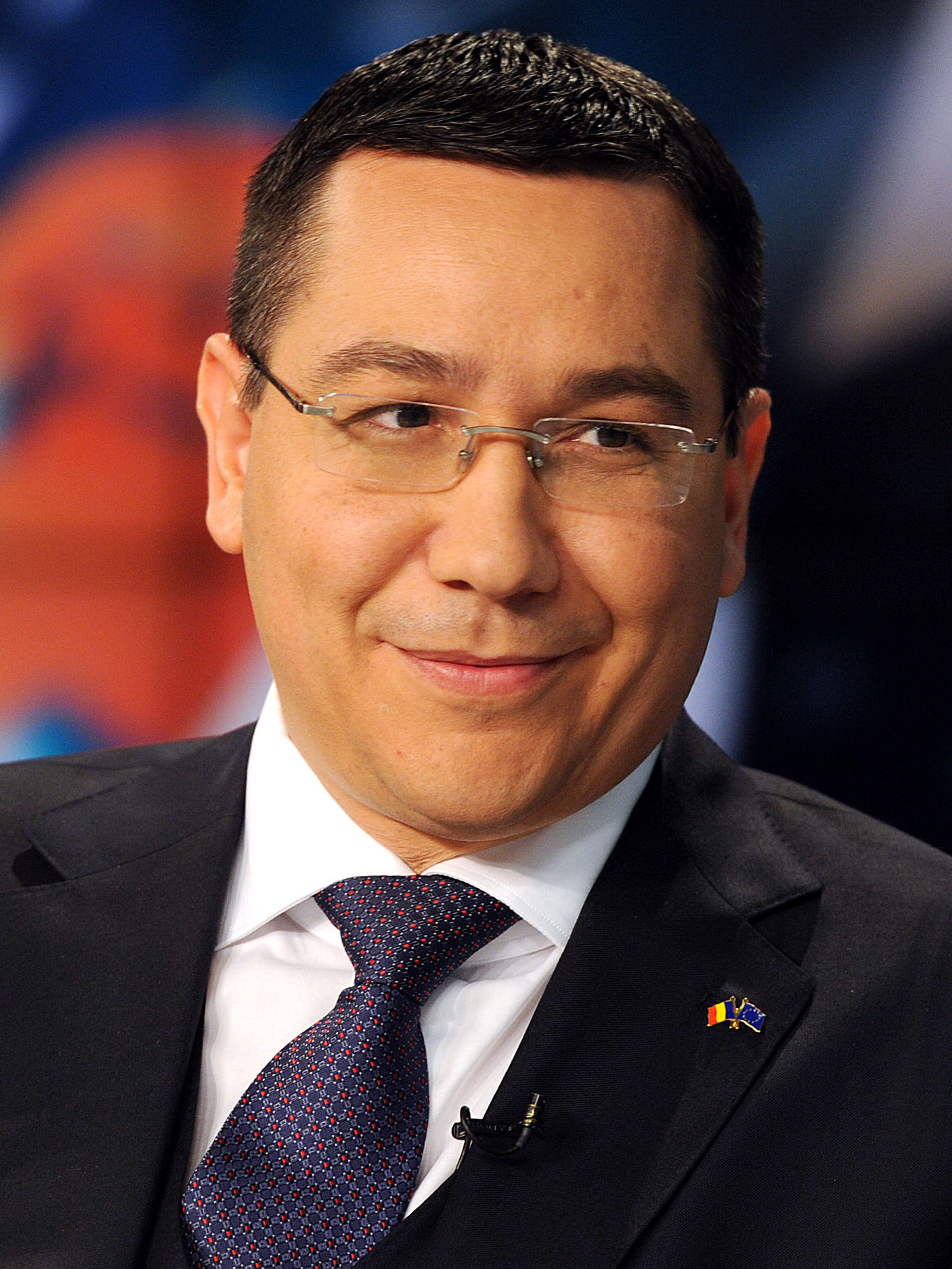
Victor Ponta 2012-2015
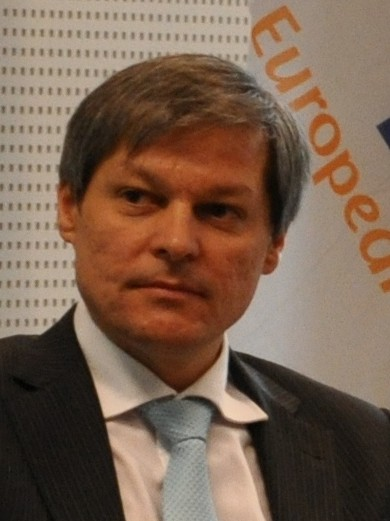
Dacian Cioloș 2015-2017
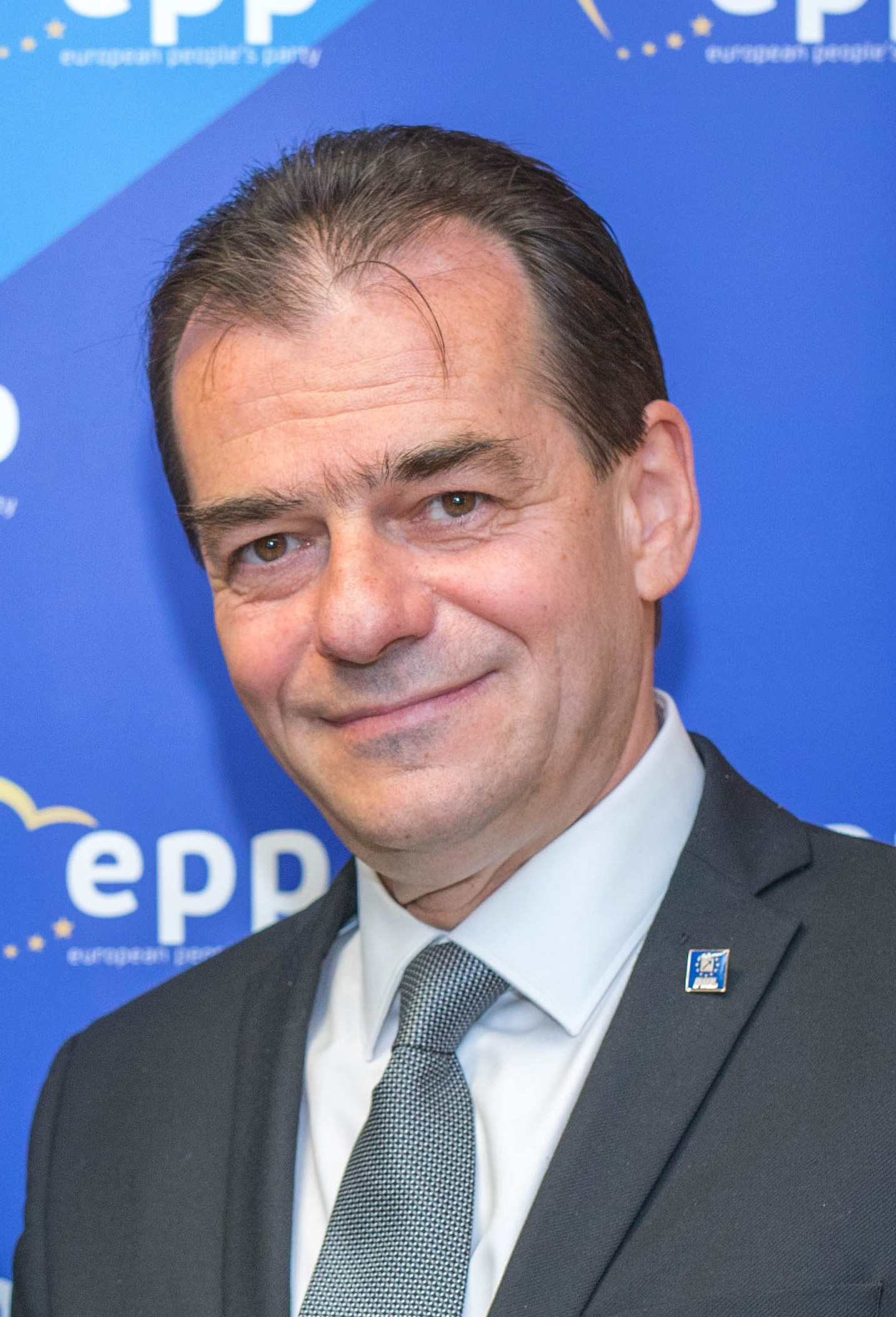
Ludovic Orban 2019-2020
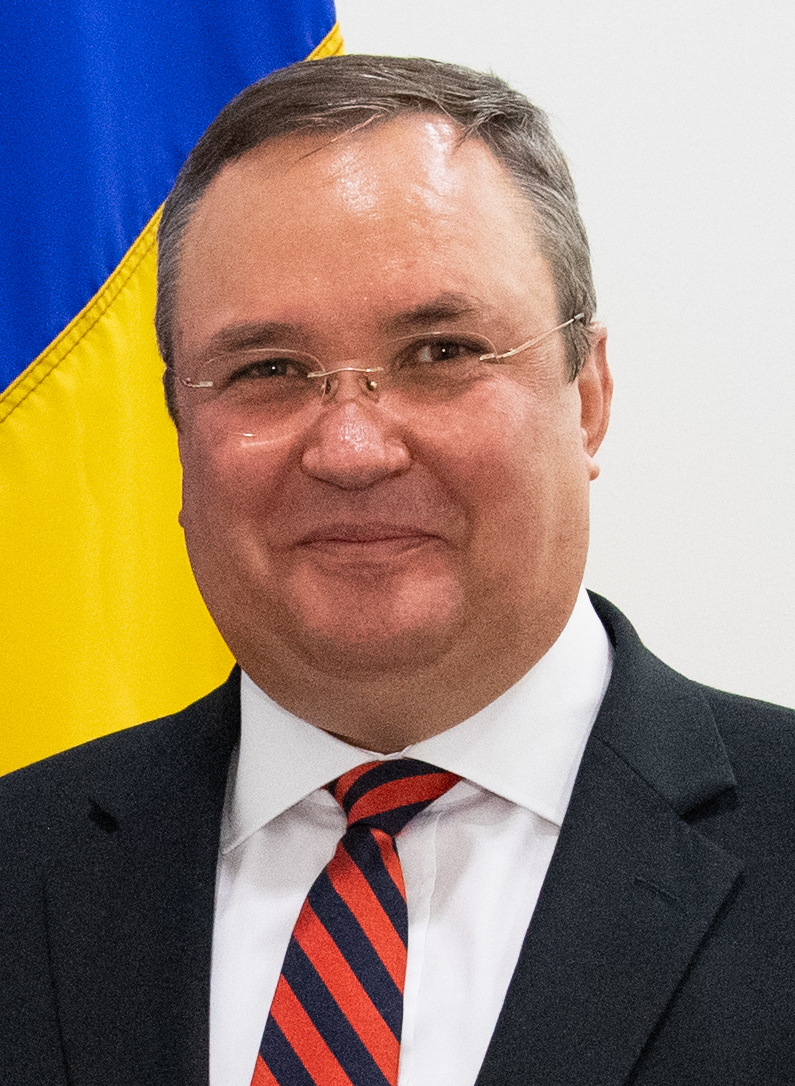
Nicolae Ciucă 2021-2023

## Médiévisme nationaliste
Depuis que l'émergence des nationalismes au XIXe siècle, remet en question l'ordre impérial autrichien, russe et ottoman établi par le Congrès de Vienne en 1815, l'histoire des régions habitées par les Roumains est l'objet de récits contradictoires imprégnés de « médiévismes nationalistes », divergents selon les écoles historiques (roumaine, austro-hongroise, russe, soviétique ou autre), chaque école s'efforçant de montrer l'ancienneté de « sa » nation et son antériorité sur les autres,. Ernest Gellner dans Nations et nationalismes écrit que ce sont les États modernes qui créent les nations; toutefois, même si ce sont le pangermanisme et le Risorgimento qui ont créé les identités modernes respectivement « allemande » et « italienne », et même si les états germaniques et italiques médiévaux ont eu le latin comme langue officielle, et non l'allemand ou l'italien, aucun historien n'affirme que les Allemands ou les Italiens « n'ont pas d'histoire avant le XIX-e siècle ». En revanche pour les Roumains, cette idée est fréquemment affirmée, explicitement ou par omission, dans l'historiographie internationale, notamment hongroise, allemande, polonaise, soviétique ou russe : les Roumains « n'ayant pas d'histoire avant le XIX-e siècle », l'identité roumaine serait « une invention récente, artificielle ». Claude Karnoouh écrit que c'est la renaissance culturelle roumaine qui a « créé » les Roumains : avant le XIXe siècle, on peut à la rigueur parler de « Moldaves » ou de « Valaques » mais il serait anachronique d'employer le mot « Roumains ».
Quoi que puissent avoir écrit en leur temps les anciens chroniqueurs Nestor, Miron Costin, Grigore Ureche ou Dimitrie Cantemir, le point de vue de beaucoup d'historiens des pays voisins de la Roumanie est que les principautés danubiennes de  Moldavie et  Valachie n'étaient pas des « pays roumains » car beaucoup de leurs boyards étaient d'origine coumane, bulgare ou phanariote,,. Quant à la Transylvanie, les Roumains n'y seraient que des « immigrés tardifs » et n'auraient jamais eu ni franchises spécifiques, ni aristocratie (celle-ci étant dès le départ exclusivement magyare).
La cause de ces divergences est la « rétroprojection des nations actuelles dans le passé »[citation nécessaire], qui peut aller jusqu'au protochronisme. Pour chaque nation moderne, il existe une historiographie qui écrit l'histoire de façon à montrer son importance passée, son antériorité sur les autres, et à minimiser ou gommer l'importance, l'influence ou l'ancienneté de ses voisins. Le point de vue des sources roumaines modernes, qui affirment que les Roumains ont eux aussi une histoire avant le XIXe siècle, apparaît ainsi comme « original, atypique, inédit, minoritaire », voire « nationaliste et contestable ». Pour l'historiographie des pays voisins de la Roumanie, les auteurs roumains comme Alexandre Xenopol, Nicolae Iorga, Vasile Pârvan, Tadeu Hasdeu, Ion Nistor (en) Constantin Giurescu (en),  Constantin C. Giurescu (en), Stelian Brezeanu (ro) ou Victor Spinei (en) seraient tous plus ou moins des affabulateurs, au même titre que Nicolae Densușianu (en) qui, pour sa part, a effectivement mélangé histoire et pseudohistoire.
Cela renforce la vision de Georges Brătianu décrivant « une énigme et un miracle historique » : les Roumains seraient un  groupe linguistique qui aurait disparu au IIIe siècle pour réapparaître au XIIIe siècle après un mystérieux millénaire d'absence.

## Toponymie historique
L'écriture du roumain offre, pour son alphabet cyrillique ancien, une translittération standardisée qui permet de rendre les patronymes et les toponymes roumains anciens en graphie roumaine actuelle. Mais la plupart des auteurs et cartographes étrangers modernes l'ignorent et, par crainte non fondée d'être anachroniques, emploient les graphies hongroises (par exemple Szucsáva pour Suceava), polonaises (Suczawa), allemandes (Sutschawa) ou même translittérées depuis le russe (Soutchava) voire depuis l'ancien alphabet arabe ottoman (Setchwa) : tout sauf roumaines. Ce faisant, ils prennent les graphies étrangères pour d'anciens noms des villes roumaines, ce qui n'est vrai que pour les formes différentes en d'autres langues (par ex.: Hermannstadt ou Nagyszeben pour Sibiu).
Pour l'alphabet cyrillique utilisé en Moldavie soviétique, le standard est le système moldave officiel de translittération, lui aussi ignoré par la plupart des auteurs étrangers qui transcrivent les noms moldaves d'avant 1989 de manière erronée comme si c'était du russe.